# マーベル・シネマティック・ユニバースのキャスト一覧
マーベル・シネマティック・ユニバースのキャスト一覧（マーベル・シネマティック・ユニバースのキャストいちらん）は、映画シリーズ『マーベル・シネマティック・ユニバース』（MCU）のマーベル・スタジオ製作による映画本編及び、ビデオ短編映画シリーズ・Disney+独占配信作品に登場するキャラクターと出演者の一覧である。

## ヒーロー

### 地球のヒーロー
主に地球の各々の場所や生活圏などをメインに活躍する超人ヒーローたち。彼らの多くがスーパーヒーローチーム“アベンジャーズ”に属している、もしくは助っ人として参戦している。全宇宙の生命の半数の消滅から復活までの5年の期間である“ザ・ブリップ”後にも、次々と新たなヒーローたちが公の場で活動をはじめている。
アンソニー・エドワード・"トニー"・スターク / アイアンマン（Anthony Edward "Tony" Stark / Iron Man）
演 - ロバート・ダウニー・Jr、ミック・ウィンガート
日本語吹替 - 藤原啓治、森川智之、池田秀一、桐本琢也
初登場 - 『アイアンマン』
大富豪の天才発明家兼慈善家。自身が開発した最新鋭のパワードスーツ“アイアンマン・アーマー”を装着し、アイアンマンとして戦う。アベンジャーズ結成時からのメンバーにして共同リーダーであり、チームの活動資金の提供や、新装備の開発も一手に担当する。
ジェームズ・“ローディ”・ローズ / ウォーマシン / アイアン・パトリオット（James "Rhodey" Rhodes / War machine / Iron Patriot）
演 - テレンス・ハワード、ドン・チードル
日本語吹替 - 高木渉、目黒光祐、山寺宏一
初登場 - 『アイアンマン』
アメリカ空軍の軍人にして、トニーの親友兼相棒。アイアンマン・アーマーと同等のパワードスーツである“ウォーマシン・アーマー”を身にまとい、ウォーマシンとして戦う。ウルトロンとの戦いの後にアベンジャーズに加入する。
ロバート・ブルース・バナー / ハルク（Robert Bruce Banner / Hulk）
演 - エドワード・ノートン（ブルース）、ルー・フェリグノ（ハルクの声）、マーク・ラファロ
日本語吹替 - 水嶋ヒロ（ブルース）、乃村健次（ハルク）、宮内敦士
初登場 - 『インクレディブル・ハルク』
ガンマ線を大量に浴びたことで、感情の高ぶりに呼応して緑色の大男ハルクに変身する体質になった天才生物学者。アベンジャーズ結成時からのメンバーである。
ナターリア・アリアノーヴナ・“ナターシャ”・ロマノフ / ブラック・ウィドウ（初代）（Natalia Alianovna "Natasha" Romanova / Black Widow［1st］）
演 - スカーレット・ヨハンソン、レイク・ベル
日本語吹替 - 佐古真弓、米倉涼子、樋口あかり、冬馬由美
初登場 - 『アイアンマン2』
元“S.H.I.E.L.D.”のエージェントにして、ブラック・ウィドウのコードネームを持つ“レッドルーム”出身の女スパイ。アベンジャーズ結成時からのメンバーであり、時には共同リーダーも務める。
ソー（Thor）
演 - クリス・ヘムズワース
日本語吹替 - 三宅健太
初登場 - 『マイティ・ソー』
北欧神話の雷神“トール”のモデルであり、神々の国“アスガルド”の王オーディンの息子。アベンジャーズ結成時からのメンバーであるが、母国における使命からアスガルドや地球以外の“九つの世界”をはじめとする各惑星のためにも転戦する。
ジェーン・フォスター / マイティ・ソー（Jane Foster / Mighty Thor）
演 - ナタリー・ポートマン
日本語吹替 - 坂本真綾
初登場 - 『マイティ・ソー』
“フォスター理論”を提唱する天文物理学者。ニューメキシコでオーロラを観測中にソーと出会い、やがて互いに大きな影響を与えるほど惹かれあっていく。
ソーと一度別れてからは癌に侵され、余命幾許もない身体となってしまったが、ソーが愛用していた“ムジョルニア”に新たな所有者として認められたことで、一時的にソーと同等のスーパーパワーを得てマイティ・ソーを名乗り、ゴアと戦った。
クリント・フランシス・バートン / ホークアイ（初代） / ローニン （Clint Francis Barton / Hawkeye［1st］/ Ronin） 
演 - ジェレミー・レナー
日本語吹替 - 阪口周平、宮迫博之、東地宏樹
初登場 - 『マイティ・ソー』
元S.H.I.E.L.D.のベテランエージェントにして、ホークアイのコードネームを持つ弓術の達人。アベンジャーズ結成時からのメンバーである。
スティーヴン・グラント・"スティーブ"・ロジャース / キャプテン・アメリカ（初代）（Steven Grant "Steve" Rogers / Captain America［1st］）
演 - クリス・エヴァンス、ジョシュ・キートン
日本語吹替 - 中村悠一
初登場 - 『キャプテン・アメリカ/ザ・ファースト・アベンジャー』
第二次世界大戦中に超人血清によって肉体を強化され、秘密結社“ヒドラ”と戦い母国アメリカを救うも、消息不明となり、後の世にアメリカの英雄キャプテン・アメリカとして名を残す超人兵士。アベンジャーズ結成時からのメンバーにして共同リーダーであり、長い眠りから目覚めた70年後の現代においても、数多くの戦いで仲間たちの中心格として活動する。
ジェームズ・ブキャナン・“バッキー”・バーンズ / ウィンター・ソルジャー（James Buchanan "Bucky" Barnes / Winter Soldier）
演 - セバスチャン・スタン
日本語吹替 - 白石充
初登場 - 『キャプテン・アメリカ/ザ・ファースト・アベンジャー』
第二次世界大戦中に行方不明になり、ヒドラによって同組織の暗殺者ウィンター・ソルジャーに改造・洗脳された、スティーブの相棒にして、子ども時代からの親友。戦後から現代まで、ヒドラなどによって暗殺やテロ活動に利用される苦難の道を進むことになる。
サミュエル・“サム”・トーマス・ウィルソン / ファルコン（初代） / キャプテン・アメリカ（3代目）（Samuel "Sam" Thomas Wilson / Falcon［1st］ / Captain America［3rd］） 
演 - アンソニー・マッキー
日本語吹替 - 溝端淳平、濱野大輝
初登場 - 『キャプテン・アメリカ/ウィンター・ソルジャー』
元アメリカ空軍の落下傘兵にして、スティーブの現代における親友兼相棒。ウィングパック“EXO-7ファルコン”を駆使するヒーローのファルコンとして戦う。ウルトロンとの戦いの後にアベンジャーズに加入する。そしてサノスの群勢との最終決戦後に、年老いたスティーブから彼のトレードマークである盾を受け継ぎ、紆余曲折の末にキャプテン・アメリカ（3代目）となる。
ワンダ・マキシモフ / スカーレット・ウィッチ

ヴィジョン（Vision）
演 - ポール・ベタニー
日本語吹替 - 加瀬康之
初登場 - 『アベンジャーズ/エイジ・オブ・ウルトロン』
“インフィニティ・ストーン”の一つである“マインド・ストーン”を埋め込まれた“ヴィブラニウム”製の人工肉体に、トニーの“電脳執事”だった後述の人工知能“J.A.R.V.I.S.”が移植されて誕生した人造人間。ウルトロンとの戦いの後にアベンジャーズに加入する。MCUでは、オリジナルのヴィジョンと、『ワンダヴィジョン』に登場するカオス・マジックで創造されたヴィジョン、さらに後述のザ・ヴィジョンまで3種のヴィジョンが存在する。
スコット・ラング / アントマン（Scott Lang / Ant-Man）
演 - ポール・ラッド
日本語吹替 - 木内秀信
初登場 - 『アントマン』
優秀なエンジニアの元泥棒。3年間の服役を終えた直後に、ハンク・ピムにスカウトされアントマン（2代目）となり、ピムの発明を悪用・奪取しようとする輩に戦いを挑む。
ホープ・ヴァン・ダイン / ワスプ（Hope van Dyne / The Wasp）
演 - エヴァンジェリン・リリー、マデリーン・マックグロウ（幼少期）
日本語吹替 - 内田有紀、新井美羽（幼少期）、渋谷はるか
初登場 - 『アントマン』
ハンク・ピムとジャネット・ヴァン・ダインの一人娘。ダレン・クロス打倒後にワスプ（2代目）となり、スコットと力を合わせて父の発明を狙う輩に戦いを挑む。
ティ・チャラ / ブラックパンサー（先代）（T'challa / Black Panther［Predecessor］）
演 - チャドウィック・ボーズマン、アシュトン・タイラー（幼少期）、マドックス・ロビンソン（少年）
日本語吹替 - 田村真、藤原夏海（少年）
初登場 - 『シビル・ウォー/キャプテン・アメリカ』
超文明国家“ワカンダ”の主にして、戦士ブラックパンサーでもある若き国王。母国を統治しつつ、国の秘密と平和を守るために戦う。
ピーター・ベンジャミン・パーカー / スパイダーマン / ナイト・モンキー（ピーター1）（Peter Benjamin Parker / Spider-Man / Night Monkey［Peter 1］）
演 - トム・ホランド、ハドソン・テームズ
日本語吹替 - 榎木淳弥
初登場 - 『シビル・ウォー/キャプテン・アメリカ』
放射能を浴びたクモに噛まれた影響で、クモに由来する特殊能力を得たことから、“親愛なる隣人 スパイダーマン”と称して生活圏であるニューヨークのクイーンズを中心に活躍する高校生ヒーロー。“アベンジャーズの内乱”でトニーにスカウトされて以来、高校生活と自警活動に精を出し、サノスとの戦いの際に、トニーから正式にアベンジャーズの一員として認められる。
スティーヴン・ストレンジ / ドクター・ストレンジ（Stephen Strange / Doctor Strange）
演 - ベネディクト・カンバーバッチ
日本語吹替 - 三上哲
初登場 - 『ドクター・ストレンジ』
交通事故により神の手と呼ばれた医療技術を失い、魔術の道に転身した元天才外科医の魔術師。転身後はニューヨークの“サンクタム・サンクトラム”の主に就任し、地球の脅威となるあらゆる存在について調べながら“サンクタム”と、インフィニティ・ストーンの一つである“タイム・ストーン”が収められた“アガモットの目”を守護する。
シュリ / ブラックパンサー（Shuri / Black Panther）
演 - レティーシャ・ライト、オジョマ・アカガ
日本語吹替 - 百田夏菜子、神戸光歩
初登場 - 『ブラックパンサー』
ティ・チャラの妹でワカンダ王国の王女。16歳にしてヴィブラニウム工学の天才科学者・発明家でもある。ワカンダの国王である兄を多くの場面で支えていったが、ティ・チャラの没後、紆余曲折の末に新たなブラックパンサーとなる。
シュー・シャン・チー［ショーン］（Xu Shang-Chi［Shaun］）
演 - シム・リウ
日本語吹替 - 細谷佳正
初登場 - 『シャン・チー/テン・リングスの伝説』
犯罪組織“テン・リングス”の長である実父のシュー・ウェンウーから後継ぎの暗殺者になるように訓練された武道家。母のイン・リーの死から数年後、ある理由から組織を去り、ショーンという偽名を名乗ってサンフランシスコで一般人としての生活を送り、ホテルマンとして働いているが、過去から逃避して得た現在に苦悩していた。しかし、ウェンウーと再会し、自身の過去と向き合うこととなり、“ター・ロー”をテン・リングスや闇の魔物から守る戦いで、父が愛用していた伝説のアイテム“テン・リングス（腕輪）”を受け継ぐ。
エターナルズ（Eternals）
初登場 - 『エターナルズ』
セレスティアルのアリシェムによって“ワールド・フォージ”で産み出され、7000年前に人類を“ ディヴィアンツ”から守るために地球に派遣された10人の超人及び彼らによって構成されるチーム。「ディヴィアンツが関わらない闘争には干渉しないこと」という掟によって歴史上における人類の戦争から、ニューヨーク決戦にサノスとの決戦などには一切関与しなかった。メンバー全員がコズミック・エネルギーで様々な超能力を発揮する。
リーダーとなるエターナルは、“プライム・エターナル”の称号を持つ。
セルシ（Sersi）
演 - ジェンマ・チャン
日本語吹替 - 恒松あゆみ
コズミック・エネルギーによる物質変換能力を持ち、人類に深い親和性と共感性を抱いているエターナル。現代において、学芸員として働く日々を送り、エイジャックからプライム・エターナルの称号を継いで、チームのリーダーとなる。
イカリス（Ikaris）
演 - リチャード・マッデン
日本語吹替 - 川田伸司
浮遊飛行能力と目からレーザービームの投射能力、超人的な力を持つエターナルズの最強の戦士にして戦術的リーダー。
キンゴ（Kingo）
演 - クメイル・ナンジアニ
日本語吹替 - 杉田智和
手先からコズミック・エネルギーの光球を発射できるエターナル。現代では、ボリウッド映画のスターとして活躍している。
スプライト（Sprite）
演 - リア・マクヒュー
日本語吹替 - 金子睦
コズミック・エネルギーによるリアルな幻影の投影能力を持つエターナル。
ファストス（Phastos）
演 - ブライアン・タイリー・ヘンリー
日本語吹替 - 後藤光祐
コズミック・エネルギーによる発明能力を持った発明家であるエターナル。現代では同性婚した夫や息子と暮らしながら、人間の善良な心を見つけようと努力している。
マッカリ（Makkari）
演 - ローレン・リドロフ
日本語吹替 - なし
コズミック・エネルギーを動力源とする神速並の超高速移動能力を持つ聴覚障害者のエターナル。現代では、古代都市バビロンに停泊している宇宙船“ドーモ”に潜み暮らしていた。
ドルイグ（Druig）
演 - バリー・コーガン
日本語吹替 - 内山昂輝
コズミック・エネルギーを使い他人の心をマインドコントロールできるエターナル。現代では、アマゾンの奥地にて村を作り、暮らしている。
ギルガメッシュ（Gilgamesh）
演 - マ・ドンソク
日本語吹替 - 稲田徹
コズミック・エネルギーの外骨格を形成して拳を強化し、驚異的な怪力を発揮できる最強のエターナル。
エイジャック（Ajak）
演 - サルマ・ハエック
日本語吹替 - 戸田恵子
エターナルズの賢明で精神的なリーダーだった先代プライム・エターナルで、コズミック・エネルギーによる治癒能力を持つ。
セナ（Thena）
演 - アンジェリーナ・ジョリー
日本語吹替 - 深見梨加
コズミック・エネルギーであらゆる武器を形成する能力と洗練された戦闘術を持ち、何世紀にもわたってギルガメッシュとオーストラリアで暮らし緊密な関係を築いているエターナル。
マシュー・ミッチェル・“マット”・マードック / デアデビル（Matthew Michael "Matt" Murdock / Daredevil）
演 - チャーリー・コックス
日本語吹替 - 内田夕夜
初登場 - 『スパイダーマン：ノー・ウェイ・ホーム』
昼は盲目の弁護士、夜は法で裁けない悪を制裁するデアデビルとしてニューヨークのヘルズ・キッチンで活動するクライムファイター。
ピーター・パーカー / スパイダーマン（ピーター2）

ピーター・パーカー / スパイダーマン（ピーター3）

ケイト・ビショップ / ホークアイ（2代目）（Kate Bishop / Hawkeye［2nd］）
演 - ヘイリー・スタインフェルド
日本語吹替 - 種﨑敦美
初登場 - 『ホークアイ』
ニューヨークで暮らす弓矢が得意な女子大生。幼い頃に自宅の付近で発生したニューヨーク決戦によって父デレクを失うも、崩壊した自宅からクリント/ホークアイが戦う様を目撃し、彼に憧れて弓矢の特訓を開始する。以降、空手やフェンシングなども並行して習得し、それぞれで優秀な成績を収める。偶然に訪れた闇オークションの現場を襲撃してきたマフィアから逃れるためにローニンのスーツを着用したことをきっかけに、スーツの元の持ち主であるクリントと対面。以降、行動を共にすることになり、新たなヒーローとなる。
マーク・スペクター / ムーンナイト（Marc Spector / Moon Knight）
演 - オスカー・アイザック
日本語吹替 - 関智一
初登場 - 『ムーンナイト』
元上官の裏切りにより瀕死の重傷を負ったところに邂逅したコンスとアバターとしての契約を結び、「夜の旅人の守護者」と称されるムーンナイトとなった元傭兵。解離性同一性障害を抱えることから、歴史・エジプト神話・遺跡に造詣が深いヴィーガンのスティーヴン・グラント / Mr.ナイト（Steven Grant / Mr. Knight）や、非常に凶暴なジェイク・ロックリー（Jake Lockley）など、複数の人格が自身の内側に存在し、時折それらが表に現れる。
 カマラ・カーン / ミズ・マーベル（Kamala Khan / Ms. Marvel）
演 - イマン・ヴェラーニ
日本語吹替 - 松岡美里
初登場 - 『ミズ・マーベル』
ジャージーシティに住む16歳のパキスタン系アメリカ人の高校生で、キャロル/キャプテン・マーベルをはじめとするアベンジャーズたちのファン。祖母のサナから送られてきたバングルによって、“ヌール”の生成・実体化能力が解放され、自身のルーツを辿ることとなる。
ジェニファー・“ジェン”・ウォルターズ / シー・ハルク（Jennifer "Jen" Walters / She-Hulk）
演 - タチアナ・マスラニー
日本語吹替 - 井上麻里奈
初登場 - 『シー・ハルク:ザ・アトーニー』
ロサンゼルス在住の弁護士で、ブルースの従姉妹。ある事故によりブルースの血液で誤って交差汚染された後、ハルクと同等の姿とスーパーパワーを持つシー・ハルクに変身する体質となった。このことがきっかけで“GLK&H事務所”の超人専門の部署に転職し、さまざまな裁判や戦いに身を投じていく。
リリ・ウィリアムズ / アイアンハート（Riri Williams / Ironheart）
演 - ドミニク・ソーン
日本語吹替 - 早見沙織
初登場 - 『ブラックパンサー/ワカンダ・フォーエバー』
MITに通う女子学生。ヴィブラニウムの探知装置や、アイアンマン・アーマーに匹敵するパワードスーツを開発できるほどの天才発明家としての腕を有し、このことが遠因でワカンダとタロカンの戦争に巻き込まれるが、自分の身柄を保護しようと接触してきたシュリたちワカンダに加勢・共闘する。

### 銀河宇宙のヒーロー
MCUでは地球のみならず、広大な銀河宇宙を旅しながら活躍するヒーローたちも複数存在する。
ガーディアンズ・オブ・ギャラクシー（Guardians of the Galaxy）
銀河のはみ出し者たちによるヒーローチーム。
ピーター・ジェイソン・クイル / スター・ロード（Peter Jason Quill / Star-Lord）
演 - クリス・プラット、ワイアット・オレフ（幼少期）、ブライアン・T・デラニー
日本語吹替 - 山寺宏一、西田光貴（幼少期）
初登場 - 『ガーディアンズ・オブ・ギャラクシー』
ガーディアンズ・オブ・ギャラクシーのリーダーである天界人と地球人のハーフ。幼い頃に宇宙海賊“ラヴェジャーズ”の一部隊に地球から拉致されてスター・ロード（冒険野郎）を自称する宇宙海賊となった。惑星“ザンダー”や“キルン刑務所”で出会ったならず者たちと手を組み、ガーディアンズを結成する。
ガモーラ（Gamora）
演 - ゾーイ・サルダナ、アリアナ・グリーンブラット（幼少期）、シンシア・マクウィリアムズ
日本語吹替 - 朴璐美、蒼井由奈（幼少期）
初登場 - 『ガーディアンズ・オブ・ギャラクシー』
ガーディアンズの一員にして、サノスにより殺し屋として育成された“ゼホベレイ”。憎悪する養父サノスの元を離反し、クイルたちとガーディアンズを結成する。
ドラックス（Drax）
演 - デイヴ・バウティスタ、フレッド・タタショア
日本語吹替 - 楠見尚己
初登場 - 『ガーディアンズ・オブ・ギャラクシー』
ガーディアンズの一員であるパワー・ファイターの宇宙人。過去にサノスと同盟を結んでいたロナン・ジ・アキューザーに愛する家族を殺されて以来復讐を決意し、ロナンとサノスを探し続け、キルン刑務所で出会ったクイルたちとガーディアンズを結成する。
グルート（Groot）
声 - ヴィン・ディーゼル
日本語吹替 - 遠藤憲一
初登場 - 『ガーディアンズ・オブ・ギャラクシー』
ガーディアンズの一員のフローラ・コロッサス（樹木型ヒューマノイド）。ロナンとの戦いからクイルたちとガーディアンズを結成する。MCUでは、『ガーディアンズ・オブ・ギャラクシー』に登場した先代グルートと、『ガーディアンズ・オブ・ギャラクシー:リミックス』以降の作品に登場する現代のグルートの双方が存在する。
ロケット（Rocket）
演 - ブラッドリー・クーパー、ショーン・ガン
日本語吹替 - 加藤浩次
初登場 - 『ガーディアンズ・オブ・ギャラクシー』
ガーディアンズの一員で、違法な遺伝子操作でアライグマの姿に改造された、元賞金稼ぎ兼傭兵。グルートとは無二の親友にして相棒であり、彼と同様にロナンとの戦いからクイルたちとガーディアンズを結成する。
マンティス（Mantis）
演 - ポム・クレメンティエフ
日本語吹替 - 秋元才加
初登場 - 『ガーディアンズ・オブ・ギャラクシー:リミックス』
ガーディアンズの一員で、他人の感情を読み取ったり感情を操ったりするエンパシー（共感能力）を持つ宇宙人にして、クイルの異母妹。かつてはエゴに仕えていたが、彼の野望を止めるための戦いに協力し、ガーディアンズに加入する。
ネビュラ（Nebula）
演 - カレン・ギラン
日本語吹替 - 森夏姫
初登場 - 『ガーディアンズ・オブ・ギャラクシー』
サノスにより殺し屋として育成・サイボーグ化された“ルフォモイド人”。幼少期の恨みから義姉のガモーラや養父のサノスへの復讐を誓っていたが、現在ではガモーラとの確執を解消し、ザ・ブリップ後にガーディアンズに加入する。
クラグリン・オブフォンテリ（Kraglin Obfonteri）
演 - ショーン・ガン
日本語吹替 - 土田大
初登場 - 『ガーディアンズ・オブ・ギャラクシー』
ラヴェジャーズのヨンドゥの部隊の一等航海士兼船長補佐を務めていたザンダー星人。ザンダーやエゴでの戦いではガーディアンズの協力者だったが、ザ・ブリップ後にガーディアンズに加入する。
キャロル・ダンヴァース / キャプテン・マーベル（Carol Danvers / Captain Marvel）
演 - ブリー・ラーソン、マッケナ・グレイス（13歳時）、ロンドン・フラー（6歳時） アレクサンドラ・ダニエルズ
日本語吹替 - 水樹奈々、佐々木りお（13歳時）
初登場 - 『キャプテン・マーベル』
元アメリカ空軍パイロット。その身に“テッセラクト/スペース・ストーン”由来のスーパーパワーを宿し、宇宙空間でも活動できる超人。スーパーパワーを得た直後に、“クリー”の記憶改竄を受けて彼らに利用されるも、記憶を取り戻して反旗を翻し、銀河の各地で戦うヒーローキャプテン・マーベルとなる。

## ヒーローの関係者

### ヒーローたちの支援者・協力者
ニコラス・ジョセフ・"ニック"・フューリー（Nicholas Joseph "Nick" Fury）
演 - サミュエル・L・ジャクソン
日本語吹替 - 手塚秀彰、竹中直人、立木文彦、玄田哲章
初登場 - 『アイアンマン』
元S.H.I.E.L.D.長官にして、アベンジャーズ計画の発案者。S.H.I.E.L.D.崩壊後は表舞台から姿を消しつつ活動する。
フィリップ・"フィル"・J・コールソン（Phillip J. "Phil" Coulson）
演 - クラーク・グレッグ
日本語吹替 - 村治学、根本泰彦
初登場 - 『アイアンマン』
フューリーの片腕的存在であるS.H.I.E.L.D.のエージェント。ロキの手にかかり、アベンジャーズ結成に一役買って命を落とす。
マーベル・テレビジョン製作のドラマ『エージェント・オブ・シールド』では“T.A.H.I.T.I.計画”により復活。その後はヒーローたちが知らない影でエージェントとして活動し、一度崩壊したS.H.I.E.L.D.の新長官となる。
マリア・ヒル（Maria Hill）
演 - コビー・スマルダーズ
日本語吹替 - 本田貴子
初登場 - 『アベンジャーズ』
フューリーの右腕である元S.H.I.E.L.D.副長官。S.H.I.E.L.D.崩壊後は、フューリーとアベンジャーズ双方を直接支援する。
ハロルド・“ハッピー”・ホーガン  （Harold "Happy" Hogan）
演 - ジョン・ファヴロー
日本語吹替 - 大西健晴、落合弘治
初登場 - 『アイアンマン』
トニーやペッパー・ポッツの親友である、スターク社CEO専属の運転手兼ボディガード。トニーの死後は、ピーター/スパイダーマンのサポート役を務めるようになる。
J.A.R.V.I.S.（ジャーヴィス）
声 - ポール・ベタニー、
日本語吹替 - 加瀬康之、東地宏樹、千々和竜策
初登場 - 『アイアンマン』
トニーが開発した最新鋭人工知能。高度な会話プログラムにより単調な男声で会話する“電脳執事”と言うべき存在。スターク邸のセキュリティ管理から、アイアンマン・アーマーの製作補助まで幅広くトニーをサポートする。アベンジャーズ結成以降は、トニー以外のヒーローたちとも交流を持ち、後にヴィジョンへと転生する。
ダーシー・ルイス（Darcy Lewis）
演 - カット・デニングス
日本語吹替 - 田村睦心
ジェーン・フォスターの親友である女性。政治科学専攻の大学生から、天文物理学の博士号とコンピューターへのハッキング能力を有する天文物理学者に転身する。
シャロン・カーター / エージェント13 / パワー・ブローカー（Sharon Carter / Agent 13 / Power Broker）
演 - エミリー・ヴァンキャンプ
日本語吹替 - 御沓優子
初登場 - 『キャプテン・アメリカ/ウィンター・ソルジャー』
元S.H.I.E.L.D.のエージェントで、ペギー・カーターの姪孫。S.H.I.E.L.D.崩壊後は、CIAエージェントに転身して対テロ共同対策本部に所属し、伯母のペギーと同様にスティーブをサポートした。だが現在においては、アメリカ政府から国賊として追われたことから、マドリプールを拠点に置き、裏社会に君臨するパワー・ブローカーとして暗躍する。
ヘレン・チョ（Helen Cho）
演 - キム・スヒョン
日本語吹替 - 桜木可奈子
登場作品 - 『アベンジャーズ/エイジ・オブ・ウルトロン』
韓国の“ユージン遺伝研究所”に務める、人工皮膚細胞専門の科学者にして、ブルースの友人。若くも自身の研究を「アイアンマン・アーマーも不要になる画期的な研究」と自負する聡明な女性で、マリア・ヒルと同様にアベンジャーズのサポーターである。ソーのファンでもある様子。
アベンジャーズがヒドラに勝利して“アベンジャーズ・タワー”に帰投すると、負傷したクリントを“再生クレードル”で治療し、パーティーにも参加したが、後にクレードルを狙って現れたウルトロンにセプターで洗脳され、ウルトロンの新たなボディを造らされて彼の意識を移そうとした。しかしワンダによって正気に戻り、作業を中断。怒ったウルトロンに撃たれて負傷するが一命を取り留め、駆けつけたスティーブにウルトロンがクレードルを持ち去ったと伝えた。
ウルトロン打倒後は、“アベンジャーズ・コンパウンド”に勤務する。
ヘンリー・J・“ハンク”・ピム / アントマン（初代）（Henry J."Hank" Pym / Ant-Man［Orijin］） 
演 - マイケル・ダグラス
日本語吹替 - 御友公喜
初登場 - 『アントマン』
元S.H.I.E.L.D.エージェントであり、1963年に原子間距離を操作する亜原子粒子ピム粒子を発見し、初代アントマンとして活躍した昆虫学者兼物理学者で、ホープの実父。エージェント時代は、妻のジャネットと夫婦で様々な戦場を駆け回っていた。現代においては、スコットにアントマンを、ホープにワスプをそれぞれ継がせ、自身は彼らのサポート役を務める。
ジャネット・ヴァン・ダイン / ワスプ（初代）（Janet van Dyne / The Wasp［Orijin］）
演 - ミシェル・ファイファー
日本語吹替 - 高島雅羅
初登場 - 『アントマン』
ホープの母親にしてピムの妻であり、元S.H.I.E.L.D.エージェントでもあった初代ワスプ。30年前、ピムと共にソ連の核ミサイルを食い止める任務に就き停止させたが、原子より小さくなり続けた結果量子世界へと入り、消息不明になっていた。しかしピムやホープ、スコットの尽力により元のサイズの世界への帰還に成功する。
ウォン（Wong）
演 - ベネディクト・ウォン
日本語吹替 - 田中美央
“マスターズ・オブ・ミスティック・アーツ”に属するアジア系の魔術師。盟友であるストレンジと共に、魔術師の使命に日々務めており、“至高の魔術師（ソーサラー・スプリーム）”への就任以降は、さまざまなヒーローや超人たちとの繋がりを有していく。
ヴァルキリー［ブリュンヒルデ］（Valkyrie［Brunnhilde］）
演 - テッサ・トンプソン
日本語吹替 - 沢城みゆき
北欧神話の楯の乙女“ブリュンヒルド”のモデルである女戦士。かつては、アスガルドの女戦士“ヴァルキリー”の1人だった。惑星“サカール”に逃げ延び、賞金稼ぎ“スクラッパー142”として生計を立てていた時期もあったが、ソーやブルースたちと出会い、戦士としての自分を取り戻して彼らの友となり、やがて“ニュー・アスガルド”の王に就任する。
コーグ（Korg）
演 - タイカ・ワイティティ
日本語吹替 - 金谷ヒデユキ
かつてサカールで奴隷とされている者たちの中心格的存在だった“ クロナン人”。ヴァルキリーと同様に、サカールに漂着したソーと深い交友関係となり、彼らの戦いにも加勢するようになる。
ミーク（Miek）
イモムシのような外観の昆虫型エイリアンで、コーグたちと同様にサカールで奴隷とされていた。コーグのパートナー的存在として彼と共に行動することが多く、ソーとも交友関係となる。
オコエ（Okoye）
演 - ダナイ・グリラ
日本語吹替 - 斎賀みつき
初登場 -  『ブラックパンサー』
ワカンダの国王親衛隊“ドーラ・ミラージュ”の隊長を務める、ティ・チャラのボディガード。
アヨ（Ayo）
演 - フローレンス・カサンバ
日本語吹替 - 織部ゆかり
初登場 -  『シビル・ウォー/キャプテン・アメリカ』
ドーラ・ミラージュの隊員の一人で、部隊のNo.2的存在。
タロス（Talos）
演 - ベン・メンデルソーン
日本語吹替 - 関俊彦
スクラル人の将軍。全スクラル人のための安住の地を得ることを心から願い、キャロルやフューリーと共に活動する。
ソレン（Soren）
演 - シャロン・ブリン
日本語吹替 - 加藤有生子
タロスの妻であるスクラル人女性。夫と共に全スクラル人のために活動する。
モニカ・ランボー（Monica Rambeau）
演 - アキラ・アクバル（11歳時）、テヨナ・パリス（現代）
日本語吹替 - 須藤風花（11歳時）、村中知（現代）
初登場 - 『キャプテン・マーベル』
マリア・ランボーの一人娘。少女期は母やキャロルと共に同居し、仲を深めていた。
現代ではマリアとキャロルへの憧れから宇宙飛行士を目指し、S.W.O.R.D.のエージェントに就職。そしてウエストビューにおける“マキシモフ事変”の際に、青色のオーラを纏う能力を獲得し超人化する。
ホアキン・トレス / ファルコン（2代目）（Joaquín Torres / Falcon［2nd］）
演 - ダニー・ラミレス
初登場 - 『ファルコン&ウィンター・ソルジャー』
日本語吹替 - 布施川一寛
サムの友人にして協力者でもあるアメリカ空軍中尉。サムのキャプテン・アメリカ襲名後、ファルコン（2代目）となる。
リック・メイソン（Rick Mason）
演 - O・T・ファグベンル
日本語吹替 - 関智一
ナターシャの貴重な友人である調達屋の男性。ブダペストを「ブタペスト」と呼んだり、ナターシャと出会う度に冗談を交わし合うなど、鷹揚な風情と一定の洒落っ気を併せ持つ好人物で、稀に不具合を起こす物資を用意してしまう一面も持つ。
描写
『ブラック・ウィドウ』
本作でMCU初登場。ノルウェーのフィヨルドのトレーラーハウスで潜伏生活の準備をし始めたナターシャに呼ばれて彼女と再会すると、パスポートや入国ビザ、複数の運転免許証に生活物資を提供し、ナターシャを案じながらその場を立ち去った。
後日ナターシャと再会すると、当局にマークされはじめ、ロスに仲間への連絡まで止められたことをナターシャに話すが、彼女に同伴していたエレーナとも冗談を交わし合い、2人に武装各種とMi-8を提供した
レッドルーム壊滅から2週間後、草むらで眠りこけていたところ、三度邂逅したナターシャに「この3日、君のせいで時差ボケ」と文句をぶつけながらも、「時間と金があれば、ほら」と呟きながら、調達できたクインジェットを提供。「見直した、いい友達だと思ってる」と感謝されて、ナターシャの出発を見送る。
『シークレット・インベージョン』第5話
レイラ・エル＝フーリー / スカーレット・スカラベ（Layla El-Faouly / Scarlet Scarab）
演 - メイ・キャラマウィ
日本語吹替 - 小松未可子
初登場 - 『ムーンナイト』
考古学者兼冒険家のエジプト人女性。マークの妻であるが、彼が突如自身の下から行方を晦ましたことに憤り、探し当てて再会すると彼の現状に困惑しつつも、行動を共にするようになる。そして後に、タウエレトの一時的なアバターの契約を交わしたことでスカーレット・スカラベとなった。

#### ヒーローたちのその他の関係者
ロキ（Loki）
演 - トム・ヒドルストン、テッド・オールプレス（少年期）
日本語吹替 - 平川大輔、中村優斗（少年期）
初登場 - 『マイティ・ソー』
北欧神話の悪戯の神“ロキ”のモデルである、アスガルドの第2王子にして、ソーの義弟。氷の巨人族の長であるラウフェイの実の息子という出自を有し、ソーに対して嫉妬心や劣等感を抱き、アスガルドの王位などを巡って対立・共闘を繰り返す。
サディアス・E・“サンダーボルト”・ロス （Thaddeus E. "Thunderbolt" Ross）
演 - ウィリアム・ハート、マイク・マクギル、ハリソン・フォード
日本語吹替 - 菅生隆之、村井國夫
初登場 - 『インクレディブル・ハルク』
アベンジャーズをはじめとする超人ヒーローたちを、ヴィラン以外で露骨に毛嫌いして批判的な姿勢を示す代表的人物。2010年時にはアメリカ陸軍将軍として、2016年以降にはアメリカ国務長官として活動する。
エヴェレット・K・ロス（Everett K. Ross）
演 - マーティン・フリーマン
日本語吹替 - 森川智之
初登場 - 『シビル・ウォー/キャプテン・アメリカ』
対テロ共同対策本部の副司令官を兼務するCIAエージェント。ウィーンでの爆破テロ事件捜査や、釜山でのクロウ捕縛の指揮を執った。これらの一件で、ティ・チャラやワカンダの人々と繋がっていく。
サンダーボルツ（Thunderbolts）
エレーナ・ベロワ（Yelena Belova）
演 - フローレンス・ピュー（現代）、ヴァイオレット・マッグロウ（幼少期）
日本語吹替 - 田村睦心（現代）、安藤紬（幼少期）
初登場 - 『ブラック・ウィドウ』
レッドルームで訓練を受けた暗殺者。幼少期にはオハイオ州で偽装家族と知らず、アレクセイ・ショスタコフとメリーナ・ヴォストコフを両親に、ナターシャを姉と慕って暮らしていた。
現代では現世代のウィドウとして着々と任務をこなす日々を送っていたが、洗脳を解かれて再会したナターシャやアレクセイ・メリーナたちの共闘でレッドルーム壊滅を果たすと、新たな人生を歩みはじめる。
ジェームズ・ブキャナン・"バッキー"・バーンズ / ウィンター・ソルジャー（James Buchanan "Bucky" Barnes / Winter Soldier）

アレクセイ・ショスタコフ / レッド・ガーディアン（Alexei Shostakov / Red Guardian）
演 - デヴィッド・ハーバー
日本語吹替 - 大塚明夫
初登場 - 『ブラック・ウィドウ』
ソ連がキャプテン・アメリカに対抗する目的で生み出した、レッド・ガーディアンの異名を持つロシア人超人兵士。冷戦時代にスパイとして活躍し、1992年にドレイコフの指示でメリーナの補佐・用心棒を引き受けて彼女とオハイオ州へ潜入し、ナターシャとエレーナの“父親”という役割で偽装家族を演じながら、現地での任務を3年間遂行した。
それ以降は、刑務所で20年以上投獄生活を強いられることになったが、ナターシャとエレーナによって脱獄。新たな人生を行くことになる。
ジョン・F・ウォーカー / キャプテン・アメリカ［2代目］ / U.S.エージェント （John F. Walker / Captain America［2nd］/ U.S. Agent）
演 - ワイアット・ラッセル
日本語吹替 - 鈴木達央
初登場 - 『ファルコン&ウィンターソルジャー』
GRCに属するアメリカ陸軍兵士。アメリカ政府からキャプテン・アメリカ（2代目）に任命されるが、フラッグ・スマッシャーズ鎮圧のための戦いにおける過失から、キャプテン・アメリカの資格剥奪と不名誉除隊を言い渡されてしまい、後にヴァルの勧誘を受け、U.S.エージェントのコードネームを与えられる。
アントニア・ドレイコフ / タスクマスター（Antonia Dreykov / Taskmaster）
演 - オルガ・キュリレンコ
日本語吹替 - 中村千絵
初登場 - 『ブラック・ウィドウ』
ドレイコフの娘。ナターシャのドレイコフ暗殺の爆破に巻き込まれて重症を負って以来、ドレイコフの実験台としてレッド・ルームの協力な暗殺者・タスクマスターとして改造・洗脳される。ナターシャらによるレッド・ルーム壊滅後は洗脳も解け、エレーナやウィドウズらと行動を共にする。
エイヴァ・スター / ゴースト（Ava Starr / Ghost）
演 - ハナ・ジョン＝カーメン、レイリン・ブラッテン（幼年期）
日本語吹替 - 田中理恵
登場作品 - 『アントマン&ワスプ』
元S.H.I.E.L.D.のステルス秘密工作員。6歳の頃に父が起こした量子トンネルの暴走事故に巻き込まれ、全身の細胞があらゆる物質をすり抜ける量子フェージング状態となった。
自身の治療法を模索し、切羽詰まっていたが、ピムの研究を知り、そこに治療の手がかりがあると考えてスコットやピム父娘と対峙した。
ヴァレンティーナ・アレグラ・デ・フォンテーヌ（Valentina Allegra de Fontaine）
演 - ジュリア・ルイス＝ドレイファス
日本語吹替 - 藤貴子
"ヴァル（Val）"のニックネームを名乗る謎の伯爵夫人。ヒーローたちの活動の詳細を認知し、ヴィランの一部との繋がりも示唆するなど、さまざまな秘密を有する現在のCIA長官でもある。

### アイアンマンの関係者

#### スターク・インダストリーズ
ハワード・スターク（Howard Stark）
演 - ジェラード・サンダース、ジョン・スラッテリー（壮年期以降）、ドミニク・クーパー（若年期）
日本語吹替 - 仲野裕（壮年期以降）、野島裕史（若年期）、野島昭生
トニーの実父であり、スターク社の創始者にして、S.H.I.E.L.D.創設者兼幹部の一人でもあった天才発明家。半世紀近くにわたってCEOの座に就いていたが、1991年12月16日の夜にヒドラに洗脳されたウィンター・ソルジャー（バッキー）に暗殺された。
ヴァージニア・“ペッパー”・ポッツ（Virginia "Pepper" Potts）
演 - グウィネス・パルトロー、ベス・ホイト
日本語吹替 - 岡寛恵、小林さやか
トニーの公私双方のパートナー。当初はトニーの秘書だったが、後にトニーからスターク社のCEOの任を託される。トニーとは複数の困難を通して深い愛情を育み、遂に結婚した。
ハロルド・“ハッピー”・ホーガン

オバディア・“オビー”・ステイン

#### アイアンマンのその他の関係者
F.R.I.D.A.Y. （フライデー）
声 - ケリー・コンドン
日本語吹替 - 安井絵里
J.A.R.V.I.S.に代わってトニーをサポートするAI。J.A.R.V.I.S.と異なり、女声で会話する。
マリア・スターク（Maria Stark）
演 - ホープ・デイヴィス
日本語吹替 - 泉裕子
登場作品 - 『シビル・ウォー/キャプテン・アメリカ』
ハワードの妻で、トニーの母。現代の時点では故人。ピアノの弾き語りを得意とし、トニーからも慕われ、不和だったトニーとハワードの親子仲を取り持つなど、穏やかな人柄だった。
1991年12月16日に夫の超人血清を輸送する任務に同行しており、ハワードが殺された直後に、彼女もウィンター・ソルジャー（バッキー）に絞殺されていた。
トニーは、1991年12月16日における前述のやりとりが両親との最後の交流となり、彼女とハワードの死は、世間には走行していた自動車による交通事故だと公表された。
エドウィン・ジャーヴィス（Edwin Jarvis）
演 - ジェームズ・ダーシー
日本語吹替 - 井上倫宏
登場作品 - 『アベンジャーズ/エンドゲーム』
スターク家の執事。キャンプ・リーハイ敷地内でハワードを迎え、彼からの質問に「大勢お会いです」と返す。
マーベル・テレビジョン製作のドラマ『エージェント・カーター』には、レギュラーとして登場する。
ホー・インセン（Ho Yinsen）
演 - ショーン・トーブ
日本語吹替 - 井上倫宏、古川登志夫
アフガニスタン人の著名な外科医兼物理学者。温厚で冷静沈着且つ良識ある好漢で、英語、アラビア語、ロシア語、片言のハンガリー語など複数の言語を話すことも可能。1999年の年末にベルンの技術会議でトニーと顔を合わせている。嘗て“グルミラ”で家族と共に暮らしていたが、“テン・リングス”の襲撃によって家族を失い、自身は生き延びたものの捕虜となってしまった。
描写
『アイアンマン』
重傷を負いながら同じ捕虜となったトニーに延命措置を施し、その命を救った。ゲリラに屈しかけたトニーを奮起させ、共にテン・リングスの下から脱走するため、ゲリラの監視下で“チェスト・ピース”と“アイアンマン・アーマー マーク1”をトニーと制作し友情を育んだ。だが、脱出時にマーク1を起動させるために身体を張って囮となり、無惨にも射殺されてしまう。その今際の際にトニーから、「君は恩人だ」と感謝の言葉をかけられ、彼の自己犠牲も厭わない姿と、「命を無駄にするな」というメッセージはトニーの今後の行動原理の一端となる。
『アイアンマン3』
本作で1999年大晦日のベルンの技術会議の模様が描かれる。そこで酒に酔っていたトニーに挨拶し、ドクター・ウーを紹介するが相手にされなかった。
ハーレー・キーナー（Harley Keener）
演 - タイ・シンプキンス
日本語吹替 - 関根航
ローズヒルに住む少年で、憧れのヒーローはアイアンマン。両親が蒸発したと自身の境遇をトニーに訴えており、未登場だが妹もいるという。あざとく、いじめられっ子であるようだが、機械いじりが趣味らしく、ガラスビンを粉砕できる威力の改造ポテトガンを組み立てるほどの腕前で、トニーがアイアンマン・アーマー マーク42の管理を頼んだ際にJ.A.R.V.I.S.の言語プログラムも少しいじっていた様子からプログラミングの素養も持っている。
描写
『アイアンマン3』
クリスマスシーズンのある日の夜に、偶然自宅の発明品倉庫にやって来たトニーと知り合い、その腕前を見込まれて物品の支給と、チャド・デイヴィスの爆死現場への案内を引き受けるが、トニーのPTSDを知らずに、ニューヨーク決戦での出来事について質問責めにして彼のトラウマを抉ってしまった。だがトニーを銃撃しようとしたエリック・サヴィンに雪玉をぶつけたり、人質になってもいじめっ子撃退のためにと貰ったライトを使って脱するなど、トニーの危機を救ったり、一旦彼と離れてからも眠らずにマーク42とJ.A.R.V.I.S.の管理をしながら、A.I.M.の下り回線からマンダリンの拠点の場所を調べたり、再びパニックに陥ったトニーへ電話越しに何か創ってみたらとアドバイスするなど、多くの場面でトニーをサポートした。そのためぞんざいに扱われることもあったが、孤立無援状態となったトニーから頼りにされると同時に、彼を立ち直らせ、一歩前に進ませるきっかけも作ることになる。
今回の一件後、トニーによって大幅に改装された、技術者のラボのような自宅の発明品倉庫を目にして感動する。
『アベンジャーズ/エンドゲーム』
本作ではティーンエイジャーに成長して物語のラストに登場。トニーの葬儀に参列する。
モーガン・H・スターク（Morgan H. Stark）
演 - レクシー・レイブ
日本語吹替 - 新津ちせ
登場作品 - 『アベンジャーズ/エンドゲーム』
トニーとペッパーの一人娘。サノスによるデシメーションの後に生まれた。そのファーストネームは、ペッパーの伯父に由来するらしい。
明るくチーズバーガーと機械いじりが大好きで、ガレージに入り込んで見つけたレスキューのヘルメットを被って遊んだり、就寝前にトニーへ「3000回愛してる」と伝えてから眠るなど、その性格とユーモアは父親似である。
だが、2014年からタイムトラベルして来たサノスの群勢が倒されたことと引き換えに、トニーと死別することとなってしまい、彼の葬儀ではペッパーたちと共にトニーが遺したビデオレターを鑑賞し、父を偲ぶ。

### ブルース / ハルクの関係者
エリザベス・“ベティ”・ロス（Elizabeth "Betty" Ross）
演 - リヴ・タイラー、ステファニー・パニセロ
日本語吹替 - 甲斐田裕子
遺伝細胞学を専門とする細胞生物学者で、ブルースのかつての恋人。母親を早くに亡くし、ブルースの一件もあったことで実父のサディアスとは疎遠になるほど不和な関係となっている。ブルースが消息を絶った後は失意に陥ったが、その5年後に再会した彼と父らの追跡劇に巻き込まれることになる。
サミュエル・スターンズ（Samuel Sterns）
演 - ティム・ブレイク・ネルソン
日本語吹替 - 森川智之
初登場 - 『インクレディブル・ハルク』
グレイバーン大学教授で、自らの治療法を探っていたブルースがネットで出会い、連絡を取り合っていた協力者。ハンドルネームは“ミスター・ブルー”。
スタンリー（Stanley）
演 - ポール・ソールズ
日本語吹替 - 小山武宏
初登場 - 『インクレディブル・ハルク』
ピザ屋兼ダイナーの店主。ブルースとベティの良き理解者であり、5年前の実験失敗で流れたブルースに関する悪い噂も信じなかった。そのため、ブルースが自身の元に現れてからは、寝床の提供やカルバー大学潜入まで、彼をサポートした。
ブルースが現れたことに気付いたベティにその経緯を打ち明け、2人の再会のきっかけも作る。
マルティナ（Martina）
演 - デボラ・ナシメント
初登場 - 『インクレディブル・ハルク』
ポルト・ヴェルデで働く若い女性従業員。ガラの悪い中年グループに絡まれていたところを救ってくれたブルースに、好感を持つ。
合気道のインストラクター
演 - ヒクソン・グレイシー
日本語吹替 - 木下浩之
初登場 - 『インクレディブル・ハルク』
リオデジャネイロの道場で、ブルースに合気道とヨガを伝授した人物。
エミル・ブロンスキー / アボミネーション（Emil Blonsky / Abomination）
演 - ティム・ロス
日本語吹替 - 檀臣幸、三木眞一郎
ロシア生まれで英国育ちの“最強”と評された兵士。ハルクとの戦いで彼と同等の力を渇望するようになった結果、筋骨隆々の大男アボミネーションへの変身能力を得た。

### ブラック・ウィドウの近親者
登場作品 - 『ブラック・ウィドウ』
エレーナ・ベロワ

アレクセイ・ショスタコフ / レッド・ガーディアン（Alexei Shostakov / Red Guardian）

メリーナ・ヴォストコフ（Melina Vostokoff）
演 - レイチェル・ワイズ
日本語吹替 - 田中敦子
レッドルームにて何度も訓練を受けた、ナターシャのひとつ上の世代のウィドウ。また、科学者であり、オハイオの任務ではナターシャとエレーナの“母親”を演じた。任務を終えた後もドレイコフとの接点は途切れておらず、現代においては農場で豚を実験台とした洗脳技術の研究を行なっていたが、ナターシャたちとの再会でレッドルームに反旗を翻す。
ソーニャ（Sonya）
演 - イッサ・メイ・パガニバン
日本語吹替 - 大地葉
登場作品 - 『ホークアイ』第5話
元ウィドウの女性。2018年には、エレーナと共に世界各地でウィドウたちの洗脳を解く活動にあたっていた。アンナと再会した際にはエレーナも交えて今後の生活の話題で盛り上がっていたが、同時期に発生したデシメーションの影響で消滅していたようで、5年後には、エレーナよりも早く消滅から復活し、現状を理解しているとアンナの言で明かされている。
アンナ（Ana）
演 - アニー・ハミルトン
日本語吹替 - 胡麻鶴彩
登場作品 - 『ホークアイ』第5話
元ウィドウの女性。具体的な経緯は不明だが、2018年のエレーナたちと再会した時点で既に洗脳が解けており、暗殺を生業にして立派な邸宅に暮らしていた。自身の洗脳が解けていると知らなかったエレーナとソーニャが邸宅に現れた際には乱闘となってレッドダストを浴びせられたが、洗脳が解けていたことと現在の暮らしについて伝え、エレーナたちが多くのウィドウを救ってきたと知らされた。その直後に、自身はエレーナたちと異なりデシメーションを免れた。
それから5年後、新たに結婚した夫と養女との生活を送っていたところに、消滅から復活してパニックに陥るエレーナに暗殺の仕事と、自分の邸宅の滞在を勧める友達想いな一面を見せる。

### ソーの関係者

#### その他の世界の関係者
エリック・セルヴィグ（Erik Selvig）
演 - ステラン・スカルスガルド
日本語吹替 - 金子由之
カルバー大学に籍を置く初老の天文物理学者。ジェーンの亡くなった父の同僚だったことから、彼女の父親替わりの良き理解者となり、「科学の可能性を追求しろ」と説くなど、ジェーンの研究活動をサポートする。後述の装置各種を制作できるほど、技術者としての腕前も相当なものであり、またブルースとも顔見知りの間柄だった。かつては現実主義的な人物だったが、出会ったソーにビールを奢って飲み交わし、彼の地球での親しい友人の一人となったことで「人生を変えられた」と公言するほどの出来事に関わっていく。
描写
『マイティ・ソー』
天文観測中に出会ったソーの荒唐無稽な話が北欧神話であると気付き、彼に惹かれていくジェーンに対して、深入りするなと忠告した。
しかしソーがS.H.I.E.L.D.に拘束された際には、ジェーンのためにベースキャンプに出かけ、コールソンに頼みかけて、ソーを引き取った。この時は彼にこれ以上ジェーンに関わらないよう説得したものの、結局友情を育むことになる。
デストロイヤーが現れた際に、町の人々を避難させ、自身もデストロイヤーの猛威に晒されるが、復活したソーの戦いとアスガルドへの帰還を最後まで見届けた。その事後も、ソーとの再会を信じるジェーンたちと天文観測を続ける。
物語のラストでは、S.H.I.E.L.D.の施設でフューリーからテッセラクトの研究へ加入することを依頼され戸惑うが、ロキに操られて承諾する。
『アベンジャーズ』
本作ではフューリーの依頼により、NASAの研究施設でクリントの監視の下、テッセラクトを研究していたが、出現したロキに洗脳されてしまい、奪ったテッセラクトとイリジウムを組み込んだ“ワームホール発生装置”を完成させてしまった。
しかし操られていても、動力を切れるように装置に手を加えており、スターク・タワーで装置を起動させ、トニーの攻撃の余波で頭を打って正気に戻ると、駆けつけたナターシャと協力してワームホールを閉じた。
物語のラストでは、ブルースと共にキューブをカプセルへ移し、ソーとの再会を喜び合うと、彼の帰郷をアベンジャーズと見送る。
『マイティ・ソー/ダーク・ワールド』
本作では本編開始の直前から惑星直列の到来を予期し、独自に活動するという優れた科学者としての片鱗を披露したと思いきや、以前ロキに洗脳された後遺症で、何故か衣服を着ていると落ち着かない精神状態に陥り、調査先を全裸で狂乱しながら駆け回って逮捕され、精神病院に収容されてしまっていた。
その事実を知ったダーシーたちが病院に来たことで、身元引き取りという形で釈放されると、惑星直列が間近に迫っていると直感し、服用していた数種類の精神安定剤を全て捨て、研究を再開。惑星直列のタイミングと場所について、グリニッジで起こると確信した。
グリニッジではソーやジェーンたちと惑星直列を利用するマレキスを止めるために、“グラビメトリック・スパイク”を持ち出し、ソーとジェーンがダーク・エルフの戦艦の下敷きになりかけた際には、装置を駆使して2人を救った。
本作のラストでは、再び地球に帰ってきたソーとジェーンの再会を目撃する。
『アベンジャーズ/エイジ・オブ・ウルトロン』
本作ではロンドン大学で教鞭をとっている。悪夢の続きを見ようとするソーに協力し、“ノルンの洞察の泉”を探した。
物語のラストでは、アベンジャーズのサポーターとなり、アベンジャーズ・コンパウンドに勤務する。
『アベンジャーズ/エンドゲーム』において、彼自身は未登場であるが、物語の冒頭で、サノスが引き起こしたデシメーションにより無作為に消滅した人物の一人であることが示唆されている。
ダーシー・ルイス

イアン・ブースビー（Ian Boothby）
演 - ジョナサン・ハワード
日本語吹替 - 佐藤せつじ
登場作品 - 『マイティ・ソー/ダーク・ワールド』
ロンドン大学で天文学と物理学を学ぶ青年で、ダーシーのインターンと同時にコミックリリーフ的役割を務める。鳥類学にも興味を持ち、ムクドリを子どもの頃によく観察したらしい。ジェーンのような立派な科学者になりたいと願っているものの、一見頼りなさそうで、ダーシーから名前を呼んでもらえず、彼女の気軽なわがままに振り回されるほどこき使われるが、最後までダーシーたちと行動し、ダーク・エルフの地球侵攻時には、無我夢中で重力異常で浮かんだ自動車をダーク・エルフらに投げつけてダーシーを救う男気を発揮し、彼女と結ばれる。
エイトリ（Eitri）
演 - ピーター・ディンクレイジ
日本語吹替 - 北川勝博
登場作品 - 『アベンジャーズ/インフィニティ・ウォー』
惑星ニダベリアに住むドワーフの職人で、ソーとは旧知の仲にある。長年アスガルドの武器を作り続けており、かつてソーとオーディンが所持していたムジョルニアも彼の一族が作ったものである。
サノスの依頼でインフィニティ・ガントレットを作った後、その代償として、一族を惑星ごと滅ぼされ、自分も両腕を使えない状態にされる。悲嘆に暮れていたが、再会したソーの激励で希望を取り戻し、彼やロケット、グルートと共にソーの新たな武器であるストームブレイカーを造りあげる。

### ホークアイの関係者

#### バートン一家
ローラ・バートン（Laura Barton）
演 - リンダ・カーデリーニ
日本語吹替 - 加納千秋
クリントの妻。夫と同様に元S.H.I.E.L.D.エージェントであり、現代においては、フューリーが便宜を図ってくれた場所で自宅農場を経営しており、クリントとの間に3人の子どもを設けた。穏やかで、本心では夫と長く一緒に暮らしたいと願いながらも、前職からの縁からクリントの仕事に理解を示すなど夫婦仲は非常に深く、クリントの親友であるナターシャとも子どもたちと同じ様に面識があり、よく家へ招くほど仲が良い。また、時には調査能力やドイツ語なども話せる言語能力など、エージェント時代に培ったと思しきスキルを現在でも衰えることなく披露する。
描写
『アベンジャーズ/エイジ・オブ・ウルトロン』
本作でMCU初登場。クリントが連れて帰ってきたアベンジャーズ一同を温かく迎えて交流し、再び戦いに赴くクリントを見送った。物語のラストでは、無事に帰ってきたクリントと再会を喜び合い、ネイトを出産したことが明かされる。
『アベンジャーズ/エンドゲーム』
物語の冒頭で、自宅で刑期を送るクリントや子ども達と仲睦まじく過ごしていたが、サノスが引き起こしたデシメーションによりクリントを残して消滅してしまった。しかし5年後に、アベンジャーズたちのタイム泥棒が成功したことによって復活。サノスらとの最終決戦を終えたクリントと再会を喜び合い、物語のラストでトニーの葬儀に参列する。
『ホークアイ』第1、2、4〜6話
本作では前述のスキルを披露して、遠方からクリントをサポートする場面も見せる。2024年のクリスマス6日前、理由は明かされなかったものの自宅で単身留守番し、ニューヨークにいる夫や子どもたちと電話を通して触れ合っていたが、次の日にローニン再出現の一件が遠因となって旅行が中断になると、帰宅してきた子どもたちとクリントの帰りを待ち続けながら、時折彼と連絡を取り合うことになった。その中で彼からの頼みで、ジャック・デュケインの裏の顔を突き止めて知らせたり、自分が以前紛失した腕時計も関係していると知らされて若干不安な表情も見せた。
しかしクリスマス当日、日中に約束通り帰宅したクリントを迎え、彼が一緒に連れてきたケイトやラッキーも温かく招き入れてクリスマスパーティーを楽しみつつ、クリントが無事に持ち帰ってきた腕時計を託されて喜ぶ。
クリントとローラの子どもたち
クリントとローラの間に生まれた3人の子どもたち。3人揃って登場することが多く、家族仲も良い。
クーパー・バートン（Cooper Barton）
演 - ベン・サカモト
日本語吹替 - バトリ勝悟
バートン一家の長男。16歳頃になると、急用で自分たちの下を離れることになった父に大した不満を表したりせず、兄弟の中でリーダーシップを取ろうとする姿勢を見せるなど、長男らしく振る舞うようになる。
ライラ・バートン（Lila Barton）
演 - イモージェン・ ポイントン、アヴァ・ルッソ
日本語吹替 - 榎吉麻弥
バートン一家の長女。ティーンエイジャーになるとクリントからアーチェリーの指導を受けながら放った矢を的の中心に当てて賞賛される腕を披露し、14歳頃には“ロジャース・ザ・ミュージカル”を観劇して複雑な心境に陥ったクリントを気遣うなど父親想いな一面が一層強くなっており、クリントからも「兄弟を本当に仕切るのはお前だ」と頼まれることもある。
ナサニエル・“ネイト”・ピエトロ・バートン（Nathaniel "Nate" Pietro Barton）
演 - ケイド・ウッドワード
日本語吹替 - 大地葉
バートン一家の次男で末っ子。アベンジャーズとウルトロンとの戦いの直後に誕生した。そのミドルネームは、ウルトロンの攻撃からクリントを救い命を落とした恩人ピエトロ/クイックシルバーに由来している。2024年のクリスマス・シーズン頃には、手話で「愛している」を表現できるようになったほか、自宅に帰るのが遅くなりそうなクリントに理解を示す姿も見せる。
描写
『アベンジャーズ/エイジ・オブ・ウルトロン』
クーパーはクリントが連れて帰ってきたアベンジャーズ一同には余り関心を示さず、ライラはレゴのデュプロを踏み崩してしまったソーを軽く睨むと共にナターシャと明るく遊ぶ姿を見せた。物語のラストでネイトが誕生する。
『アベンジャーズ/エンドゲーム』
物語の冒頭で、クーパーとネイトはキャッチボールで遊び、ライラはクリントからアーチェリーの指導を受けていたが、デシメーションにより3人揃ってローラと共に消滅してしまった。しかし5年後に、タイム泥棒が成功したことによって復活。サノスらとの最終決戦を終えたクリントと再会を喜び合い、物語のラストでトニーの葬儀に両親と参列する。
『ホークアイ』第1、2、4、6話
クリスマス6日前、ロジャース・ザ・ミュージカルを観劇したり、レストランでカニを沢山食べ、その後に「ダサいセーターを着て映画マラソンもやろう」と決めるなど、父と共にニューヨーク旅行を楽しむが、次の日に旅行が中断になり、ローニン再出現の一件に対処することになったクリントの意向に渋々従い、彼を現地に残して3人で先に帰宅することになってしまった。
帰宅すると、ローラとお菓子の家作りなどに打ち込みながら父の帰りを待ち続け、クリスマス当日には帰宅したクリントを迎え、ケイトやラッキーともクリスマスパーティーを楽しむ。

#### ケイトの近親者
エレノア・ビショップ

デレク・ビショップ（Derek Bishop）
演 - ブライアン・ダーシー・ジェームス
日本語吹替 - 綿貫竜之介
登場作品 - 『ホークアイ』第1話
ケイトの亡き実父。妻のエレノアからは「恐れ知らず」、ケイトからは「人助けに命を捧げていた」と評され、彼女とスポーツクライミングに打ち込み、「自力で何かできる、その時に下す決断だ」と励ましたり「ハリケーンがくればケイトを守る」と誓うなど本物の愛情を持つ人物だったが、一方でウィルソン・フィスク/キングピンから膨大な借金をしていたと言われている。2012年に、ペントハウスを売って引っ越しするべきと訴えるエレノアに反対していたところにニューヨーク決戦に巻き込まれ、具体的な描写は無かったが還らぬ人となった。
ジャック・デュケイン（Jack Duquesne）
演 - トニー・ダルトン
日本語吹替 - 速水奨
初登場 - 『ホークアイ』
ニューヨークの上流階級である刀剣愛好家。フェンシングの達人にして、非常に本質が捉え難い男でもある。
ラッキー / ピザ・ドッグ（Lucky the Pizza Dog）
演 - ジョルト
左目が閉じているゴールデンレトリバー。野良犬だった2024年のクリスマス6日前に、ケイトに保護されてから初めて差し出されたピザを好物として食したことにより、当初はピザ・ドッグの愛称で呼ばれてケイトの愛犬として彼女の自宅で飼われるようになり、クリスマス当日の時点でラッキーと正式に名付けられた。
描写
『ホークアイ』
本作でMCU初登場。チャリティー競売会場の入口で出会い風に当たっていたとケイトと出会い、後に会場の裏口でトラックスーツ・マフィアのトマス・デルガードに噛みついてケイトに救われ、逃げた大通りで彼女に保護されると、成り行きでケイトの自宅に案内されて、散歩に連れ出されるようになるほか、モイラ・ブランドンのアパートやグリルスのアパートにも赴いてクリントやグリルスたちとも交流するようになった。クリスマス当日には、ケイトやクリントと共にバートン家にも連れられて、クリントの子どもたちとも交流する。
『マーベルズ』
グリア（Greer）
演 - ニッチェル・ランバート
日本語吹替 - 大地葉
登場作品 - 『ホークアイ』第1話
ケイトの大学の友人。クリスマスシーズンの夜に、ケイトがアーチェリーでステイン・タワーの鐘本体か舌のどちらを揺らすかで賭けて遠方から見守っていたが、同時に鐘楼の耐久力と失敗した際の心配をケイトに電話で伝える。
フラニー（Franny）
演 - レジーナ・ブライアント
日本語吹替 - 福原綾香
登場作品 - 『ホークアイ』第1話
ケイトの大学の友人。グリアと一緒にケイトがステイン・タワーの鐘か舌のどちらを揺らすかで賭け、彼女が2発目の矢を舌に当てた瞬間を見て称賛するが、鐘楼が半壊してケイトが警備員に見つかると驚いてグリアと逃げ去る。

#### NYCラーパーズ
グリルス（Grills）
演 - クレイトン・イングリッシュ
日本語吹替 - 綿貫竜之介
登場作品 - 『ホークアイ』第2、4〜6話
“NYCラーパーズ”の会員である地元の男性消防士。こよなく愛するラープにおいては“ディープテール山”というキャラクターネームで参加し、SNSに投稿した自撮り動画で『北斗の拳』のケンシロウの決め台詞を真似るユーモアを持ち、仲間たちとの交流の場として自宅を提供して料理も振る舞うなど、献身的な青年だが、消防現場で見つけたローニンのスーツをすぐさま持ち帰ってラープでのコスチュームに使い、見せびらかしてしまうという公務員としての倫理観が欠如しているような側面も匂わせる。
ローニンのスーツをニンジャコスとして着用し、ラープに励んでいたところに現れたクリントからスーツを返して欲しいと交渉され、彼がホークアイだと気づくと「せめて（ゲーム内のリアルな決闘裁判で）殺させてくれ」と頼んでゲームに参加させ、クリントに「勝利」。彼にスーツを返しながら「人生最良の日」と喜びを伝えて一度別れるが、ラーパーズとクリントの縁を結ぶきっかけを作った。
2日後、ウェンディが新たに接触してきたケイトからトリック・アローの回収を頼まれると、ラーパーズへの見返りとして、コスチュームの素材を用意するように取り付け、ケイトやピザ・ドッグとクリントにも一時的な拠点として自宅に滞在させた。そしてクリスマス・イヴの夜、クリントとケイトの支援でミッシーたちと4人でコムキャスト・ビルに赴いてパーティー会場のバンケットスタッフに扮し、会場が銃撃されると来賓たちの避難誘導に対処し、アーマンド7世を担ぎながらビルから退避させ、避難誘導ではラープにも使うバイキングの新コスチュームに身を包んだ。この一件が収束すると、ミッシーやオーヴィルと3人で駆け付けた警官に当惑しながら「協力したいだけ」と状況説明する。
ミッシー（Missy）
演 - アデル・ドラホシュ
日本語吹替 - 福原綾香
登場作品 - 『ホークアイ』第2、4、6話
NYCラーパーズの女性会員。ルールを厳守するほどラープへ情熱を注いでおり、コスチューム制作も担当しているが、実際の荒事には不慣れなようで、いざそのような事態に遭遇するとあからさまに慌ててしまう様子も見せる。
クリントがはじめてラーパーズにやって来た際には、強引ながらも彼をラープに参加させ、グリルス対クリントの“決闘裁判”の進行役も務めた。2日後、新たに出会ったケイトの頼みを受けて彼女とクリントの新しいスーツを制作し、クリスマス・イヴには、クリントとケイトの支援としてグリルスたちとコムキャスト・ビルに赴いてパーティー会場のバンケットスタッフに扮し、会場が銃撃されると辿々しく動揺しつつも避難誘導を支援して、バイキングの新コスチュームに身を包んでマフィアの1人を鈍器で殴り倒した。この件が収束すると、駆け付けた警官に当惑しながらグリルスやオーヴィルと共に状況説明し、「私たちはホークアイの仲間」と伝える。
オーヴィル（Orville）
演 - ロバート・ウォーカー・ブランショー
日本語吹替 - 渡部俊樹
登場作品 - 『ホークアイ』第2、4、6話
NYCラーパーズの男性会員。肥えた体系が特徴的で、彼もラープに深く熱中しており、ゲームの観戦中には、効果音代わりに自分の声で擬音を発する愛嬌ある人物である。クリントとグリルスの”決闘裁判”では“魔法薬”なしでゲームに臨むクリントに驚き、囃し立てた。クリスマス・イヴには、クリントとケイトの支援としてグリルスたちとコムキャスト・ビルに赴いてパーティー会場の受付係に扮し、知らされていなかったとは言え、クリントを狙うエレーナを簡単に会場に通してしまうが、会場が銃撃に晒さられると、来賓たちの避難誘導にあたりながら、クリントに彼の武装を託した。皆と共にバイキングの新コスチュームに身を包むとマフィアの1人を体当たりで倒し、この一件が収束すると、駆け付けた警官にグリルスやミッシーと共に状況説明し、「俺たちは善人で実質アベンジャーズ」と大胆発言をする。
ウェンディ・コンラッド（Wendy Conrad）
演 - アデティンポ・トーマス
日本語吹替 - 胡麻鶴彩
登場作品 - 『ホークアイ』第2、4、6話
NYCラーパーズの女性会員であるニューヨーク市警巡査。自分たちを“ギルド”と呼び、自らも“エルズ＝バス”のニックネームを名乗るほどラーパーズへの思い入れが強く、妻である同性パートナーの手製バッグを大切に愛用するレズビアンでもある。グリルスとクリントの決闘裁判では、皆と揃って熱狂し、彼の勝利を目の当たりにして興奮した。それから2日後、自ら中心となって会員たちとラープの練習に励んでいたところにケイトから「クリントたちが戦闘で街中に放ったことで警察の施設に押収されたトリック・アローを内緒で持ち出し、証拠を改竄して欲しい」と頼まれると、躊躇することなく引き受けて、回収したトリック・アローをグリルスの自宅でクリントに託した。そしてクリスマス・イヴには、クリントとケイトの支援としてグリルスたちとコムキャスト・ビルに赴いてパーティー会場のバンケットスタッフに扮し、会場が銃撃に晒さられると、カジの発砲を防ぐためにビルの電力を落として停電させ、来賓たちの避難誘導にあたった。避難誘導では指示を聞かずに勝手に逃げ出す市民に当惑したものの、皆と共に新コスチュームに身を包むと、避難誘導をスムーズに進めることに成功。この一件が収束すると、グリルスたちが事情聴取を受ける傍らで、自分は鮮やかな剣技でマフィアを倒したジャックをラーパーズにスカウトする。

### キャプテン・アメリカの関係者

#### 戦略科学予備軍SSR
エイブラハム・アースキン（Abraham Erskine）
演 - スタンリー・トゥッチ
日本語吹替 - 多田野曜平
ドイツのアウクスブルク出身の科学者で、ドイツからアメリカに亡命してきたSSR代表。温厚且つ慎重な人格者で、“スーパーソルジャー計画”の中核となる超人血清の製造法を知る唯一の人物であり、軍の身体検査担当医師たちの意見を覆す権限まで有している。
嘗て母国にいた頃、ヨハン・シュミットに未完成の超人血清を奪われレッドスカル誕生の切っ掛けを生み、自身は“ジョセフ・ラインシュタイン”と偽名を名乗ってアメリカへ亡命した経緯を持つ。このことから「力が生まれつき強い者は、力に敬意を払わないが、力の価値を知る弱者は力への敬意を持ち、他者への痛みと憐れみも知る」という考えに至り、SSRでスーパーソルジャー計画の被験者探しに慎重を期して打ち込んできた。
描写
『キャプテン・アメリカ/ザ・ファースト・アベンジャー』
万国博覧会の新兵採用センターで出会ったスティーブに希望を見出し、彼を被験者候補としてSSRに入隊させ、実験本番時には、自ら音頭取りとして来賓のブラントたちへスピーチし実験を行い、見事にスティーブを屈強な身体へと強化させた。しかしその直後、ハインツ・クルーガーに撃たれ、スティーブに恩師として前述のメッセージを忘れないようにと諭し、息を引き取る。
『スパイダーマン:ホームカミング』では、壁面に描かれた肖像画のみ登場する。
『ホワット・イフ...?』シーズン1第1話
本作では、“アース82111”におけるアースキンが物語冒頭のみに登場。正史のアースキンと同様の人物像で、スーパーソルジャー計画の実験本番に乗り出すが、スティーブに血清を投与する直前にクルーガーに射殺される。
チェスター・フィリップス（Chester Phillips）
演 - トミー・リー・ジョーンズ
日本語吹替 - 谷口節
アメリカ陸軍大佐にして、SSR指揮官。大戦中はスーパーソルジャー計画の責任者であり、当計画を実現させるために議員に何度も頭を下げたという。
表情が硬く常に合理的で、話が通じそうにないほど徹底した石頭の老兵だが、部下が命令違反となる行動をとっても真っ当な成果を出せば許容し、捕虜に食事を差し出して自ら尋問を行うなど、ただ厳しいだけの人物ではなく、一定の度量とユーモアも持ち合わせている。
描写
『キャプテン・アメリカ/ザ・ファースト・アベンジャー』
当初は被験者候補となったスティーブに期待しておらず、何度も候補者を変えるようアースキンに進言していたが、自身が偽の手榴弾を用いて行った抜き打ちテストで立派な成果を出したスティーブを渋々認め、彼が実験本番時に強化された際には軽く喜ぶような様子も見せた。
スティーブが独断専行でヒドラの兵器工場に突入した際には頭を痛めたものの、大勢の捕虜の救出成功やその後のヒドラとの戦いでの戦果から徐々に信頼を寄せるようになった。また、捕縛したアーニム・ゾラを尋問し、彼の証言から突き止めたヒドラの本部基地への総攻撃作戦では自身も多くの部下たちと共に武装して銃撃戦に参加。シュミットの愛車にペギーと搭乗し、離陸しようとする“ワルキューレ”を追うスティーブも乗せて、彼を飛び移らせることに成功した。
ヒドラの壊滅後は、SSRロンドン本部の片付けを行うペギーに、“機密扱い 退役”と記載されたスティーブの資料一式を差し出す。
戦後はS.H.I.E.L.D.の創設メンバーの一員となる。
『キャプテン・アメリカ/ウィンター・ソルジャー』では、壁面に掛けられた写真のみ登場する。
『ホワット・イフ...?』シーズン1第1話
本作では、アース82111におけるフィリップスが物語冒頭のワンシーンのみに登場。正史のアースキンと同様にSSR指揮官であり、スーパーソルジャー計画の実験本番の場に立ち会うが、開始直前にクルーガーに射殺される。
マーガレット・エリザベス・“ペギー”・カーター（Margaret Elizabeth "Peggy" Carter）
演 - ヘイリー・アトウェル
日本語吹替 - 園崎未恵
エージェント・カーターのコードネームを持つ女性士官であり、ロンドン出身。
大戦中は母国の各部隊やSSRで幅広い任務を遂行し、その中で出会ったスティーブと惹かれあっていくも、当時互いの恋は成就しなかった。戦後もSSRのエージェントとして複数の任務に就いた後、ハワードたちと共にSSRをS.H.I.E.L.D.へ発展させ、本組織の幹部となった。
ハワード・スターク

ジェームズ・ブキャナン・“バッキー”・バーンズ

ティモシー・“ダム・ダム”・デューガン（Timothy "Dum Dum" Dugan）
演 - ニール・マクドノー
日本語吹替 - 志村知幸
山高帽を被った元・107連隊の一員で、髭面かつ大酒飲みの巨漢。ハウリング・コマンドーズ創造メンバーの一人であり、戦闘ではスティーブやバッキーと共に何回も先陣を切った。
ゲイブ・ジョーンズ（Gabe Jones）
演 - デレク・ルーク
日本語吹替 - 乃村健次
登場作品 - 『キャプテン・アメリカ/ザ・ファースト・アベンジャー』
元・107連隊の一員アフリカ系アメリカ人で、ジョージア州メイコン出身。ハウリング・コマンドーズの重火器の専門家である黒人。気立ての良い好漢で、ドイツ語とフランス語も話せる。
『エージェント・オブ・シールド』のシーズン1と2には、彼の孫という設定のS.H.I.E.L.D.のエージェント“アンソニー・トリプレット”が登場する。
アース82111にもジョーンズにあたる人物が登場。正史のジョーンズと同様にヒドラの捕虜となっていたところを救われ、ハウリング・コマンドーズの一員としてヒドラと戦う。
ジャック・デルニエ（Jacques Dernier）
演 - ブルーノ・リッチ
日本語吹替 - ふくまつ進紗
登場作品 - 『キャプテン・アメリカ/ザ・ファースト・アベンジャー』
元・フランスのレジスタンスの一員で、ハウリング・コマンドーズの爆発物の専門家。若干テンションが高い技術者で、走行中の敵の装甲車の真下に生身で潜り込み、時限爆弾を取り付け爆破させるトリッキーな戦法も披露した。
アース82111にも、デルニエにあたる人物が登場。正史のデルニエと同様にヒドラの捕虜となっていたところを救われ、ハウリング・コマンドーズの一員としてヒドラと戦う。
ジェームズ・モントゴメリー・ファルスワース（James Montgomery Falsworth）
演 - JJ・フィールド
日本語吹替 - 宮内敦士
登場作品 - 『キャプテン・アメリカ/ザ・ファースト・アベンジャー』
元・英国第三独立パラシュート連隊の一員で、ハウリング・コマンドーズの戦略の専門家である少佐。精悍な顔つきとベレー帽がトレードマークで、“アフリカン・スター”、“オーダー・オブ・ビルマ”、国防憲章、従軍記章などコマンドーズの中で最も多く勲章を授与されている、軍人らしい雰囲気を醸し出す兵士。戦場ではスティーブに爆弾や盾を投げ渡す活躍も見せた。
アース82111にもファルスワースにあたる人物が登場。正史のファルスワースと同様にヒドラの捕虜となっていたところを救われ、ハウリング・コマンドーズの一員としてヒドラと戦う。
原作コミックスでは「ユニオンジャック」というコードネームの英国ヒーローで、スーパーパワーは無いものの超人的工作員として第一次・第二次世界大戦を通してドイツ軍と戦った人物。
ジム・モリタ（Jim Morita）
演 - ケネス・チョイ
日本語吹替 - 遠藤大智
登場作品 - 『キャプテン・アメリカ/ザ・ファースト・アベンジャー』
元・107連隊の一員で、ハウリング・コマンドーズの通信兵・技術の専門家である日系アメリカ人。スティーブと初対面の際には日本兵と間違われた。故郷のカリフォルニア州フレズノでは特殊部隊に所属しており、スティーブにスカウトされた際にはファルスワースの次に乗ったと表明した。その役割から戦場では、後に続く一般兵たちを指示することもあった。
マーベル・テレビジョン製作のドラマ『エージェント・カーター』シーズン1第5話にも登場する。
瓜二つの風貌をした後述のミッドタウン高校の校長モリタは、実の孫である。
アース82111にも、ジム・モリタにあたる人物が登場。正史の彼と同様にヒドラの捕虜となっていたところを救われ、ハウリング・コマンドーズの一員としてヒドラと戦う。
ギルモア・ホッジ（Gilmore Hodge）
演 - レックス・シャープネル
日本語吹替 - 樋口智透
登場作品 - 『キャプテン・アメリカ/ザ・ファースト・アベンジャー』
SSRの新兵の1人で、スティーブとは同期入隊。訓練も難なくこなし、体格が良い彼ならスーパーソルジャー計画の被験者に相応しいとフィリップスはアースキンに推薦したが、粗暴であるという理由から拒否された。キャンプ場の旗取りや、フィリップスからの抜き打ちテストでは失態を犯した。だが強化されたスティーブが、107連隊の生き残りの兵士たちと帰還した際には、皆と同様にスティーブを讃える。
プライベート・ロレイン（Private Lorraine）
演 - ナタリー・ドーマー
日本語吹替 - 行成とあ
登場作品 - 『キャプテン・アメリカ/ザ・ファースト・アベンジャー』
SSRの女性2等兵。ロンドンの地下に構えられたSSRの秘密基地では、フィリップスの傍に立っていることが多かった。107連隊の生き残りの兵士たちを救って帰還したスティーブが目の前に現れると、言葉巧みに誘惑して唇を奪う大胆な行動に出る。

#### サムの近親者・関係者
ホアキン・トレス（Joaquín Torres）

サラ・ウィルソン（Sarah Wilson）
演 - アデペロ・オデュイエ
日本語吹替 - 志田有彩
ルイジアナ州デラクロワでウィルソン家の漁業を営むサムの妹。夫を亡くし兄が消滅していた5年間に、女手一つで家業を維持しながら家族の思い出の漁船を守りつつ2人の息子たちも育ててきた女丈夫で、サムからは「きつい性格」と評され、意見を違えることもあると同時に「大切な家族」と思われている。
実家を離れてヒーローとして活動し続けていたサムについては不満に思っている様子で、ザ・ブリップの期間を生き抜いた苦労に強い思いを見せるも、5年間の無収入で家計が逼迫したことから船を担保にかけるという苦渋の決断を下していた。一度はサムの提案を受け、銀行へ融資を依頼するが断られ、サムとの間に亀裂が生じかけてしまう。
それでも船を手放さずに問題を解決しようとするサムの熱意に打たれ、船を担保にかけないことを決めた。一時はカーリ・モーゲンソウに脅迫されかけるも、事なきを得て船を修理するサムやバッキーと交流を深め、町の人たちと共にサムのキャプテン・アメリカ襲名を祝福する。
イザイア・ブラッドリー（Isaiah Bradley）
演 - カール・ランブリー
日本語吹替 - 宝亀克寿
メリーランド州ボルチモアの一角で隠遁生活を送る高齢の黒人男性。朝鮮戦争でアメリカ軍の超人兵士としてバッキー/ウィンター・ソルジャーと戦った過去があるが、その存在は、人種差別的な背景により歴史から抹消されている。
イーライ・ブラッドリー（Eli Bradley）
演 - イライジャ・リチャードソン
イザイアの孫であるティーンエイジャー。同居している祖父との仲は悪くなく、夜中の屋外で友達とバスケットボールで遊ぶ市政の黒人少年だが、訪問者に対してはかなり礼儀知らずなほど不遜な態度を見せ、訪ねて来たサムとバッキーも信用せずに渋々招き入れるも、イザイアが2人に出ていくよう叫ぶとすげなく追い返した。その後も数回再訪したサムに冷淡に接するが、イザイアと共に博物館へ赴き、祖父の生い立ちと貢献を目にする。

#### その他の関係者
ブラント（Brandt）
演 - マイケル・ブランドン
日本語吹替 - をはり万造
登場作品 - 『キャプテン・アメリカ/ザ・ファースト・アベンジャー』
大戦中のアメリカ上院議員。アメリカ軍やSSRに大きな影響力を持つ。超人兵士となったスティーブのブルックリンでの活躍に感銘を受け、国債活動を依頼した。勲章授与式も自ら執り行う。
オザキ首相（Ozaki）
演‐平岳大
登場作品‐『キャプテン・アメリカ/ブレイブニューワールド』
日本の首相、総理大臣

### ウィンター・ソルジャーの関係者
クリスティーナ・レイナー（Christina Raynor）
演 - エイミー・アキノ
日本語吹替 - 幸田直子
カウンセラー。かつては優秀な兵士だったようで、ジョン・ウォーカーの知り合いでもある。裁判所命令を受けたバッキーのセラピー担当となり、彼には暴力を禁じながら過去の“償い”を行わせているが、カウンセリングの最中にバッキーを貶す言動を腹蔵なく連発するほど不愉快な印象を与える人物で、自身も彼に頭を抱えている。
バッキーがセラピーを疎かにして一時逮捕された際には、ウォーカーの口利きで釈放条件のセッションをバッキーとサムに取り組ませ、両者の関係が親密かどうかを確認するために、カップル向けの質問まで行わせ、決して譲ろうとしない2人に呆れる姿も見せた。
後日出勤した職場に、バッキーが贖罪に使った手帳と感謝を伝える置き手紙が残されているのを見て、彼が償いを終わらせたと確信する。
ヨリ・ナカジマ（Yori Nakajima）
演 - ケン・タケモト
日本語吹替 - 佐々木省三
ブルックリンのアパートの一室に1人で暮らす日系アメリカ人の老人。バッキーの隣人でもあり、海外で息子のRJ・ナカジマが殺されたことに直面して弱っていた過去を持つ。アパートのゴミ置き場の規則を破る若者に手が出てしまいかけることや、バッキーとリーのデートの約束を無理やり取り付ける面もある。
バッキーの奢りでランチに入った寿司屋で、大福を目にすると息子のことを思い出してバッキーに話し、彼に複雑な表情を浮かべさせた。
後日サムの助言を受けて意を決したバッキーからRJの死の真相を伝えられ絶句する。
RJ・ナカジマ（RJ Nakajima）
演 - アキエ・コタベ
ヨリの一人息子で故人。生前は大福が好物だった男性で、海外へ出張中に、宿泊先でウィンター・ソルジャー（バッキー）の暗殺任務遂行の場に遭遇してしまい、部屋に隠れようとしたものの、手が震えてドアを早く開けられず、ウィンター・ソルジャーに射殺された。
リー（Leah）
演 - 石川美紀
日本語吹替 - 生天目仁美
ニューヨークの寿司屋で働く明るい女性。ヨリとも親しく、前述の彼の過去も知っていた。ヨリによって取り付けられたバッキーとのデートに快く応じ、閉店時間となった寿司屋にやって来た彼とプロフィールなどの質問や、『バトルシップ』を楽しむが、ナカジマ親子の話題をふるとバッキーに中断され、店を飛び出されてしまった。
後日バッキーは、寿司屋でヨリと食事を楽しむ彼女の姿を見届けながらブルックリンから離れている。

### スカーレット・ウィッチの近親者
ピエトロ・マキシモフ / クイックシルバー（Pietro Maximoff / Quicksilver）
演 - アーロン・テイラー＝ジョンソン、ガブリエル・グレーヴィッチ（幼少期）
日本語吹替 - 小松史法
初登場 - 『キャプテン・アメリカ/ウィンター・ソルジャー』
ヒドラが行っていたセプター（マインド・ストーン）を用いた人体実験で得た、驚異的な新陳代謝機能による超高速移動能力を持つソコヴィア出身の強化人間。ワンダとは双子の兄妹である。当初はワンダと共にアベンジャーズと敵対するも、ウルトロンの目的を知るとアベンジャーズと共闘する。
ワンダとヴィジョンの子どもたち
ワンダとヴィジョンの間に生まれた双子の男児。
トミー・マキシモフ（Tommy Maximoff）
演 - ギャビン・ボーダーズ（5歳時）、ジェット・クライン（10歳時）
日本語吹替 - 木村皐誠
ワンダが妊娠から僅か2日で出産した双子の一人。ワンダの「アメリカらしい名前を付けたい」という希望から名付けられた。伯父のピエトロと同等の超高速移動能力を行使する。
ビリー・マキシモフ（Billy Maximoff）
演 - バイレン・ ビエリッツ（5歳時）、ジュリアン・ヒルヤード（10歳時）
日本語吹替 - 松本惣己
ワンダが妊娠から僅か2日で出産した双子の一人。その名の由来は、ヴィジョン（カオス・マジック）のアイデアにより、ウィリアム・シェイクスピアに因んでいる。透視や読心能力・念動力など、母と同等の超能力を行使する。
オレグ・マキシモフ（Oleg Maximoff）
演 - ダニヤル
日本語吹替 - 菊池通武
登場作品 - 『ワンダヴィジョン』第8話
マキシモフ兄妹の父親。アガサが魔術で辿ったワンダの記憶のシーンに登場する。ビデオテープの販売を生業をしていたようだが、売れ行きは芳しくなく、帰宅時にかなりの数のビデオを持ち帰っていた。
マキシモフ兄妹が幼かった1999年に、ソコヴィアの自宅でこのビデオの1本を家族みんなで見ようと提案して視聴していたが、その最中に自宅を襲った爆撃に巻き込まれて瓦礫の下敷きになり、生命を落とした。
イリーナ・マキシモフ（Iryna Maximoff）
演 - イラーナ・コハンチ
日本語吹替 - 平野夏那子
登場作品 - 『ワンダヴィジョン』第8話
マキシモフ兄妹の母親。アガサが魔術で辿ったワンダの記憶のシーンに登場。夫と共にかなり訛りの強い英語で会話する。かつてマキシモフ一家は海外ドラマの視聴を習慣としており、母国語ではなく英語で話す日もあるほど夢中になっていた。
しかし彼女も、1999年に家族みんなでビデオの1本を、夫と共にソファに座りながら視聴していたが、爆撃に巻きこまれて生命を落とした。

### アントマン&ワスプの関係者
ルイス（Luis）
演 - マイケル・ペーニャ
日本語吹替 - 小杉竜一
スコットと刑務所時代から同房だった親友。スムージーの機械を2台盗んで逮捕され、サン・クエンティン刑務所に収監された前歴がある。スコットがアントマンになって以降は、警備会社“エックス・コン・セキュリティ・コンサルタント”を設立し、社長業に勤しむ。
恋人と別れ、母親を亡くし、父親も送還されたと言及しているものの、陽気で気前が良くかなりのお調子者で、悪事に身を置いているようには見えないが、窃盗計画の事前準備から実行までをそつなくこなし、確かな腕力と徒手空拳による近接格闘の心得も持っているため、戦闘時のサポートなどいざという時は頼りになる実力者である。コネクション豊富な従兄弟の“アーネスト”や“イグナシオ”を通じて情報収集を担当するが、仕事などに関する説明は無関係な事象も多数織り交ぜて話すため前置きがとても長く、なかなか本題に入らないのが玉に瑕で、よく聞く者たちを困惑させている。
描写
『アントマン』
サン・クエンティン刑務所から出所したスコットを自宅に招き、ピム邸への侵入を持ちかけ、このことが後にスコットとピム父娘を結び付けることになった。スコットがアントマンとなってからも、ダレン・クロスの野望を食い止めようとするピムの活動にスカウトされ、ピム・テック本社屋で警備員に扮し、給水本管の水圧を上げたり、警備員の男性数人をパンチ数発のみで倒すなど、スコットとピム父娘を的確にサポートした。
物語のラストでは、スコットにアベンジャーズの一員（サム/ファルコン）がコンタクトを希望していると伝える。
『アントマン&ワスプ』
本作では社長業に励む傍ら、スコットとアパートの一室で同居している。アントマンやワスプと同等のスーツを欲していることや、洗車に対して徹底したこだわりまでも口にする。
スコットがピム父娘を伴って会社を訪ねたことから、物語の一件に関わることになるが、その最中に自白剤を投与されたとはいえ、バーチの一味やエイヴァにスコットたちの居場所を白状してしまう失態を演じてしまった。
それでもスコットたちを案じて彼らにそのことを伝え、クライマックスでは単独で加勢し、危機に瀕するとパニックになることもあったが、自らもヒュンダイ・ヴェロスターを運転してカーチェイスを繰り広げ、最終的にバーチらの身柄を確保し、逮捕へ繋げる。
カート（Kurt）
演 - デヴィッド・ダストマルチャン
日本語吹替 - 松本忍
ルイスの友人で、彼もフォルサム州刑務所に5年服役した前歴を持つ。東欧出身で、両手の指と右手の甲にタトゥーを入れている。
ロシア訛りの英語で話し、無表情で感情表現にも乏しいが、コンピューターの扱いに長けたハッキングの達人で、電気系統の工作を特技とする。
描写
『アントマン』
ピム邸や、ピム・テック本社屋での活動でもその腕前を発揮してスコットの侵入をサポートし、パクストンたちに捕まりかけても自らの役割を果たすなど、ガッツある活躍を見せる。
『アントマン&ワスプ』
本作ではエックス・コン・セキュリティ・コンサルタントの一員。姿を消す能力を持つエイヴァを、スラヴ民話に登場する魔女“バーバ・ヤーガ”だと思い込み、大騒ぎした。しかしクライマックスでは、ジャイアントマンが映ったニュースを目にしてデイヴと共にルイスの下に駆けつけて、彼を救う。
デイヴ（Dave）
演 - ティップ・“T.I.”・ハリス
日本語吹替 - 伊藤健太郎
ルイスの友人の車泥棒。チームのドライバーを担当。人を食ったように憎まれ口を叩き、図に乗りやすいが、窃盗計画のナビゲーションを得意とし、逃走用にバンを管理・改良する。
描写
『アントマン』
バンでスコットたちを窃盗現場まで連れて行き、ピム・テック本社屋では作戦失敗になりかけるミスも起こしたものの、ピムを救うために僅かな時間でパクストンたちの覆面パトカーを強奪して破壊し、素早く撤収する身のこなしを披露する。
『アントマン&ワスプ』
本作ではエックス・コン・セキュリティ・コンサルタントの一員。スコットがピム父娘を会社に招いた時には、ルイスやカートと食事を巡り漫才同然の応酬を展開してスコットに止められ、中盤では仕事の一環として最新式の防犯システムのプレゼンテーションを練習する姿や、突如現れたエイヴァを目にした際にはカートと共に極度に怖気付く臆病な振る舞いも見せる。しかしクライマックスでは、カートと共にバーチらに銃を向けられたルイスや、地元警察に見つかりかけたピム親娘を救う。
キャシー・ラング（Cassie Lang）
演 - アビー・ライダー・フォートソン（幼少期）、エマ・ファーマン、キャスリン・ニュートン 
日本語吹替 - 太田梨香子（幼少期）、イブ優里安、高橋李依 
スコットとマギーの間に生まれた実の一人娘。別居してもなおスコットを心から想い続けて深く愛し、スコットからも全身全霊をかけて愛されており、強いヒーロー願望を抱くようになる。
ジム・パクストン（Jim Paxton）
演 - ボビー・カナヴェイル
日本語吹替 - 加藤亮夫
サンフランシスコの地元警察官で、マギーの婚約者。正義感が強く常識的で、キャシーにも深い愛情を持って接し、彼女を理解して良き養父になろうと努力する真面目な好漢であり、スコットに対して当初は前科持ちの窃盗犯と軽蔑していたが、現在では態度を改めて彼を愛称で呼ぶほどの友人として接している。 
描写
『アントマン』
スコットがマギーやキャシーと触れ合おうとすると、悪影響を及ぼさないようにと常に用心する。
そのため、スコットがキャシーの誕生パーティーに現れた際や、ピム邸の侵入容疑で逮捕された際には、厳格な姿勢を崩さずに彼を拒絶・非難し、ピム・テック本社屋の騒動でも行きついた先でスコットを再逮捕した。だが自宅をダレンが襲撃し、スコットが捨て身でキャシーと自身を助けた後は、彼を見直して理解を示し、スコットの逮捕や脱獄の件について便宜を図り、彼を食事に招いてキャシーのホームビデオを見せる。
『アントマン&ワスプ』
本作では警官としての立ち回りは無く、出番も少ないものの、手品を評価したり、刑期を無事に終えられるようエールを送ってハグをしたりと、スコットを深く信頼する良き友人として登場し、彼の自宅を漁るように家宅捜査するジミー・ウーたちFBI捜査官に困惑する様子や、テレビに映ったジャイアントマンがスコットであると気付けないとぼけた場面も見せる。
マギー・ラング（Maggie Lang）
演 - ジュディ・グリア
日本語吹替 - 山崎美貴
スコットの元妻で、キャシーの母親。婚約者のパクストンと、3人で同居している。パクストンと同様に、刑期を終えて釈放されたスコットを快く思っていなかったが、現在では良き友人の一人として和やかに接している。
描写
『アントマン』
犯罪に手を染めたスコットに対して失望しているが、内心ではキャシーのために真っ当な父親に更生してほしいと願っているため、彼がキャシーの誕生パーティーに来訪した際には、きちんと職を得て養育費を払えるようにと投げかけ、キャシーからの不安げな問いかけも、彼女を宥めるように応えた。スコットがキャシーとパクストンを助けたことを知ると、スコットを友人と認める。
『アントマン&ワスプ』
本作ではパクストンやキャシーと共に、自宅で刑期を送るスコットを応援し、ウーたちがスコットの自宅に押し寄せ家宅捜査をした時はうんざりし、FBIを「恥知らず」・「（F）不滅の（B）馬鹿な（I）意地悪」と痛烈な批判をぶつけることもあった。物語のラストでは、刑期満了となったスコットを家族皆で祝福する。

### スパイダーマンの関係者
メイ・パーカー（May Parker）
演 - マリサ・トメイ
日本語吹替 - 安藤麻吹
ピーター・パーカーの伯母。クイーンズで長年同居しているピーターを実の子同然にいつも気にかけ、愛情をもって接し、夫（ベン伯父さん）を亡くしていることから、ピーターからも常に案じられている。ピーターがスパイダーマンとして自警活動してることは長く知らなかったが、ピーターがエイドリアン・トゥームス/バルチャーに勝利した後にその事実を知ると彼の活躍を応援する。
ハロルド・“ハッピー”・ホーガン

デルマー（Delmar）
演 - ヘムキー・マデーラ
日本語吹替 - 内田紳一郎
登場作品 - 『スパイダーマン:ホームカミング』
クイーンズで食品雑貨屋を営む壮年男性で、愛猫の“マーフ”を飼っており、ピーターとも親しい。イタリア語も話し、娘がいるらしい。
ピーターとアベンジャーズのヒーローのお面を被ったATM強盗団の戦いを目撃した際には「スパイダーマンとアベンジャーズが戦ってる」ととぼけた通報もして、その後戦いの巻き添えで店が焼けてしまうが、自身とマーフは事なきを得る。
カレン（Karen）
声 - ジェニファー・コネリー
日本語吹替 - 井上喜久子
スパイダーマンのハイテク・スーツに内蔵されていた人工知能。
E.D.I.T.H.（イーディス）
声 - ドーン・ミッチェル・キング
日本語吹替 - 早見沙織
トニーが遺品であるサングラスに搭載された人工知能で、E.D.I.T.H.とは“Even.Dead.I’m.The.Hero”.の略。スターク社の全データベースおよび衛星兵器へのアクセス権限を司る。

#### ミッドタウン高校
ミシェル・ジョーンズ［MJ］（Michelle Jones［MJ］）
演 - ゼンデイヤ
日本語吹替 - 真壁かずみ
ピーターのクラスメイトで、学力コンテスト・チーム仲間。変わり者で、話し相手を困惑させることも多く、ピーターとは紆余曲折の末にカップルとなる。
ネッド・リーズ（Ned Leeds）
演 - ジェイコブ・バタロン
日本語吹替 - 吉田ウーロン太
ピーターのクラスメイトにして親友である太っちょなギーク。学力コンテスト・チームの一員でもある。気のいい少年で、ピーターを茶化したりもするが鼓舞するなど、一般的な高校生。若干でしゃばりで秘密を打ち明けたい気持ちを抑えられない性分や、その歳若さから余計な一言を発してしまうドジも度々やらかすが、授業で専門的な対話を行えるくらいの知識を持ち、スターク社のセキュリティを難なく突破できるほどプログラミングにも精通していることに加えて、実家が魔術師の家系だと自称することから魔術の才能の片鱗も見せるなど、隠れた実力者でもある。
描写
『スパイダーマン：ホームカミング』
本作でMCU初登場。ひょんなことからピーターがスパイダーマンであることを知ってしまい、それ以降はスパイダーマンに関して質問攻めにしたり、うっかり正体を明かしかけてしまうが、その腕前でハイテク・スーツの補助輪モードを解除したり、ウェブ・シューターを使ってピーターをシュルツから救ったり、学校内のパソコンでハッキングをかけて敵のアジトを探知するなど、ピーターのサポーター・“イスの男（セコンド）”として活躍する。
『アベンジャーズ/インフィニティ・ウォー』
物語の冒頭に登場。ピーターと共にスクールバスに乗っており、危機を感知したピーターから「（出撃するから）バスに乗っている同級生全員の目を逸らせ」と頼まれた直後、Qシップに向かって「宇宙船だ！」と叫んで周囲の注意を引きつけた。
『アベンジャーズ/エンドゲーム』
物語のラストに登場。デシメーションでピーター同様に消滅してしまっていたが復活し、サノスとの決戦を終えたピーターとミッドタウン高校で再会する。
『スパイダーマン：ファー・フロム・ホーム』
本作ではピーターたちと科学史ツアーに赴き、パソコンなどを使ってピーター/スパイダーマンを直接サポートすることは無いものの、フューリー（擬態）に麻酔銃で撃たれて眠らされた自分を心配するピーターに思いやりの言葉をかけるほか、ステルス・スーツ姿のピーターがスパイダーマンであると気付かれないように“ナイト・モンキー”と名付けたり、ピーターが活動しやすいように彼が裏で手配させたオペラ観劇を友達全員に勧めるなど、陰ながら親友兼サポーターとしてピーターを支えようとする。同時にこれまで以上に窮地に陥ることが多い。
科学史ツアーの事前には、旅先での出会いを夢想していたが、ツアーがはじまると、ヴェネツィアへの飛行機内で隣席になったことをきっかけにベティと仲良くなり、恋人同士となってヨーロッパ各所で人目もはばからずに彼女と仲睦まじく旅行を楽しんでいた。その最中にプラハでは、ベティと共に観覧車に乗っていたところを火のエレメンタルの襲撃を受けたり、スパイダーマン=ピーターであることを見抜いたMJと2人でミステリオがペテンであることを知ってロンドンでドローン群に命を狙われてしまった。
しかしピーターの活躍によって難を逃れ、ニューヨークに帰国した時にはベティと2人でピーターに、恋仲を解消したことを明るく伝えて彼を呆然とさせる。
『スパイダーマン：ノー・ウェイ・ホーム』
本作においても、MJやメイ、ハッピーと同様にピーターの最大の理解者の一人として登場し、ピーターへの非難のとばっちりを受ける羽目に陥っても、彼との交流や友情を手放すことなく、ヒーローであり親友でもあるピーターを側から支え続ける役割を担い、MJとの凸凹ぶりも見せる。また、前述の魔術師の家系であることも明示される。
物語冒頭で、殺人容疑がかかったピーターの協力者としてダメージ・コントロール局に連行・尋問され、「何も話さない」と断じたにもかかわらず、P.クリアリーの誘導尋問にすぐ引っかかってしまい、ピーターが不起訴となっても人殺しの親友という誤解だけでMITなどの受験した全ての大学を不合格とされてしまった。
後にピーターの頼みを受けて、並行世界から転移したヴィランの捜索の手伝いとしてサンクタム・サンクトラムに赴き、ストレンジやヴィラン一同に邂逅した末に、ピーターが対立したストレンジから取り上げたスリング・リングと“マッキナ・ディ・カダヴァス”を預かるようピーターから頼まれ、そのままMJと2人で自宅に帰るが、連絡が無いピーターに会いたい一心でリングを使ってみたことで、ゲートウェイの展開に成功。これによって、ヴィラン一同と同様に並行世界に転移していた2人のスパイダーマン（ピーター2とピーター3）を、親友のピーターと邂逅させ、失意に沈んでいた彼を再起させることに貢献した。
そしてヴィラン一同の治療薬やデバイスの作成を手伝いながら2人のピーターとも交流し、スパイダーマンズがヴィラン一同との決戦に挑んだ際には、MJと共にマッキナ・ディ・カダヴァスを預かり、開いたゲートウェイからの海水で自分たちを追ってきたコナーズを吹き飛ばしたり、結果的にミラー次元から戻してしまったストレンジへピーターたちがヴィラン一同の治療に成功したことを告げた。また、自由の女神像から転落しかけた際にはストレンジの浮遊マントに救われ、ピーターがストレンジに“カフカルの魔法陣”の再発動を決意して彼に関する記憶が全て失われると知らされた際には、悲しみながらもそれを尊重して、ストレンジの魔術の再発動と、跳び去るピーターを見届けた。
物語ラストではMITに合格し、MJと彼女のバイト先で交流するが、居合わせたピーターに関する記憶を失っていたため、彼に見向くことは無かった。
ユージーン・“フラッシュ”・トンプソン（Eugene "Flash" Thompson）
演 - トニー・レヴォロリ
日本語吹替 - 畠中祐
ピーターのクラスメイトの一人。グアテマラ系。金持ちであることを鼻にかけて大口を叩き、何かと突っかかるなど、ピーターにとっては文字通りのいじめっ子で、学力コンテスト・チームの一員でもあるが、知力・学力は低く、非常事態では我先に逃げ出そうとする小心者である。
描写
『スパイダーマン：ホームカミング』
ピーターを「“ペニス・パーカー”」と小馬鹿にしたあだ名で呼んだり、学力コンテスト・チームで邪険に扱うが、大会でチームのレギュラーから一時外されたり、パートナーの“ブランジーノ”と一緒にホームカミング・パーティーへ向かう途中に、スパイダーマンに父親から借りたオープンカーを強引に乗り逃げされて大破させられるなどの目にあう。
『スパイダーマン：ファー・フロム・ホーム』
本作でもピーターを貶したりするが、物語における憎まれ役をブラッドが担っているため、科学史ツアーの最中に同級生に弄られたり、E.D.I.T.H.を奪ったことに慌てたピーターに殴られ気絶させられたりと、散々な目に会うシーンが多い。また、本作ではスパイダーマンに心酔して「彼の大ファン」と豪語するほか、インターネットに生配信するための動画を頻繁にアップロードしたり、その撮影で「皆で乗るバスを俺がアップグレードした」と与太話を飛ばしたり、タワーブリッジをロンドン橋と間違えたり、そこに駆け付けたハッピーが「自分の生配信を見て助けに来たスパイダーマンの関係者」だと知って興奮するなど、粗忽な一面も強調されている。
ロンドンでは命を狙われているかも知れないからとその場を離れたMJたちを、のこのこ追いかけたことでドローン群の追跡に巻き込まれてしまうが、難を逃れた。ニューヨークの帰国時には、迎えに母親がおらず、自分の執事の“ジェラルド”しか来てないことに落ち込む。
『スパイダーマン：ノー・ウェイ・ホーム』
本作では、物語冒頭においてTikTokの情報で憧れのスパイダーマンの正体がピーターと発覚して驚き、彼をあからさまに貶めることは無くなるが、出番は物語の前半のみに止まる。
学校の最終学年の初日に金髪にして登校し、野次馬に向かって「ピーター/スパイダーマンの親友」と大ぼらをふき、出版した『フラッシュポイント』という自伝本までアピールした。
MIT受験に自身は合格したことを不合格となったピーターたち3人にそうとは知らずに浮かれながら伝えてしまった時には詫びる姿も見せたが、後にピーターにスイングによる定期的な通学サポートと「親友」と呼んでもらうことを条件にMIT副学長補佐官の居場所を知らせる。
ベティ・ブラント（Betty Brant）
演 - アンガーリー・ライス
日本語吹替 - 水瀬いのり
ピーターが通うミッドタウン高校のニュースチャンネルのパーソナリティーで、学力コンテスト・チームの一員。
リズ・トゥームス（Liz Toomes）
演 - ローラ・ハリアー
日本語吹替 - 美山加恋
登場作品 - 『スパイダーマン:ホームカミング』
ピーターが恋い焦がれるミッドタウン高校の女生徒のマドンナ的存在。成績優秀な学力コンテスト・チームのリーダー格で、他人への気遣いも出来る優しい性格。トニーのファンであると同時に、近頃話題のスパイダーマンにも憧れているものの、その正体がチームメイトでもあるピーターということは知らず、そのことは彼を動揺させる。
スパイダーマンへの憧れと共に、ピーターのことも徐々に意識し始め、ことあるごとに不在になる彼に憤りを感じながらも、ホームカミング・パーティーの彼からの誘いに応じ、自宅に招待した。
エイドリアン・トゥームスの実の娘であり、父の悪業は知らなかったため、ラストではスパイダーマンに敗れた父が逮捕されたことから転校のためオレゴン州に引っ越すことになってしまう。それに伴い、ピーターの彼女への恋も終わりを迎える。
『スパイダーマン:ノー・ウェイ・ホーム』では直接登場しないものの、ピーターと小競り合いを起こしたストレンジが彼を追って通りかかった売店に置かれていたスパイダーマンに特化した雑誌各種の中にあるピープル誌の「He's a liar！（彼は嘘つきだ！）」と書かれた表紙を飾っており、彼女がミッドタウン高校を去った後にモデルとなっていたことが示唆されている。
ブラッド・デイヴィス（Brad Davis）
演 - レミー・ハイ
日本語吹替 - 豊永利行
登場作品 - 『スパイダーマン:ファー・フロム・ホーム』
元々はピーターたちより5つ年下の後輩であった生徒。デシメーションを免れていたことでピーターのクラスメイトとして登場する。ネッド曰く「5年前には鼻血を出して泣いていたのに、今では立派な体躯を持って女生徒たちには人気がある」らしく、同時にMJに想いを寄せており、それはピーターも同様であることを熟知していて、その上でMJから彼を汚い手で引き離そうとするなど、意地が悪い若者である。
科学史ツアーに参加し、MJとは飛行機内で一緒に映画を観て、ヴェネツィアで彼女の写真を撮るなどある程度距離を詰めていったような雰囲気だったが、オーストリアの村で女性エージェントの前で着替えようとしたピーターをスマートフォンで写真撮影し、MJに見せて彼を陥れようとしたり、歌劇場で一時MJの隣の席に座りピーターを挑発するなど、陰険な行為をとり続けた。
だがロンドンで、ピーターの不在やオーストリアでの出来事について一同に話した結果MJに見放され、同級生や教師たちからも失望と軽蔑を買うという、自身の行動が仇となった結果に終わる。
ジェイソン・イオネッロ（Jason Ionello）
演 - ジョージ・レンデボーグ・Jr
日本語吹替 - 浪川大輔
ピーターが通うミッドタウン高校のニュースチャンネルのパーソナリティ。
描写
『スパイダーマン：ホームカミング』
共演するベティに気があるのか、ホームカミング・パーティーに誘うが、彼女は既にパートナーを見つけていたため、落ち込んでしまう。
『スパイダーマン：ファー・フロム・ホーム』
本作では彼もデシメーションで消滅していた模様であり、自分の弟が消滅を免れて今や自分より年上になったことへの不満と汚い言葉づかいを口にしてベティにしかられる。
『スパイダーマン：ノー・ウェイ・ホーム』
エイブラハム・ブラウン（Abraham Brown）
演 - エイブラハム・アタ
日本語吹替 - 梶裕貴
登場作品 - 『スパイダーマン:ホームカミング』
学力コンテスト・チームの一員。黒人の学生。
シンディ・ムーン（Cindy Moon）
演 - ティファニー・エスペンセン
日本語吹替 - 伊波杏樹
登場作品 - 『スパイダーマン:ホームカミング』
学力コンテスト・チームの一員。アジア系の学生。
ザック・クーパー（Zach Cooper）
演 - ザック・バラック
登場作品 - 『スパイダーマン:ファー・フロム・ホーム』
科学史ツアーに参加した生徒の一人。トランスジェンダーで、いつも黒い服を着ている尖った人物。ヴェネツィアではブラッドと共にダ・ヴィンチ博物館に赴くも、「11月まで休館」であったことをハリントンに告げる。
ロジャー・ハリントン（Roger Harrington）
演 - マーティン・スター
日本語吹替 - 長野伸二
カルバー大学出身で、ミッドタウン高校の学力コンテスト・チームの顧問である教師。教え子思いだが、無駄話はすぐに切り上げる主義で、離婚歴もあり、元妻のタビサには別れの際に、嫌々セラピーに参加させられ迷惑したらしく、未練もあるような発言もするなど、三枚目的な一面を持つ。作中では言及されないが、『インクレディブル・ハルク』に1シーンのみ登場した大学生（エンドロールでの役名は“computer nerd”と記載されている）と同一人物である。この設定は、『スパイダーマン:ファー・フロム・ホーム』の公開に合わせて発表された。
描写
『インクレディブル・ハルク』
カルバー大学に通うみすぼらしい大学生として登場。大学の研究室のパソコンを使用するためにピザの配達員としてやってきたブルースに、ピザと交換でパソコンを貸与する。
『スパイダーマン：ホームカミング』
本作からミッドタウン高校の教師として登場。ピーターの学力の高さを評価しており、最近顔を出さないことに嘆いている。
『スパイダーマン：ファー・フロム・ホーム』
本作ではデルと共にピーターたちの科学史ツアーを引率する。ヴェネツィア行きの飛行機内では、ネッドの嘘を信じてピーターのために生徒たちに座席交換を指示し、隣に座ったピーターに妻が消滅したと思い込み葬式まで行ったのに、実際はその間に別の男性と駆け落ちしていたという悲しいエピソードを明かしたほか、ヴェネツィアのホテルにチェックインしてスペイン語で叫んだり、自撮りしたカメラを運河に落としてしまったり、パリからプラハへ目的地が変更にしたのは自分が怒鳴り込んだからだとアピールしたり、ディミトリに挨拶や話しかけを無視されるなど、可笑しな姿を頻繁に見せる。
『スパイダーマン：ノー・ウェイ・ホーム』
本作での登場は、序盤のミッドタウン高校の最終学年の初日を描写したワンシーンに留まり、登校したピーターを低姿勢で迎え、彼を非難するウィルソンを「陰謀論者」と注意しつつ、自ら作り上げたピーターを讃える多数の物品を備えたショーケース棚を披露する。
アンドレ・ウィルソン（Andre Wilson）
演 - ハンニバル・ビューレス
日本語吹替 - 高桑満
ミッドタウン高校の体育教師で、補習の監督も務める。超人ヒーローたちに関しては、その存在を否定的に捉えている模様で、登場場面でその傾向が窺われる態度が多い。
描写
『スパイダーマン：ホームカミング』
スティーブ/キャプテン・アメリカを「犯罪者」と非難しながら彼が登場する教育実習ビデオを後述の理由から体育の授業で再生して退屈そうに構え、補習ではこれに加えてピーターが途中で教室を出るのを見て、彼に戻るように軽く呼びかけるだけで引き止めないという教師に相応しくない振る舞いも取り、成績も内申点も問題無いのに同席していたミシェルに呆れる。
『スパイダーマン：ノー・ウェイ・ホーム』
本作での登場は、序盤のミッドタウン高校の最終学年の初日を描写したワンシーンに留まり、ハリントンやデルとは違って完全にミステリオ信者となっており、教え子であるピーターを公然と「人殺し」・「悪党」と非難する。
ジュリアス・デル（Julius Dell）
演 - J・B・スムーヴ
日本語吹替 - 山野井仁
ミッドタウン高校の教師。模範的な教師のようだが、無責任な側面もあるなど、真っ当な先生とは言い切れない男性で、ハリントンとは、ファーストネームで呼び合ったり突っ込み合うことまであるほどの凸凹コンビであり、オタク的な要素も持っている。
描写
『スパイダーマン：ファー・フロム・ホーム』
ハリントンと同じく、科学史ツアーでピーターたちを引率する。仕事をハリントンに任せきりにしたり、オペラ観劇に不満を漏らす生徒たちに自分は関係ないと発言する態度を見せるも、ブラッドがピーターを陥れようと彼の秘密を周囲に安易に暴露しようとすると注意し、バスの車内で魔術の歴史に目を通したり、水のエレメンタルを「科学者として言うと、あれは魔女」と述べたり、合体エレメンタルズを見て『パワーレンジャー』を連想することもあった。
『スパイダーマン：ノー・ウェイ・ホーム』
本作での登場は、序盤のミッドタウン高校の最終学年の初日を描写したワンシーンに留まり、当校が生んだヒーローとしてピーターを歓迎し、「廊下をスイングしても這って歩いても大丈夫」と励ます。
モリタ（Morita）
演 - ケネス・チョイ
日本語吹替 - 遠藤大智
登場作品 - 『スパイダーマン:ホームカミング』
ミッドタウン高校の校長。ピーターをはじめとする生徒たちが校内でドローンを飛ばしていたり、クラブ活動を疎かにするなどの問題行動をとっても、彼らに在学し続けて健全なスクールライフを送って欲しいと願い、補習に参加するよう促したり、校長室に招いて自ら教えを説く。
かつてキャプテン・アメリカと共闘した祖父を誇りに思っており、このことから、世間では戦犯として扱われているキャプテン・アメリカが登場する教育実習ビデオをミッドタウン高校では現在でも使用し続けている。

### ドクター・ストレンジの関係者

#### マスターズ・オブ・ミスティック・アーツ
エンシェント・ワン（Ancient One）
演 - ティルダ・スウィントン
日本語吹替 - 樋口可南子、藤本喜久子
カマー・タージの主にして、かつて至高の魔術師“ソーサラー・スプリーム”の称号を持っていた700歳を超えた年齢不詳のケルト人女性の魔術師。至高の魔術師を引き継ぐべき人物が現れるまで現実世界を多次元の脅威から守り続けるために、数多くの魔術師を育成してきた。
カール・モルド（Karl Mordo）
演 - キウェテル・イジョフォー
日本語吹替 - 小野大輔
登場作品 - 『ドクター・ストレンジ』
カマー・タージで修行を積む黒人系の魔術師で、エンシェント・ワンを強く信頼している忠実な弟子。カトマンズを訪れたストレンジを暴漢らから救い、カマー・タージへと招いて彼の兄弟子兼お目付け役となり、修行相手も務めたが、やがてエンシェント・ワンの秘密を知ったことで、魔術に対して失望。ストレンジたちとも袂を分かってしまう。
ウォン

ハミヤ（Hamir）
演 - トポ・ウェルネスニーロ
登場作品 - 『ドクター・ストレンジ』
カマー・タージの左前腕が欠損している老魔術師で、エンシェント・ワンからは“マスター・ハミヤ”と呼ばれる。カマー・タージを初めて訪ねたストレンジからエンシェント・ワンと間違えられた。五体不満足ながらも、エルドリッチ・ライトを容易く発動できるほど優れた魔術師である。

#### メトロポリタン総合病院
クリスティーン・パーマー（Christine Palmer）
演 - レイチェル・マクアダムス
日本語吹替 - 松下奈緒、森なな子
メトロポリタン総合病院に在籍する救急救命医。 ストレンジと一時期は恋人同士だったが、彼の傲慢さに付いていけず、以降は同僚の関係に戻っている。それでも彼とは仕事のパートナー兼友人として深く信頼し合い、ストレンジから唯一心を許せる人と認められるほど、芯が強く愛情に溢れ、茶目っ気もある女性である。また、突然の声掛けや物音にも極端に驚いてしまうなど相当怖がりな部分もある。
描写
『ドクター・ストレンジ』
本作でMCU初登場。事故後に両手を負傷したストレンジを気に掛け、甲斐甲斐しく彼の治療に付き添い続けてきたものの、両手の機能が戻らないと知って自暴自棄になったストレンジから暴言を浴びせられると、彼を見限った。その数ヶ月後に魔術師として戻ってきたストレンジと再会した際には、深手を負っていた彼を治療し、復縁したいと打ち明けられたが、魔術師として人を救う道を歩みはじめたストレンジの決意を尊重し、彼の再出発を頬へのキスで後押しして、今生の別れを決める。
 『ホワット・イフ...?』
シーズン1第4話
アース91233のクリスティーンが登場。正史の彼女のように救急救命医であるが、ストレンジとは破局しておらずに恋人同士として良好な関係を続けている。
ストレンジが学会に出席する日の夜に、ドレスアップして彼が運転する自動車に同乗し、仲睦まじく触れ合いながら目的地へ向かっていたが、夜の山道でストレンジと共に交通事故に遭い、崖から自動車が転げ落ちたことで還らぬ人となってしまった。この出来事は、アース91233における決して覆してはならない“絶対点”となった。
彼女の葬儀から2年後、ソーサラー・スプリームとなったストレンジがアガモットの目（タイム・ストーン）の力で事故の直前に戻って何度もタイムループを繰り返した際には、彼があの手この手で彼女の助命を試みても別の事故死や暗殺などに遭ってしまい、ストレンジにそれは叶わないという事実を結果的に思い知らせた。
後に“ドクター・ストレンジ・スプリーム”へと変貌したストレンジの力によって、事故死した直後の時間軸で復活したがそれも束の間、悪魔同然の姿となって目の前に現れたストレンジに驚き、彼が絶対点に干渉したことで崩壊し始めた宇宙（アース91233）に合わせる形で自身も消滅してしまった。
シーズン2第9話
アース91233のクリスティーンが物語のラストで再登場。
『ドクター・ストレンジ/マルチバース・オブ・マッドネス』
ニコデマス・ウエスト（Nicodemus West）
演 - マイケル・スタールバーグ
日本語吹替 - 志村知幸
ストレンジやクリスティーンの同僚の男性医師で、両者からは“ニック”と呼ばれることもある。医師としての目は今ひとつに見えるが、クリスティーンからは優秀と見られており、決して藪医者という訳ではない。
描写
『ドクター・ストレンジ』
本作でMCU初登場。救える患者を脳死と誤診したりしてストレンジから辛く罵られ続けたことがあったものの、両手に重症を負ったストレンジの治療を担当し、物語の後半にはカエシリウスとの戦いに敗れたエンシェント・ワンの手術をストレンジから頼まれた。その事前に行われていたストレンジとルシアン・アスターのアストラル次元における戦いの傍らでは、その際の余波で病院内の自販機から溢れ落ちた多数の菓子をくすねる姿も見せた。
『ドクター・ストレンジ/マルチバース・オブ・マッドネス』

### シャン・チーの関係者
登場作品：『シャン・チー/テン・リングスの伝説』
ケイティ・チェン（Katy Chen）
演 - オークワフィナ
日本語吹替 - ニケライ・ファラナーゼ
“フェアモントホテル”の駐車係である女性。中国語の名前はルイウェン。非常に親しみやすいほど屈託が無く飾らない性格で、駐車係の仕事にも熱心に取り組み、UCバークレーを卒業した学歴も持つが、何事も中途半端にやめてしまうため、将来の展望を持てないことに悩んでいる。カラオケを趣味とし、十八番はイーグルスの名曲『ホテル・カリフォルニア』。シャン・チーとは高校時代に、彼をからかう大柄の上級生から彼を庇って以来の付き合いで、男女の関係には発展していないものの、非常に深い仲の親友同士であり、そんな彼を助けるためであればマカオ行きを即決する決断力と行動力、隠し事の暴露に激しく混乱せず受け入れるほどの胆力や義理堅さにも溢れた人物である。
また自動車運転も大好きで、バック走行を難無くこなし、通行困難な悪路でも大事故を起こさずに自動車で走破できるほど、プロのスタントドライバー顔負けのドライブテクニックを持ち、一晩の訓練で確かな弓術の腕前を習得できるくらいに学習能力も高いなど、優れた力量を秘めている。
ある日シャン・チーと2人で、出勤途中のバスに乗っていたところ、テン・リングスの刺客らに遭遇し、車内で乱闘が繰り広げたことでバスが暴走すると、倒れた運転手に代わってハンドルを握り、（描写された限りでは）他の乗客たちや歩行者たちを死傷させることなくバスを止めることに成功。そしてシャン・チーから襲撃された理由とマカオ行きを聞いて、彼の過去は知らなくても何か隠していると以前から気付いていたため同行すると決めた。
マカオのゴールデン・ダガーズ・クラブに到着すると、シャン・チーとシュー・シャーリンの試合を観戦した後に、またもテン・リングスの襲撃に遭遇し、クラブのビル外周の足場から離脱しようとして転落しかけるが、シャーリンに救われ、姿を現したウェンウーらによってテン・リングス本部へ赴くこととなった。
本部でシャン・チーたちと交流した後に、彼らと監禁されるも、そこでトレヴァー・スラッタリーや“モーリス”と出会って脱出すると、レーザー・フィストの専用車を奪ってウェンウーが狙うター・ローへ向かい、スラッタリーたちの案内を聞きながら竹林の細い抜け道を走破して、シャン・チーたちとター・ローに到着した。
現地の村落では、矢の束の運搬を手伝い、「狙わなきゃ何も当たらないよ」と忠告を受けたことから弓術の訓練に参加した。そして清明節の日にウェンウーらがター・ローに現れると、戦袍に身を包むも、グアン・ポーから「参戦するにはまだ早いから控えていろ」と進言されたため、テン・リングスとの大乱闘には不参加だったが、魔物の群れが解放されると加勢することを認められ、弓矢で“ソウルイーター”に攻撃し、“ドウェラー・イン・ダークネス”にも矢を命中させて“グレート・プロテクター”を救う活躍を見せた。
その事後は、村の灯籠流しに参加し、シャン・チーが父から受け継いだリングの分析にも立ち会って、それが終わると同席していたウォンも交えてカラオケを楽しむ。
シュー・シャーリン（Xu Xialing）
演 - メンガー・チャン（現代）、ハーモニー・ヒー（少女時代）、エロディ・フォン（幼少期）
日本語吹替 - 内田真礼（現代）、岡田日花里（幼少期）
ウェンウーとイン・リーの娘でありシャン・チーの妹。幼少期は両親や兄と幸せな日々を過ごしていたが、リーを失って以降、彼女を思い出すという理由でウェンウーから武術の習得を禁じられて見向きもされなくなっため、物陰から密かに見様見真似の独学で自身を鍛えた。シャン・チーが「3日で戻る」と言い残した後に失踪すると、兄や父への失望から16歳の頃に家出してマカオに辿り着き、孤独だったものの、現地のストリートで裏社会について学んだ。そして現代では、ナイトクラブ“ゴールデン・ダガーズ・クラブ”のオーナーを務める。
徒手空拳をはじめとする荒々しい武術の腕前とアクロバット能力は非常に高く、特に縄鏢の扱いに長けている。中国語に加えて英語も話せるほど語学にも堪能であり、ほぼ独学のみで武術のみならず、真っ当な規模を持つクラブを経営できるくらいの商才も有するなど、総合的能力は両親や兄に勝るとも劣らない。再会したシャン・チーに約束を破って置き去りにした怒りをある程度ぶつけて以降は態度を軟化させていくほど恨みを長く根に持たず、ケイティにも何処か友好的に接するなどクールでさっぱりした心の持ち主だが、その一方で「父が私を帝国に加えてくれないなら自分で築く」の気構えと強い自立心で現在の地位を確立したことや、亡くなったリーを恋い慕う様子も多く見せるなど、父親似と言える一面もある。
現代においてクラブに来店したシャン・チーと舞台の上で再会すると、彼の弁解を聞き入れずに一方的に攻め立て、ノックアウトした。その後、兄からペンダントを狙われていると知らされると、テン・リングスの襲撃により一度は見捨てて窮地に追いやるが、転落しかけたケイティを救ったことを機に共闘。デス・ディーラーにペンダントを奪われてしまい、父とも再会すると、兄やケイティと本部に連行された。
ウェンウーからリーをター・ローから救出しようという提案を聞かされると、シャン・チーと共に母は亡くなったと反対して監禁されるも、スラッタリーたちと出会って脱出し、母の故郷の危機を知らせるためター・ローに到着。伯母のイン・ナンから、ター・ローでは老若男女問わず武術の訓練に励んでいる光景を見せられ、最大限の力を発揮するために自身も改めて縄鏢の訓練に打ち込んだ。
ウェンウーらがター・ローに現れると、兄や伯母たちと揃って立ちはだかり、テン・リングスとの大乱闘に臨んだ。魔物の群れが解放されると、レーザー・フィストらに共闘を決意させ、決戦に突入。そしてグレート・プロテクターに跨りながらドウェラー・イン・ダークネスにも挑み、一時は危機に瀕したもののシャン・チーに救われ、自ら捕縛したドウェラー・イン・ダークネスの撃破を見届けた。
その事後は村の灯籠流しに参加し、兄が父へ別れを告げると共に自分は母を偲んだ。後日は、シャン・チーたちにテン・リングスを解体すると告げたが、目的は不明だが新たな長として、組織を自分の好みに再編する。
イン・リー（Ying Li）
演 - ファラ・チャン
日本語吹替 - 木下紗華
シャン・チーとシャーリンの母親。かつてはター・ローに続く入口の守護者だったが、村に忍び込もうとしたウェンウーと出会い、力をぶつけ合うことで惹かれ合った。彼と共にター・ローでの暮らしを望んだが、村人から欲深いウェンウーを拒絶されたために、自分が村を去ることで結婚した。
太極拳と自然を操る力により、リングの能力を有していたウェンウーを返り討ちにしたほどの戦士であったが、ター・ローを去る際に自然を操る力を龍の元に置いていっていた。また、手芸も得意としていた。
自身への理想を深めることでさらなる高みに到達できるという思想を持つ穏やかな女性で山奥の屋敷で暮らしながら2人の子どもを授かり、家族に対して深い思いやりと愛情を注ぐ幸せな日々を過ごしていたが、ウェンウーに恨みを持つ“アイアン・ギャング”の襲撃を受け、子どもたちを守るために単身で立ち向かい、多くの敵と差し違えて命を落としてしまった。その最期は遺された家族に深い影を落としている。
シュー・ウェンウー（Xu Wenwu）
演 - トニー・レオン（梁朝偉）
日本語吹替 - 山路和弘
シャン・チーとシャーリンの父であり犯罪組織“テン・リングス”の長。組織名の由来となった伝説の武器“テン・リングス”を所有し、1000年の時を生き存えながら世界の覇者にならんと暗躍してきた。
イン・ナン（Ying Nan）
演 - ミシェル・ヨー
日本語吹替 - 塩田朋子
リーの姉で、シャン・チーとシャーリンの伯母。ター・ローの守護者にして、村の中心格的存在。妹同様に太極拳をはじめとする武術やグレート・プロテクターの加護による自然を操る力を行使する屈指の戦士であり、冷静沈着さと慈悲深さ、魔物の群れの侵略の阻止に対する高い使命感も有している。
初対面ながら甥と姪のことも知っており、妹の子たちであるシャン・チーとシャーリンを優しく出迎え、2人と共にやって来たケイティたちも歓迎した。ウェンウーがター・ローに侵攻しようとしていると聞かされると、シャン・チーたちに魔物の伝説とター・ローの使命を語り、「もう隠れなくていい」と説いて現地の武具を授け、太極拳の推手や自然を操る力で武術の手ほどきを行うなど、甥と姪へ導いていった。
ウェンウーらテン・リングスがター・ローに乗り込んでくると、戦士たちと総出で立ちはだかり、挑んできたデス・ディーラーを一蹴し、解放されたソウルイーターに襲われたレーザー・フィストを救う活躍を披露し、魔物の群れとの乱戦でも命を落とすことなく、シャン・チーたちの勝利を見届けた。
戦いが終わった夜に、今回の戦いで命を落とした者たちを偲ぶ灯籠流しを、自ら中心となって行う。
スー（Soo）
演 - ステファニー・スー
シャン・チーとケイティの高校時代からの友人である女性弁護士。学生時代には、シャン・チーたちと遊び呆けていたと言及されている。シャン・チーとケイティへ「能力を活かせていない」と指摘しつつ、恐れずに自分たちの才能を活かせる仕事につくよう進言した。2週間後には、シャン・チーたちの体験談をけなすも、そこに現れたウォンに驚き、カクテルを飲まれる。
ジョン（John）
演 - クナル・ダデッカー
スーのパートナーである男性。シャン・チーたちからスーの高校時代の話を聞いて楽しむが、2週間後には、シャン・チーたちの体験談やウォンの出現に絶句する。
ミセス・チェン（Mrs. Chen）
演 - ジョディ・ロン
ケイティの母親。ケイティ曰く、アジア系アメリカ人。腹が減って手伝いに行けないというルイファをたしなめる
ルイファ・チェン（Ruihua Chen）
演 - ダラス・リュー
日本語吹替 - 岩中睦樹
ケイティの弟。姉との仲は良好で、父親の店の手伝いを「自宅を訪ねてタダ飯食ってるショーン（シャン・チー）にやらせたら」と口走るなど生意気な態度も見せる。
ワイポ・チェン（Waipo Chen）
演 - ツァイ・チン
日本語吹替 - 原語流用
ケイティの祖母。亡くなった夫（ケイティの祖父）の好物だった菓子や煙草、ウィスキーを毎年の清明節の日に供えるなど、中国の風習や伝統を重んじ、家族が英語を話す中でも中国語で会話をするが、英語の聞き取りは出来ている模様。孫娘とショーンが交際していると考え、「いつ結婚するのか」とショーンに尋ねて否定される。
グアン・ポー（Guang Bo）
演 - ユン・ワー（元華）
日本語吹替 - 原語流用
ター・ローの老人。戦士たちの代表格のようで、弓術の指導も行なっている。他者に対しては常に威勢を放ちながら向き合うが、若干頭が固く、当初はター・ローに来訪したシャン・チー一行を余所者扱いし、ナンにたしなめられた。
後に老婆に連れられて修練場に来たケイティに、不本意ながらも弓術を指導し、テン・リングスが侵攻してくると、自身の10倍生きながらえているウェンウーから「若造」呼ばわりされる場面もあった。魔物の群れが解放されると、ケイティにも参戦を許し、深く息を吸いながら矢を射るよう助言した。グレート・プロテクターが窮地に陥るとケイティと援護しようとしたが、隙を突かれてソウルイーターに魂を吸引され、絶命する。

### エターナルズの関係者
登場作品：『エターナルズ』
デイン・ウィットマン（Dane Whitman）
演 - キット・ハリントン
日本語吹替 - 花輪英司
ロンドン自然史博物館で学芸員として働く人間の男性で、同僚のセルシと交際している。複雑な家系を持つと述懐し、セルシがアリシェムによって宇宙の彼方へ連れ去られた直後、彼女を助けるために、不気味な黒い大剣を取り出す。
カルーン・パテル（Karun Patel）
演 - ハーリッシュ・パテル
日本語吹替 - 杉野田ぬき
キンゴの付き人兼マネージャー。にこやかなインド人の中年男性で、絶妙な掛け合いをし合う主の正体を知っており、50年間も彼に忠義を誓っている。
映画制作に勤しむキンゴの下にセルシたちがやって来てエターナルズ再結成を依頼した際には、消極的な態度を見せた主に人類を救う使命をすべきと後押しし、自身も「スーパーヒーローであるキンゴ様をはじめとするエターナルズのドキュメンタリー映像を撮りたい」という理由で彼のチーム再結成の旅に同伴。スプライトやドルイグたちに随所で煙たがられてビデオカメラを数回壊されても、所持していた複数台の予備のカメラを回し続けた。その傍らで、エターナルズ内の議論では人間の立場からの私見を挟んだり、ギルガメッシュの火葬時には、両手を合わせながら敬意を表してサンスクリット語のマントラを暗唱する姿も見せた。
だが、イラクでキンゴが複雑な心境を抱えてセルシたちとの共闘を拒否したことに合わせて主と共にエターナルズの下から離れ、普段の生活に戻っていった。エターナルズがティアマットの出現を阻止した後日、キンゴと共にロンドンを訪れてセルシやスプライトと再会し、人間となったスプライトを引き取り去っていく。
ベン・ストス（Ben Stoss）
演 - ハーズ・スレイマン
日本語吹替 - 前田一世
ファストスと同性結婚し、シカゴの一軒家で息子のジャックと3人で暮らすアラビア系の男性。セルシとイカリスが来訪してきた際に、現在の生活を大切にしたいと考えて彼女たちへの同行を渋るファストスの使命を知り、後悔しないために行くべきだと彼に助言し、心を込めて送り出した。ティアマットの出現が阻止された後日には、サウスダコタのエイジャックの自宅を訪ねて、マッカリやドルイグたちとも交流する。
ジャック・ストス（Jack Stoss）
演 - イーサイ・ダニエル・クロス
日本語吹替 - 正垣湊都
ファストスとベンの一人息子である少年。彼とベンの存在は、人間に失望してしまったファストスにとって生きる希望となっている。ロンドンでの戦いがテレビに映っていたイカリスが来訪した際には彼を「スーパーマン」と呼び、「マントも着ていた」と勘違いする愛嬌ある男の子で、ベンたちとエイジャックの自宅を訪ねた時にはセナとも触れ合い、彼女を「アテナ」と呼ぶ。
エロス / スターフォックス（Eros / Starfox）
演 - ハリー・スタイルズ
日本語吹替 - 石川界人
さまざまな肩書きを持つ白人青年の姿のエターナル。宇宙へ旅立ったセナ、マッカリ、ドルイグが搭乗するドーモの船内に突如現れ、彼らと接触する。
ピップ・ザ・トロール（Pip the Troll）
演 - パットン・オズワルト
日本語吹替 - 西村太佑
エロスの家臣であるトロール。奇妙な音ともに出現させるポータルを通ってテレポートする超能力を持つ。主であるエロスから指摘されるほど長い前口上を述べるのが玉に瑕。
酒を飲んで酔っ払いながら、宇宙を航行するドーモの船内にテレポートで姿を現して転び、その直後に現れたエロスを彼の二つ名を矢継ぎ早に並べながら紹介する。

### ムーンナイト&スカーレット・スカラベの関係者

#### エジプトの神々とアバター
コンス（Khonshu）
演 - カリム・エル・ハキム
声 - F・マーリー・エイブラハム
日本語吹替 - 金尾哲夫
古代エジプトの月の神。かつて砂漠で瀕死状態となったマークに復活させる代わりに自身のアバターになるよう契約を交わした。事ある事にスティーヴンたちの前に現れては契約を盾に何かしら行動を強要する。
セリム（Selim）
演 - ハリド・アブダラ
日本語吹替 - 丸山壮史
登場作品 - 『ムーンナイト』第3、4、6話
古代エジプトの冥界の神オシリスのアバターである、スーツ姿の壮年男性で、現代における“エネアド”の中心的存在。難謹厳実直な第一印象だが、コンスを忌避しており、日食を起こしてエネアドのアバターたちをギザの大ピラミッドの議場に召集したコンスを厳しく非難し、オシリスが宿ると、アーサー・ハロウが目論むアメミット復活阻止の議題で行われた審問の際に、会合に招いたハロウへ暴力を振るおうとしたマーク（コンス）を抑え込み、彼らの直訴を信じずに閉会・立ち去った。その後、コンスが星座を操作すると、再び他のアバターと共に議場に訪れて彼を“ウシャブティ”に封印。招いたハロウにそれを見せ、石棚に安置した。
後日、異変が起きたことを察してアメミットのウシャブティを持ち出したハロウと議場で対峙するが、彼の杖の力の前に敗れて倒れた。しかしレイラに介抱され、複数のアバターの力でアメミットを人間の体内に封印しなければならないと彼女に伝えて生き絶える。
ヤツィル（Yatzil）
演 - ダイアナ・ベルムデス
日本語吹替 - 豊嶋真千子
登場作品 - 『ムーンナイト』第3、4、6話
古代エジプトの音楽と愛の女神ハトホルのアバター。セリムや他の神々たちとは異なり、コンスに心を許している穏やかな女性で、コンスが日食を起こして自分たちエネアドのアバターを呼び出すと、マークに「派手な召集ね」と声をかけ、アメミット復活阻止の審問には、ハトホルの意識が宿って参加した。審問後、自分たちの訴えを却下されて困り果てるマークに声をかけ、センフーの石棺を見つければアメミットの墓の在処を探し当てられると助言した。
しかしその後、なんの躊躇いもなくセリム（オシリス）たちと共にコンスの封印を実行しており、アメミットのウシャブティを持ち出したハロウとも対峙したが、後者の際に彼の杖の力の前に敗れて息絶える。
タウエレト（Taweret）
演 - アントニア・サリブ
日本語吹替 - 潘めぐみ
登場作品 - 『ムーンナイト』第4〜6話
女性と子供を司る古代エジプトの女神。カバの獣頭、スカラベのレリーフを胸に備えた装身具とドレスを着用した大柄な人型が特徴で、冥界“ドゥアト”を管理し、葦の楽園“アアル”へと向かおうとする魂の本質を査定しつつ、自らの船で導く案内役を担っている。そんな外見や役割とは裏腹に陽気な口調で話し、自分を目の当たりにして絶叫する初対面のマークとスティーヴンに合わせて自らも悲鳴を上げ、それから魂を迎える演説を始めるなど、ほかの神とは異なり、品格があまり感じられないほど人間に対してフレンドリーで楽観的な気質を持つ。その反面、レイラに話したように自分のアバターに相応しい人間を欲している素振りも見せている。
ドゥアトに彷徨い込んだマークとスティーヴンを迎えると、ドゥアトの性質やアアルで永遠に暮らす条件を伝え、2人の心臓をとり、真実の羽根と共に“正義の天秤”にかけて、2人の心臓が不完全であると言い出し、彼らの一生の記憶が眠っている船で真実を見せ合って天秤の均衡を保つようにマークたちに助言した。
アメミットのウシャブティを持ち出したハロウの裁定を受けた魂がドゥアトに溢れはじめると、マークたちの頼みで現世のレイラにコンスを解放するようメッセージを送り、ついでに自身のアバターになるよう持ちかけるが断られた。そして急いで天秤の均衡を保つよう改めて2人に指示するが、スティーヴンが砂漠に落ちてマークだけがアアルに辿り着くと、「あなたが求め続けた場所」と語りかけた。しかしマークが自分の静止を振り切りドゥアトへ戻り、スティーヴンと“オシリスの門”に向かおうとしていたところに2人へチャンスを与えるべく、押し寄せる砂嵐に自らの船で突撃して彼らを救い、ドゥアトからの脱出をサポートした。
そして、レイラが一時的なアバターになることを決めて自身に呼びかけてくると、思わずセリムの遺体を通して彼女の名を叫ぶほど歓喜し、アメミット封印のためにレイラへ自身の力とスカーレット・スカラベのコスチュームを与えて後事を託す。

#### ナショナル・ギャラリー
ドナ・クラフト（Donna Kraft）
演 - ルーシー・サッカレー
日本語吹替 - 小林美奈
登場作品 - 『ムーンナイト』第1、2話
ナショナル・ギャラリーのギフトショップのスタッフマネージャーで、スティーヴンの上司。うだつの上がらないスティーヴンに愛想を尽かしており、彼を「スティーヴィー」と呼んだり、注意するだけでなく日常的につべこべ茶化している。
ディラン（Dylan）
演 - サフラン・ホッキング
登場作品 - 『ムーンナイト』第1話
ナショナル・ギャラリーのツアーガイドでスティーヴンの同僚の一人である女性。スティーヴンとステーキを食べるデートの予定を取り付けていたらしく、彼はそれを覚えていなかったことから改めて約束し合ったが、デート当日にスティーヴンが現れず、その2日後に電話をかけてきた彼に倦厭する。
J.B.
演 - アレクサンダー・コブ
日本語吹替 - 河本邦弘
登場作品 - 『ムーンナイト』第1、2話
ナショナル・ギャラリーの警備員で、スティーヴンの同僚。スティーヴンを「スコッティ」と呼ぶだけでなく、勤務中にも趣味であるラッコの動画を視聴するいい加減な男性で、スティーヴンがジャッカルに襲われた翌日には、彼の頼みで共に監視カメラが録画した館内の映像をチェックする。
バートランド・クロウリー（Bertrand Crawley）
演 - ショーン・スコット
登場作品 - 『ムーンナイト』第1、2話
ロンドン市内の広場で全身金粉の彫像に扮してチップを稼いでいるストリートパフォーマー。スティーヴンは彼に不定期で、職場での出来事や不満を打ち明けて気を晴らしている。

#### レイラの関係者
レガロ（Lagaro）
演 - バーバラ・ローゼンブラット
登場作品 - 『ムーンナイト』第3話
レイラの友人である、闇市のパスポート偽造者兼骨董品ディーラーの壮年女性。レイラの父親のアブドゥラとも繋がりを持ち、彼を「甘い父親」、考古学を「妄想癖を持った本の虫の悪趣味」と酷評する一面もあるが、ハロウを追うためにエジプトへ入国しようとするレイラに「お節介」と称して忠告しつつ、新しく作った偽造パスポートを託す。
アブドゥラ・エル=フーリー（Abdallah El-Faouly）演 - ウサマ・ソリマン
登場作品 - 『ムーンナイト』第5話
「指折りのエジプト人考古学者」と言われたレイラの実父。「命を懸けるほど発掘に熱心」だったらしく、レイラを発掘現場に同伴させて仕事を手伝わせていただけでなく、彼女が拵えたスカラベの柄入りの赤紫色のスカーフを愛用していたほど、娘を愛する父親としての顔も見せていたようだが、自身の発掘隊と共にエジプトの寺院で盗掘作業にあたるラウル・ブッシュマンの一団を目撃して彼らに見つかり、射殺された。後に、彼の魂もアアルへ案内したと、タウエレトはレイラに伝えている。

#### スペクター家
登場作品 - 『ムーンナイト』第5話
ウェンディ・スペクター（Wendy Spector）
演 - フェルナンダ・アンドラーデ
日本語吹替 - 佐古真弓
マークの母。ランドールの生前は優しい母親で、探検ごっこに出かけるマークにランドールを頼むよう呼びかけたが、ランドールが命を落とすとマークに責任を押し付け、彼が弟への嫉妬から意図的事故死に追いやったと思い込んで憎むほど精神を病んでしまい、それ以降マークを暴言や折檻などで虐待し続ける毒親へと豹変。このことから、マークは解離性同一性障害を患ってしまった。
そして現代において、改善しなかった精神病が悪化し続けた挙句、家出したマークと再会することなく病死していた。それを知ったマークの人格が破綻して身体の内側へ退き、同時に表に出たスティーヴンは虐待されていたことを忘れていたため、母との毎日の電話を日課とする妄想にふけるようになった。
イライアス・スペクター（Elias Spector）
演 - レイ・ルーカス
日本語吹替 - 山岸治雄
マークとランドールの父。ランドールの死後もマークの誕生日を彼と2人で祝う穏やかな父親だったが、精神病を抱えてマークに虐待を繰り返すウェンディに腰を据えて対処しなかったようで、ティーンになった彼に失望・家出される結果となり、ウェンディのシヴァでも自宅の外まで来ていたマークに参加するようにジェスチャーしたものの、そのまま去られてしまった。
ランドール・スペクター（Randall Spector）
演 - クラウディオ・ファビアン・コントレラス
日本語吹替 - 藤原夏海
“ロロ（RoRo）”の渾名を持つマークの弟。幼少期のマークとは、『トゥーム・バスター』のごっこ遊びをするほど仲が良かったが、兄と洞窟探検に赴いたある日、大雨が降ったことで帰ろうと呼びかけてもマークが洞窟に入ってしまったことで渋々付いて行ったものの、これが原因で水かさが増した洞窟の水害に巻き込まれて命を落とす。

### ガーディアンズ・オブ・ギャラクシーの関係者
ヨンドゥ・ウドンタ（Yondu Udonta）
演 - マイケル・ルーカー
日本語吹替 - 立木文彦
ラヴェジャーズの一部隊のリーダーである“ケンタウリ人”の壮年男性。過去に幼かったクイルを拉致して育てた人物でもあり、事情を知らない彼からは恨みを抱かれているものの、義理の親子のような間柄である。
メレディス・クイル（Meredith Quill）
演 - ローラ・ハドック
日本語吹替 - 宮島依里
ピーター・クイルの母親の地球人で故人。クイルを“スター・ロード”と初めて呼んだのは彼女である。自分と結ばれたエゴに心酔し、息子のクイルに対しても「汚れのない光のような、天使のようなパパによく似ている」と声をかけるなど深く愛していた。音楽好きで、クイルもその影響を受けている。だが1988年、エゴによって脳腫瘍に侵され、余命幾ばくも無い状態となり、病院で自身の死期を悟り、クイルにプレゼントボックスを授け、彼に手を握ってほしいと望むが、彼女の様子に気が動転してしまったクイルに応えて貰えずに息を引き取った。その最期は、クイルにとって大きなトラウマとなった。
描写
『ガーディアンズ・オブ・ギャラクシー』
本作では冒頭で、自身の最期が描写される。また、クイルがロナンとの決戦でパワー・ストーンを握った際には、左手を差し出したガモーラに一瞬だけ彼女の面影を見ている。
『ガーディアンズ・オブ・ギャラクシー：リミックス』
本作では冒頭で、エゴと仲睦まじく触れ合っていた頃の出来事が描写される。また、クイルが天界人の力に覚醒する際の回想にも僅かに登場する。
ジェイソン・クイル（Jason Quill）
演 - グレッグ・ヘンリー
日本語吹替 - 佐々木勝彦
クイルの祖父で、メレディスの父親。
描写
『ガーディアンズ・オブ・ギャラクシー』
1988年に、メレディスの衰弱化で激しく動揺していた孫のクイルに付き添い支えていたが、メレディスが心肺停止したところで一旦彼を病室から退室させた。その直後にクイルは、ラヴェジャーズに拉致される。
『ガーディアンズ・オブ・ギャラクシー：リミックス』
現代でもミズーリ州で元気に存命しており、ミズーリ州に植えられたエゴの一部が膨れ上がる際には、自動車で避難する。
エゴ

### キャプテン・マーベルの関係者
登場作品 - 『キャプテン・マーベル』
マリア・ランボー（Maria Rambeau）
演 - ラシャーナ・リンチ
日本語吹替 - 花藤蓮
キャロルとアメリカ空軍に同期入隊したパイロット仲間である古くからの親友。当時のコールサインは“フォトン”。以前は娘のモニカと共に母娘揃って、キャロルと自宅で仲睦まじい家族同然に同居していた。
物語において殆ど記録が抹消されたキャロルと、死亡したローソンについて知る数少ない人物であり、ローソンの死とキャロルの失踪後の現在は軍を引退し主婦業に専念している。
現実主義的ながらもさばさばした性格で、記憶を失ってしまったキャロルとの友情は彼女の事故から6年が経過してもなお持ち続けており、自分自身の存在に葛藤するキャロルに激励の言葉で勇気づけ、親友として再会を喜びあった。
その後モニカを一人置いていけないことからキャロル達に同行するつもりはなかったが、そのモニカに後押しされて改造されたクワドジェットに副操縦士として乗り込む決意をする。マー・ベルのラボではアキューザーズとの銃撃戦を、その後地球ではポッドを操縦するミン・エルヴァとドッグファイトを繰り広げ、現役を引退してもパイロットとしての高い腕前は衰えていないことを証明するかのように敵機を見事に撃墜した。
事後は、地球を離れる直前のキャロルやタロスの一家を自宅に招き、モニカやフューリーも交えて食事会を開いた後、キャロルと別れを惜しみつつ、彼女を見送る。
その後S.W.O.R.D.の創設メンバーとなり、成長したモニカと共に働いていたが、癌を患って入院。摘出手術は成功したものの、直後にモニカがデシメーションで消滅し、その2年後に癌が再発、モニカが戻ってくる3年前に逝去してしまっていたことが『ワンダヴィジョン』で言及された。
モニカ・ランボー

ノーレックス（Norex）
演 - マシュー・マー
日本語吹替 - 後藤敦
1995年時のスクラルの科学担当。
スティーブ・ダンヴァース（Steve Danvers）
演 - コリン・フォード
日本語吹替 - 平井貴大
キャロルの兄。描写は少ないが、キャロルの回想で彼女と夜空を見上げていた。
ジョセフ・ダンヴァース（Joseph Danvers）
演 - ケネス・ミッチェル
日本語吹替 - 黒澤剛史
キャロルの父。ゴーカートをクラッシュさせた幼少期のキャロルを、頭ごなしに叱り付けるほど、キャロルとの仲は悪かった様子であった。
グース（Goose）
演 - 猫（レジー、アーチー、リゾ、ゴンゾ）
かつてはマー・ベルがペガサス計画の実験施設で飼っていたらしき、ヴァースとフューリーに出会い、2人についてきた猫。出会って間もないフューリーから溺愛されるようになり、ランボー家へ連れて行ったり、果ては宇宙への旅にも同行させている。
その正体はフラーケンという名のスクラル、クリー双方も知る地球外の危険生物である。
名前はトム・クルーズ主演の映画『トップガン』から。
ウェンディ・ローソン［マー・ベル］（Wendy Lawson［Mar-Vell］）
演 - アネット・ベニング
日本語吹替 - 榊原良子
かつて“クリー/スクラル戦争”で“スクラル人”を迫害してきたことを恥じて“クリー帝国”を脱走し、地球で“ペガサス計画”に参加したクリー人科学者。現在においては故人である。

## ヴィラン

### 地球のヴィラン

#### A.I.M.
登場作品 - 『アイアンマン3』
アルドリッチ・キリアン（Aldrich Killian）
演 - ガイ・ピアース
日本語吹替 - 小原雅人
A.I.M.の創設者にして社長。若くして科学のエキスパートとなった天才で、1999年の大晦日に、ベルンの技術会議の会場でトニーのファンとして彼に声を掛けるが、結局取り付けた待ち合わせの約束を破られて1時間以上も待ちぼうけを食らい、投身自殺まで考えかけた過去がある。その後トニーへの復讐心と世の中への憎悪が芽生え、エクストリミスの効果で強化人間“エクストリミス・ソルジャー”となり、A.I.M.を拡大しつつエクストリミスの研究開発と人体実験を行っていた。そして、西側諸国最高権力者とテロリストを手中に収め、反テロ戦争を引き起こして世界市場を得ることを最終目的として暗躍する。
マヤ・ハンセン（Maya Hansen）
演 - レベッカ・ホール
日本語吹替 - 東條加那子
エクストリミスを発明した植物学者兼DNA解析者。現在では、A.I.M.にエクストリミスを提供したことで、キリアンに従ってしまっている。
エレン・ブラント（Ellen Brandt）
演 - ステファニー・ショスタク
日本語吹替 - 山崎美貴
エクストリミス・ソルジャー。元は左前腕を欠損した身体障害者だったが、A.I.M.の実験で投与されたエクストリミスに適合し、キリアンの手先となった。デイヴィス夫人を始末する目的でローズヒルに現れ、トニーと激闘を繰り広げる。
エリック・サヴィン（Eric Savin）
演 - ジェームズ・バッジ・デール
日本語吹替 - 桐本琢也
キリアンの腹心を務めるエクストリミス・ソルジャー。
キリアンの腹心として、彼のボディガードから、エクストリミスの被験者への接触、トニーとの戦闘までさまざまな活動にあたる。
トレヴァー・スラッタリー / マンダリン

#### シーゲート刑務所
登場作品 - 『王は俺だ』
トレヴァー・スラッタリー（Trevor Slattery）
演 - ベン・キングズレー
日本語吹替 - 麦人
マンダリンを名乗ってキリアンに加担した罪でシーゲート刑務所に収監された元舞台俳優。後に、テン・リングスに拉致される。
ハーマン（Herman）
演 - レスター・スペイト
スラッタリーのファンの代表格で、彼から“執事”と呼ばれる大柄の黒人囚人。食堂での配膳だけでなく、スラッタリーを敵意ある囚人から庇おうとしたり、ノリスのインタビュー時にも付き従うなど、スラッタリーに献身的で、その忠誠心から銃弾を1発喰らいながらも、本性を表したノリスに立ち向かったが反撃され、所持していたペンで首を刺されて絶命する。
ホワイト・パワー・デイブ（White Power Dave）
演 - マット・ジェラルド
スラッタリーを見下している囚人。自身が着ている囚人服に食事をぶつけてしまったスラッタリーに、「世界中が見たがっているお前の死体が欲しい」と威圧するが、それに反するハーマンらが立ちはだかろうとしたため、「お前はマンダリンでも犯罪者でもない」と捨て台詞を残してその場を退く。
フレッチャー・ヘッグス（Fletcher Heggs）
演 - アレン・マルドナード
スラッタリーのファンの一人である囚人。親しい囚人たちと揃ってスラッタリーにマンダリンの演技をリクエストし、応じられると彼に歓喜・感謝する。
ジャスティン・ハマー（Justin Hammer）
演 - サム・ロックウェル
日本語吹替 -  森川智之、飛田展男
ハマー・インダストリーズの元CEOだった囚人。かつて自社の業務は上手く進んでいなかったにもかかわらず、トニーをライバル視していた。モナコでトニーを襲撃した末に身柄を拘束されたヴァンコに興味を惹かれ、彼を脱走させて面会し、自社の利益向上とトニー打倒のために手を結んだものの、ヴァンコに掌を返された挙句に逮捕され、シーゲート刑務所に収監された。

#### ゼロッツ
登場作品 - 『ドクター・ストレンジ』
カエシリウス（Kaecilius）
演 - マッツ・ミケルセン
日本語吹替 - 井上和彦
ゼロッツを率いる魔術師。最愛の家族を亡くして以来、永遠の命を求めるようになり、エンシェント・ワンに弟子入りしてマスターとなったものの、ドルマムゥが持つと言われる、死を克服し時間を超越した力と永遠の命に魅入られた。だが、闇の魔術を禁じている師に幻滅し、亡くなった妻や子どもを蘇えらせることはできないと悟ったことを機に数人の魔術師と共に離反。彼らを自分の弟子として従え、「暗黒次元こそ人間を真の幸福に導くための目指すべき目標」という思想を掲げて、この世界を暗黒次元へと引きずり込もうと暗躍する。弟子たちとは異なり、山吹色と茶色のツートンカラーの道着を着用している。
落ち着いた物腰の壮年男性だが、エンシェント・ワンやモルド曰く、「ストレンジとよく似ている」と言われるほど傲慢で頑固らしく、邪魔者の抹殺として相手の頭部の切断や弟子を捨て駒にする行為を躊躇いなくとるなど、極めて残酷な本性も秘めている。
物語の冒頭では、2本の鎌を武器とし、通常の魔術を駆使していたが、エンシェント・ワンの追撃を振り切り、カリオストロの儀式を行って暗黒次元にアクセスし、ドルマムゥから強大な魔力と数百年の時を生き続けることができる不老の力を会得。闇の魔術を使いこなし、現実世界とミラー次元の空間や物質を自在に操ることができるようになった。その力を用いて弟子たちと共に各サンクタム・サンクトラムを襲撃し、ストレンジたちとも交戦して、エンシェント・ワンの打倒に成功。香港に暗黒次元を出現させたが、最終的にドルマムゥによって暗黒次元へと吸い込まれる末路を辿る。
ルシアン・アスター / ストロング・ゼロッツ（Lucian Aster / Strong Zealot）
演 - スコット・アドキンス
日本語吹替 - 祐仙勇
ゼロッツの一員である男性の魔術師で、カエシリウスの弟子たちの中心的存在。弟子たちの中でも最も強力な魔力と身体能力を有し、足技を中心としたアクロバティックな格闘技を用いて戦う。
エンシェント・ワンには他の弟子たちと同様に苦戦を強いられたものの、ニューヨークのサンクタム・サンクトラムでは、まだ戦闘慣れしていないストレンジを苦しめた。だが、アストラル次元での一騎打ちにおいて、クリスティーンがストレンジの身体に施し彼のアストラル体から放たれた電気ショックの衝撃を受けて自らのアストラル体が消滅し、絶命する。
ブルネット・ゼロッツ（Brunette Zealot）
演 - ザラ・フィシアン
ゼロッツの一員である、黒髪の女性魔術師。冒頭のミラー次元から香港まで、倒されることや戦線離脱することは一度も無かったが、最終的にドルマムゥによって暗黒次元へ吸い込まれる。
トール・ゼロッツ（Tall Zealot）
演 - アラー・サフィ
ゼロッツの一員である男性の魔術師。物語後半のミラー次元での戦いで、カエシリウスに無惨にも捨て駒にされて、死亡する。
ブロンド・ゼロッツ（Blonde Zealot）
演 -カトリーナ・ダーデン
ゼロッツの一員である、ブロンドヘアーの女性魔術師。ニューヨークのサンクタム・サンクトラムの戦いで、ストレンジによってゲートウェイから砂漠に一時放逐されたが、その後香港では何事も無かったかのように、カエシリウスらと共闘してストレンジたちに挑んだ。しかし、最終的にドルマムゥによって暗黒次元へ吸い込まれる。

#### バルチャーの一味・取引相手
エイドリアン・トゥームス / バルチャー（Adrian Toomes / Vulture）
演 - マイケル・キートン
日本語吹替 - 大川透
ウィング・スーツを身に纏った怪人・バルチャーとして暗躍する壮年男性。元々は残骸処理会社の経営者で、ニューヨーク決戦の後始末を任されたにもかかわらず、ダメージ・コントロール局の介入により失業してしまい、自分の家族や部下を食わせるためにと、政府に未提出だったチタウリの残骸などを再利用して利益を得ることを思い付き、それ以降は部下たちと共に自身の装着するウィング・スーツやハイテク武器を作り、犯罪者への密売を生業とするようになった。
ヒーローたちや捜査機関に見つからないよう長年暗躍を続け、事業を軌道に乗せていたが、ピーター/スパイダーマンと対峙することになる。
ハーマン・シュルツ / ショッカー［2代目］（Herman Schultz / Shocker［2nd］）
演 - ボキーム・ウッドバイン
日本語吹替 - 諏訪部順一
トゥームスの部下で、開発された武器の売り渡しを担当する。粛清されたブライスに代わって“ショッカー・ガントレット”を引き継ぎショッカー（二代目）になる。
フィニアス・メイソン / ティンカラー（Phineas Mason / Tinkerer）
演 - マイケル・チャーナス
日本語吹替 - 山本満太
トゥームスの部下で、その巧みな腕を振るい、回収されたチタウリやウルトロンの残骸を再利用して、さまざまなハイテク武器の開発と、残骸回収における現地情報のナビゲーションを担当している。
ジャクソン・ブライス / ショッカー［初代］（Jackson Brice / Shocker［1st］）
演 - ローガン・マーシャル＝グリーン
日本語吹替 - 浪川大輔
トゥームスの部下で、シュルツと共に開発された武器の売り渡しを担当し、最初にショッカー・ガントレットを使用していた男。
マック・ガーガン（Mac Gargan）
演 - マイケル・マンド
日本語吹替 - 青山穣
トゥームスの取引相手である、多数の犯罪歴を持つ殺人鬼。シュルツとフェリーで武器の取引をする。エンドクレジットでトゥームスに対してスパイダーマンへの報復を示唆する旨を話す。

#### クロウの一味
ユリシーズ・クロウ（Ulysses Klaue）
演 - アンディ・サーキス
日本語吹替 - 広田みのる
南アフリカのブラックマーケットを仕切り、ワカンダの評議会から大罪人として認知されている武器商人。ヴィブラニウムの密売に執着している。
エリック・“キルモンガー”・スティーヴンス［ウンジャダカ］（Erik "Killmonger" Stevens［N'Jadaka］）
演 - マイケル・B・ジョーダン
日本語吹替 - 津田健次郎
元アメリカの秘密工作員にして、アフリカ系アメリカ人の傭兵。
その正体はティ・チャカの弟のウンジョブがアメリカ人女性との間に儲けた一人息子のウンジャダカで、父を殺害し、自分をオークランドに置き去りにした伯父一家への復讐と、父の悲願である黒人の社会的立場向上のため、ワカンダの王位を狙って、同国のテクノロジーによる世界征服を企む。
リムバニ（Limbani）
演 - デヴィッド・S・リー
登場作品 - 『ブラックパンサー』
クロウやウンジャダカの仲間のテロリストの男性。グレートブリテン博物館ではクロウと共に救急隊員に変装し、韓国のCIAの施設ではクロウを救出するが、結局、ウンジャダカに射殺される。
リンダ（Linda）
演 - ナビャー・ビー
登場作品 - 『ブラックパンサー』
リムバニと同様、クロウやウンジャダカの仲間のテロリストの女性で、ウンジャダカとは懇意の関係であり、彼のためなら命を投げ出せる覚悟を持つ。博物館ではパン屋に変装して館内の監視カメラの映像を差し替え、クロウらのヴィブラニウム奪取を補助し、韓国のCIAの施設でもクロウを救出するが、ウンジャダカがリムバニを射殺した直後に、クロウに盾代わりにされてしまった。しかしウンジャダカに自らを撃たせて死亡する。

#### バーチの一味
登場作品 - 『アントマン&ワスプ』
ソニー・バーチ（Sonny Burch）
演 - ウォルトン・ゴギンズ
日本語吹替 - 関智一
表向きはレストランなどの多角経営者、裏ではブラックマーケットを取り仕切って暗躍する武器ディーラーである男。ナノテクやAI、仮想通貨などはもう古く、量子テクノロジーこそ次世代のフィールドであると豪語し、ピム父娘が研究開発していた量子トンネルに興味を持って、金儲けのための兵器として売り捌くべく、モバイル研究所とその成果を狙う。
目敏い男ではあるが、所有するレストランのシャンデリアを傷付けられた時や、激しい争奪戦の中でモバイル研究所を手に入れようと血眼になった際に声を荒げるなど、激情に駆られやすい人物でもある。
ホープと量子スタビライザーの取引をするが、ピム父娘が持つテクノロジーに関心を示す買い手がいると主張し、彼女たちと取引だけでなく、手を組むよう交渉するも、決裂するとホープに部下たちを一蹴され、スタビライザーを強引に取られてしまった。
その後、ルイスたちの元に現れ、苦労しながらもスコットたちの居場所を聞き出し、エイヴァに一時的に足止めされると、通報することでFBIを利用し、ピム父娘を追い詰めた。
だが、FBIの内通者が研究所の押収に失敗するや、一味総出で研究所奪取に乗り出し、スコットたちやエイヴァと激しいカーチェイスを展開し、研究所を一度奪うと遊覧船に乗って逃亡を図るも、ジャイアントマン化したスコットに研究所を奪還された。それでも研究所を手にしようとルイスに迫るが、 ウーズマンらが撃たれた隙を突かれてルイスに殴り倒され、拘束されると自白剤を投与されて、駆け付けた警官たちに自らの裏稼業を白状し、逮捕される。
ウーズマン（Uzman）
演 - ディヴィアン・ラドワ
日本語吹替 - 山本高広
バーチから「友人」と呼ばれる彼の手下で、SIS出身。テンションが低く喜怒哀楽もないが、特殊な薬物（自白剤）で自白を引き出すプロである。
レストラン“ウィ”の戦いでは、バーチの指示でスタビライザーを持って逃げようとするも、ホープに拡大された調味料のビンにぶつかって倒れた。ルイスたちの下に現れた際には、自分の薬物を自白剤だと指摘した彼に「テレビの見過ぎ」と非難しながら自白剤を投与した。
クライマックスではカーチェイスに参戦した末に、駆けつけたデイヴにテイザー銃を撃たれて倒れ、バーチらと同様に自白剤を投与されて逮捕される。
アニトロブ（Anitolov）
演 - ゴラン・コスティッチ
日本語吹替 - ボルケーノ太田
バーチの手下の一人で、オールバックの髪型が特徴。首に下げたネックレスをよく口に咥えることが多い。ウィでの戦いでは、バーチの指示で代金を持ち去ろうとするも、ホープに一蹴されてしまった。ルイスたちの下に現れた際には、ウーズマンの薬物を「自白剤じゃない！」と訴えていた。
クライマックスでカーチェイスの末にウーズマンと2人でルイスに銃を向けたが、駆けつけたカートにテイザー銃を撃たれて倒れ、バーチらと同様に自白剤を投与されて逮捕される。
ノックス（Knox）
演 - ロブ・アーチャー
バーチの手下の一人で、筋骨隆々の両腕にタトゥーを入れた大男。ウィでの戦いでは、ホープに一蹴され、反撃を試みて店内のシャンデリアを銃撃で壊してしまった。クライマックスではカーチェイスに参戦するも、クラッシュした前方車両に乗車している車両が衝突・反転し、ロンバード・ストリートに墜落する。

#### ミステリオの一味
ミステリオの一味のメンバーは、ピーターやフューリー（擬態）のチームにはその存在を認知されておらず、ベックの死後にデイリー・ビューグルへ偽造映像を投稿した。
クエンティン・ベック / ミステリオ（Quentin Beck / Mysterio）
演 - ジェイク・ジレンホール
日本語吹替 - 高橋広樹
マルチバース“アース833”の出身者で、エレメンタルズと戦っていたヒーロー。アベンジャーズたちとサノスの群勢の最終決戦の影響でピーターらの住む“アース616”にやってきたと語る男。
だがその正体はスターク社を解雇された、ホログラム技術を専門とする元社員で、“B.A.R.F.”の原型の開発者。このシステムを軍用に使おうとしていたが、トニーがセラピー用に改変してしまったと主張。それによりクビにされたと逆恨みし、E.D.I.T.H.をピーターから奪うためにトニーに反感を抱える者たちを集め、アイアンマンに代わるニューヒーローとして世界に君臨しようする。
ウィリアム・ギンター・リヴァ（William Ginter Riva）
演 - ピーター・ビリングスリー
日本語吹替 - 上別府仁資
エンジニアの壮年男性。優れた技能を持つが、自ら開発したコンバット・ドローンとホログラムの試験中にスマートフォン操作に夢中になってベックの呼びかけに気付かない間抜けな一面もある。
描写
『アイアンマン』
MCU初登場の本作では、オバディアの部下としてスターク社で勤務している。オバディアの指示でアイアンモンガーを開発していたが、動力炉となる小型アーク・リアクターを再現できないので完成しないと告げてオバディアを激昂させてしまい、叱責されると「私はトニー・スタークじゃない」と泣き言を吐いた。
『スパイダーマン ファー・フロム・ホーム』
本作ではスターク社から離れており、ミステリオの一味として、ドローンをベックと共に運用し、彼をサポートする。
ロンドンでは、現地でバンの車内からベックと連携しながら多数のドローンを操作し、それと並行してこの地で発生したピーター/スパイダーマンとベックの戦いを映像に収める。
グーテス・グートマン（Gutes Guterman）
演 - ニコラス・グリーヴス
日本語吹替 - 藤井啓輔
登場作品 - 『スパイダーマン:ファー・フロム・ホーム』
「別次元の地球からエレメンタルズを追ってやって来たミステリオ」などの設定や脚本を担当するシナリオライター的存在の男性。ベックの仲間の一人であるものの、道徳心はある程度有しているようで、ベックがドローンの攻撃の破壊力を引き上げることに「大勢の犠牲者が出るぞ」と指摘する様子も見せた。
ロンドンでは、ベックの指示でMJたちを“殺傷圏”と定めたタワーブリッジへ向かわせるために、バス運転手に扮してミッドタウン高校一行をバスに乗せて現地まで誘導。ブリッジ一帯に合体エレメンタルズが投影されてバスが立ち往生すると、MJたちを残したままバスを乗り捨てた。また、合体エレメンタルズについてフューリーに説明したいと言うベックへ、新たに用意した設定を伝える。
ヴィクトリア・スノー（Victoria Snow）
演 - クレア・ダン
日本語吹替 - きそひろこ
登場作品 - 『スパイダーマン:ファー・フロム・ホーム』
EMPを専門とする女性。ベックの外界での活動時には、フューリー（擬態）のチームが操作する探知機に、自身が操作するEMPジェネレーターで発生させたエネルギーをキャッチさせて、フューリー（擬態）たちにエレメンタルズの存在を信じさせた。ドローンとホログラムの試験時には、ベックから言いがかりをつけられて、ドローンの武器を向けられながらウィリアムやグートマンと共に威嚇されている。
ジャニス・リンカーン（Janice Lincoln）
演 - クレア・ラッシュブルック
日本語吹替 - 渡辺ゆかり
登場作品 - 『スパイダーマン:ファー・フロム・ホーム』
衣装制作者の女性。E.D.I.T.H.を発見し、ピーターの手に渡ったことを突き止めた人物でもある。
ロンドンでの作戦中には、ミステリオ・スーツのマントのシワを伸ばしていた。

#### フラッグ・スマッシャーズ
登場作品 - 『ファルコン&ウィンター・ソルジャー』

#### トラックスーツ・マフィアとその関係者
マヤ・ロペス

ウィリアム・ロペス

カジミエシュ・"カジ"・カジミエルチャク（Kazimierz "Kazi" Kazimierczak）
演 - フラ・フリー、フェニックス・クレピン（幼少期）
日本語吹替 - 露崎亘
登場作品 -『ホークアイ』
マヤの副官であり、顎と両肩に彫った髑髏のタトゥーや茶色のコートが特徴の青年。マヤとは幼少期である2007年時から空手道場の同門で、彼女の手話と他者との会話の通訳を担当するほど長年の信頼関係にある。一味では、ウィリアムの補佐役を4年間務めていた実績を持つと共に、フィスクの密偵役でもあり、彼の指示でザ・ブリップの頃にローニン（クリント）へウィリアムたちの暗殺を依頼していた。また、反射神経にも確かなものがあり、これらを鼻にかけて子分らを「手話が分からないバカども」と見下し、助言したマヤに一喝されてしまうこともある位に出過ぎた態度をとっているが、その反面彼女に「自分は二つの世界を行き来できない」と劣等感を抱いており、実戦において経験が浅いケイトにもあしらわれてしまう場面もあるほか、マフィアの黒幕であるフィスクに怯えつつ、彼の傍らで冷汗をかきながら硬直するなど、当人も子分らと大差ない小悪党である。
2024年のクリスマス6日前に、闇オークション会場に子分らを引き連れて乗り込み、腕時計を探し当て、居合わせたケイトと互角に渡り合うが、取り逃す結果となった。しかしこれ以降は、アジトに捕らえたクリントとケイトの離脱を許し、実戦でも遅れをとることも目立ち始める。
クリスマス3日前に、クリントからマヤへローニンを追うことをやめるよう説得しろと忠告されると仕方なくこれに従い、クリントがローニンとして奇襲してきた際には真っ先にあしらわれ、挙げ句の果てには、マヤからウィリアムの死に関して懐疑心を抱かれてしまった。
そしてクリスマス・イヴの日、フィスクからエレノア抹殺を指示され、スナイパーとしてコムキャスト・ビルのパーティーに出席したエレノアを狙うが、ケイトに連れられて失敗。代わりに見つけたクリントを狙撃し、コムキャスト・ビル内を混乱させ、大口を叩いてクリントに接近戦を挑むも、結局敵わず敗北。それでも後にクリントにリベンジしようとするも、駆け付けたマヤに挑まれてしまう。裏社会から出て、一緒に新たな生活を始めるように説得されるが、自分は二つの世界を同時に歩めないと拒絶し、クリントの矢を持って彼女に襲い掛かった。だが揉み合いの中で矢が自分の腹に刺さってしまい、戦闘不能になって痙攣しながらも、マヤに「行け」と言い残して倒れる。
アイヴァン・ヴァイオニス（Ivan Banionis）
演 - アレクス・ポーノヴィッチ
日本語吹替 - 渡部俊樹
登場作品 -『ホークアイ』第1〜3、5、6話
トラックスーツ・マフィアの幹部である、首筋の両側に彫ったクマのタトゥーと、身に纏った黒いジャージが特徴の中年の巨漢。英語だけでなくロシア語も話せる。お喋りなケイトに咽喉を掻っ切ろうかと真顔で脅す一方で、その直前には菓子を齧りながらポニーの電動遊具に拘束したクリントとケイトを見て面白がるなど、体躯と肩書きにそぐわない振る舞いも見せる。闇オークションを襲撃した際、ローニンのスーツに身を包んだケイトからの思わぬ反撃を受け、カジに逃げるように叫んだ。その直後に、トマスらとケイトをつけ狙うが、クリントが加勢したことも手伝い、ことあるごとにいなされてしまった。
クリスマス・イヴの日には、“レッド1”のコードネームでコムキャスト・ビルに子分らを引き連れて突入し、クリントを見つけるが、彼の小型爆弾の罠にまんまとはまってしまい、後にカジと共にクリントに挑もうとするも、彼が放った矢に射抜かれる。
トマス・デルガード（Tomas Delgado）
演 - ピョートル・アダムチク
日本語吹替 - 早川毅
登場作品 -『ホークアイ』第1〜3、5、6話
トラックスーツ・マフィアの一員である、髭を蓄えた中年のポーランド人男性。ケイトとの乱闘の最中に誤ってアイヴァンを殴ってしまったり、拉致したクリントをアジトに拘束した際には尋問役は自分だと躍起になったほか、アメリカのポップカルチャーの多くを嗜好するだけでなく、一味の内部事情や自分の私生活で発生したトラブルまでをケイトに打ち明けて相談してしまうなど、一味のチンピラの中では多弁で、間抜けな印象が最も強い。
アイヴァンらと共にケイトやクリントと所々で連戦したが、自身も他の仲間と同様にクリントたちに何度もいなされ、大した戦果を挙げられなかった。
クリスマス・イヴの夜には、コムキャスト・ビルの東出口から攻め込むようアイヴァンから指示され、ビルの前で出会したケイトと対峙しながらも、彼女とマルーン5のライブに行けるようになったとお礼を伝えながら銃を向けるが、あっさり蹴り倒される。
エンリケ（Enrique）
演 - カルロス・ナヴァロ
日本語吹替 - 山橋正臣
登場作品 -『ホークアイ』第1〜3、6話
トラックスーツ・マフィアの一員であるスキンヘッドが特徴の中年男性。アジトにクリントを拉致した際には、彼を起こして嘲笑ったが、いざクリントたちが反撃に出ると、ケイトによってショッピングカートに腰を嵌められて突き飛ばされる失態を犯した。
その後もクリントとケイトに対して全く戦果を挙げられず、クリスマス・イヴの夜にはトマスを蹴り倒したケイトに銃を向けたが、すぐにジャックの不意打ちを喰らって倒れる。
ウィルソン・フィスク / キングピン（Wilson Fisk / Kingpin）
演 - ヴィンセント・ドノフリオ
日本語吹替 - 玄田哲章
ヘルズ・キッチンを拠点とし、特徴的なスキンヘッドと巨体、キングピンの二つ名を持つ犯罪王。人身売買から麻薬の流通までを取り仕切り、一方ではヘルズ・キッチンを強引なやり方で再建し利権を得ようとする。
エレノア・ビショップ（Eleanor Bishop）
演 - ヴェラ・ファーミガ
日本語吹替 - 井上喜久子
登場作品 -『ホークアイ』
警備会社“ビショップ警備”のCEOである、ニューヨークの上流階級のキャリアウーマン。ニューヨーク決戦で夫のデレクを失って以降、一人娘のケイトを護ることを第一としながら女手一つで彼女を育て上げ、2024年のクリスマスシーズンには、ジャックと婚約関係となった。一見普遍的な富裕層女性で、ケイトからは「神経質だけど、信号無視もしないママ」と敬われていたが、時折卑しめる毒を吐くくらいに貧困層と上流層の両方を蔑視しており、裏ではデレクの大金の貸し借りでフィスクと浅からぬ繋がりを持っており、フィスクに逆らわない代わりに10年以上にわたって様々な悪事を働くことで借金を完済し、自身の事業を大成させていた。また、フィスクの指示とはいえ、自身の目的やケイトのためなら婚約者をも利用するだけでなく、殺し屋まで雇うなど常軌を逸した性格をしている。
2024年のクリスマスシーズンに、鐘楼を壊した一件で実家帰りしたケイトのクレジットカードを解約したほか、ジャックとケイトの食事会やフェンシング対決といった幾度にわたる交流を取り持とうとするなど、最大の理解者として若干過保護なまでの親心を持ってケイトに叱責・激励し続けるが、クリスマス6日前には自身を脅迫してきたアーマンド3世を手にかけ、この事件をケイトと調べ始めたクリントを、娘の身の危険に巻き込む人物とみなして彼の始末を依頼し、自社のデータベースを偽造してジャックにアーマンド3世殺害の濡れ衣を着せるなど、裏では次々と悪行に手を染めていた。
そしてクリスマス2日前にジャックの逮捕へ誘致させ、フィスクと密会すると、ケイトが真相に迫りつつあることから彼に絶縁を言い渡すが、このことからフィスクらに生命を狙われるようになり、クリスマス・イヴの夜にはコムキャスト・ビルに到着すると、アーマンド3世殺害の真相とフィスクとの繋がりを知ったケイトに詰問され、自分で事を収めると宣言して騒動に見舞われたビルから避難するが、そこでフィスクと遭遇。始末されそうになったところ、立ちはだかったケイトを救うべくフィスクに自動車をぶつけた。
フィスクに辛勝して自分の一連の悪事を叱責するケイトに呼びかけと弁解を続けるが、彼女の通報で駆け付けたカードルたちに逮捕され、落胆しながらケイトに見送られる。

#### ハロウの一味とアメミット
アーサー・ハロウ（Arthur Harrow）
演 - イーサン・ホーク
日本語吹替 - 咲野俊介
アメミットを信奉するカルト集団を率いる説教師。コンスのアバターだった過去を持つ。アメミットの復活のための活動に信奉者らと乗り出し、その最中に接触したスティーヴン及びマークやレイラと敵対する。
ボビー・ケネディ（Bobbi Kennedy）
演 - アン・アキンジリン
日本語吹替 - 弘松芹香
登場作品 - 『ムーンナイト』第2、3、6話
MPS警察官を自称する黒人女性。ハロウから「凄腕」と認められており、カルト集団の信奉者らの中心的存在である。
ハロウの指示を受けてスティーヴンの自宅に警察官として押しかけると、彼が所持していた偽造パスポートなどを見つけてスティーヴンを逮捕し、カルト集団の拠点に連れ出した。それから、エジプトでハロウらと共にアメミットの墓の捜索にあたり、アメミットの復活後は、ハロウから付与された“天秤の裁定”でカイロの市民たちの魂をアメミットに吸引させるなど、随所でその働きぶりを見せたが、ハロウとアメミットの敗北後の動向は不明。
ビリー・フィッツジェラルド（Billy Fitzgerald）
演 - デビッド・ガンリー
日本語吹替 - 高岡瓶々
登場作品 - 『ムーンナイト』第2〜4話
MPS警察官を自称する巨漢。ボビーのパートナー的存在で、スティーヴンの自宅に警察官として押しかけた際に、彼を窃盗容疑で有無を言わせずに逮捕するという見た目通りの強引さを感じさせる人物だが、アメミットの墓の在処に辿り着くとハロウと歓喜し合う姿もあった。ボビーと同様に、カルト教団の信奉者の中心格としてアメミットの復活のための活動にあたったが、アメミットの墓に侵入した際に、“ヘカの司祭”に重傷を負わされて捕まり、臓器を取り出されて絶命する。
アメミット（Ammit）
演 - ソフィア・ダヌ
声 - サバ・ムバラク
日本語吹替 - 高乃麗
登場作品 - 『ムーンナイト』第6話
古代エジプトに死者を食らうものとして伝わる女神。ドレッドロックスのような尾が足元まで伸びたワニの獣頭、コブラを模した装身具とドレスを着用した3m以上ほどの体躯を誇り、高い肉弾戦能力や、魂を吸引して自分の糧とし巨大化する力、頭の尾を自在に操るを持つ。
悪の世界を浄化をするために、将来的に悪人となる可能性を持つ者を、悪事を起こされる前に制裁するべきという独善的な思想を掲げ、2000年前にアレクサンダー大王を天秤が釣り合うアバターと認めたが、思想を異にするコンスと敵対した末に、エネアドによってウシャブティに封印されていた。
そしてハロウによって現代に解放されると、彼の天秤の乱れとその原因を見抜きながらも、「過去の痛みに縛られるな」と助言しながら自分に仕えるに相応しい理想のアバターと認め、世界を浄化するための先駆けとしてカイロ市民の魂を浄化を宣言。そこに立ちはだかったコンスを蹴散らして罵り、彼が一時姿を消すと、ハロウらに裁定されたカイロ市民の多数の魂を食らって巨大化し、同じく巨大化しながら再び現れたコンスと思想をぶつけ合いながら決戦を繰り広げ、一時は動きを封じられるも逆転し、相手から奪った杖を突き付けて追い詰めた。
だが、マークとレイラが封印の呪文を唱えたことで力が瞬く間に落ちてコンスへ止めを刺せず、自分と一緒なら楽園を築くことができたと叫んでも、コンスに否定されつつ、その身体はハロウの体内に封印される。

#### その他の地球のヴィラン
オバディア・“オビー”・ステイン / アイアンモンガー（Obadiah "Obie" Stane / Iron Monger）
演 - ジェフ・ブリッジス、キッフ・バンデンホイベル
日本語吹替 -  土師孝也、壤晴彦
スターク社の重鎮にしてNo.2。ハワードの盟友で、スターク社の創設期から経営に尽力し、ハワードの死後は暫定的にCEOも務めた。トニーにCEOの座を譲渡してからは取締役会の一員となり彼を支えていたが、内心ではトニーに嫉妬しており、彼を追い落とし、スターク社を完全に掌握しようと密かに狙ってテン・リングスとの内通や、アイアンモンガーの製造など、裏で謀略を張り巡らせる。
エミル・ブロンスキー / アボミネーション

ジャスティン・ハマー

イワン・アントノヴィッチ・ヴァンコ / ウィップラッシュ（Ivan Antonovich Vanko / Whiplash）
演 - ミッキー・ローク
日本語吹替 -  菅生隆之、磯部勉
ロシアの物理学者で、アントン・ヴァンコの息子。父からスターク家に対する怨恨を聞かされて育った。
トニーのアイアンマンの正体公表とほぼ同時期にアントンの死を看取り、トニーへの復讐を決意し、父親から伝授された機械工学の腕で作り上げた“ウィップラッシュ・アーマー”を用いてトニーに挑む。
強盗1
演 - ジェフ・プルウェット
登場作品 - 『ハンマー墜落現場へ向かう途中での出来事』
夜中の“ロクソン・ガソリンスタンド”に押しかけてきた2人組の男性の1人。店員に金とタバコを自分らの鞄に詰めるように要求。そこに居合わせたコールソンが銃を持っていることを知らされると、自分の足元に滑らせて銃を渡すように要求し、彼が滑らせた銃を取るが、その隙を突かれてコールソンに取り上げられたショットガンで殴り倒される。
強盗2
演 - ザック・ハドソン
登場作品 - 『ハンマー墜落現場へ向かう途中での出来事』
夜中のロクソン・ガソリンスタンドに押しかけてきた2人組の男性の1人。外の自動車がコールソンのものだと知らされると、彼に自動車のキーを投げ渡すよう要求し、加えてコールソンが銃も持っていることを知らされると、彼にショットガンを向けるが、店内の商品の粉末袋と強盗1から取り上げたショットガンを使ったコールソンに殴り倒される。
ゲオルギー・ルチコフ（Georgi Luchkov）
演 - イエジー・スコリモフスキ
日本語吹替 - 小島敏彦
登場作品 - 『アベンジャーズ』
ロシア人スパイ。廃墟でナターシャを椅子に縛り上げて拷問するが、2人の部下共々返り討ちにされ、鎖に吊し上げられてしまう。
クレア・ワイズ（Claire Weiss）
演 - リジー・キャプラン
登場作品 - 『アイテム47』
根拠のない自信と過激さを併せ持ち、コーヒーの淹れ方も知らないと主張する奔放な女性市民。自分たちの所に落ちてきたチタウリのキャノン砲を入手したことから、いい生活をしたいという願望のもと、パートナーのベニーと共に銀行強盗に乗り出す。直接的な死傷者は出さなかったものの、ベニーがキャノン砲で猛威を振るう役割を、ピンクの覆面を被った自身はその傍らで紙幣をくすねる役割を担い、数日間で東海岸各州の銀行から「一生余裕で暮らせるほど」の大金の強奪に成功した。
そして中型ボートを現金で購入し、ベニーとモーテルで仲睦まじく過ごすが、自分たちの居場所を突きとめて忍び込んだシットウェルの急襲を受け、キャノン砲で反撃するも、背後から廻ってきた彼と組み合いになった結果捕縛された。シットウェルが自分たちを始末しようとする素振りを見せると命乞いをするが、キャノン砲を扱えたことで2人揃ってS.H.I.E.L.D.職員に登用され、ブレイクの部下に就くも、彼の不在時にデスクで羽根を伸ばす。
ベンジャミン・“ベニー”・ポラック（Benjamin "Bennie" Pollack）
演 - ジェシー・ブラッドフォード
登場作品 - 『アイテム47』
クレアのパートナーである武器の取り扱いに詳しい男性市民。クレアとは深く愛し合っており、彼女と同じ願望を持っているものの、最初の強盗実行開始前には正気じゃないからやめようとクレアに呼びかけたり、巻き込まれた市民や銀行職員、シットウェルにまで気遣いを見せるなど、本質はお人好しで節度を持つ人物である。
黒い覆面を被って、クレアと共に連続強盗を成功させたが、モーテルで宿泊中にシットウェルの策に嵌って捕われてしまった。それでもクレアに危機を知らせ、彼女もシットウェルに捕まりそうになると捨て身で飛び込むが、その反動で取り落としたキャノン砲が暴発し、強奪した現金の大半が塵となってしまった。キャノン砲を駆使できたことを感心するシットウェルに「何でも協力する」と返すと、クレアと共にS.H.I.E.L.D.職員に登用され、武器の調査・解析担当となり、喜ぶ様子を見せる。
巨漢
演 - ティム・トロベッツ
登場作品 - 『エージェント・カーター』（マーベル・ワンショット）
ゾディアックを保管していた倉庫の警備員。夜中に倉庫を訪れたペギーを追い返そうとするが、寛いでいた間に部下2人は簡単にあしらわれ、自身もペギーに倉庫の案内役にされてしまった。手錠をかけられて仲間の人数を答え、彼らを誘き寄せるために叫ぶ羽目になった挙句、伝えた人数は間違っていたため、ゾディアックを回収して撤収する前のペギーに「ちゃんと数えて」と叱られる。
ブロック・ラムロウ / クロスボーンズ（Brock Rumlow / Crossbones）
演 - フランク・グリロ
日本語吹替 - 水内清光
S.H.I.E.L.D.の特別チームである“S.T.R.I.K.E.”にリーダーとして所属していた元ヒドラ構成員。ヒドラ脱退後は、武器商人兼傭兵のクロスボーンズとして活動する。
ジョルジュ・バトロック（Georges Batroc）
演 - ジョルジュ・サンピエール
日本語吹替 - 山岸治雄
フランスのDGSEの元工作員だったフランス系アルジェリア人の傭兵。“キャプテン・アメリカ”の名を冠するヒーローであるスティーブやサムと敵対する。
ウルトロン（Ultron）
演 - ジェームズ・スペイダー、ロス・マーカンド
日本語吹替 - 木下浩之
ストラッカーによって生み出され、その存在を知ったトニーとブルースによって覚醒した人工知能。創造者に反逆して「アベンジャーズを壊滅させ、人類を滅ぼせれば環境破壊も戦争も起こらない」という極論から、地球の支配を企む。
ダレン・クロス / イエロージャケット（Darren Cross / Yellowjacket）
演 - コリー・ストール
日本語吹替 - 大川透
ピムの元弟子兼助手である、ピム・テックの現CEO。アントマン・スーツを模倣して作ったスーツイエロージャケットの軍事利用により、ピム・テックの利益を上げて当社の完全掌握を企む。
ヘルムート・ジモ / バロン・ジモ（Helmut Zemo / Baron Zemo）
演 - ダニエル・ブリュール
日本語吹替 - 内田夕夜
元ソコヴィアの特殊暗殺部隊“エコー・スコーピオン”の隊長を務めていたソコヴィア人男性。母国においては名家の出身の御曹司でもある。2015年にウルトロンが引き起こしたソコヴィアの戦いで父と妻子を喪い、この一件から、アベンジャーズのような超人たちを存在してはならない者と憎悪するようになって、彼らの打倒に暗躍する。
ウカビ（W'Kabi）
演 - ダニエル・カルーヤ
日本語吹替 - 中井和哉
ワカンダの“ボーダー族”の族長にしてティ・チャラの親友であり、オコエの恋人。ティ・チャラに従うことに抵抗を覚え始めたことから、ワカンダの変革を目的に、国境に現れたウンジャダカと結託してしまう。
エイヴァ・スター / ゴースト（Ava Starr / Ghost）

ビル・フォスター（Bill Foster）
演 - ローレンス・フィッシュバーン、ラングストン・フィッシュバーン（若年期）
日本語吹替 - 壤晴彦
登場作品 - 『アントマン&ワスプ』
量子力学を専門とするバークレー大学教授。かつてはS.H.I.E.L.D.にピム夫妻の研究仲間である科学者として在籍し、エイヴァともそこで知り合ったものの、ピムとは次第にそりが合わなくなり、一方的に解雇され因縁の関係となってしまった。その後大学で教鞭をとる道に進み、エイヴァの身元を引き取って、彼女の身体の治療法探しを手伝っていた。
ピムが量子トンネルを再開発したと知ると、その研究を奪ってエイヴァを救おうと乗り出し、ピムたちと対立する。
アキヒコ（Akihiko）
演 - 真田広之
登場作品 - 『アベンジャーズ/エンドゲーム』
東京を根城にする日本のやくざ。雨が降る夜の歓楽街で、ローニンとなったクリントと剣撃戦を繰り広げ、追い詰められて命乞いするも征伐される。
アガサ・ハークネス（Agatha Harkness）
演 - キャスリン・ハーン
日本語吹替 - 林真里花
登場作品 - 『ワンダヴィジョン』
セイラム魔女裁判の時代から現代まで生き永らえてきた本物の魔女。ルーン文字による結界や幻覚などの魔術を行使し、禁忌とされる黒魔術も学んでいる。現代においてワンダがウエストビューに造り出したヘックスの存在にいち早く気付き、その力の正体を見極めようとウエストビューに潜り込んで暗躍する。
ピエトロ・マキシモフ / ニセトロ［ラルフ・ボーナー］（Pietro Maximoff / Fietro ［Ralph Bohner］）
演 - エヴァン・ピーターズ
日本語吹替 - 吉野裕行
登場作品 - 『ワンダヴィジョン』
突如ワンダのもとに双子の兄と称して現れた青年。その正体は、アガサに魔力が宿ったネックレスをかけられたことで彼女に手駒として操られるウエストビューの住人ラルフ・ボーナーで、アグネス（アガサ）が言及していた夫ラルフの名の元となった人物である。アガサからニセトロと呼称されたことから、ワンダの実兄であるピエトロとは全く無関係の偽者。容姿や言動はピエトロ本人よりもひょうきんだが、アガサに操られていることからワンダの兄としての記憶を有し、超高速移動能力も披露する。加えて、ヴィジョンが一度亡くなっている事実も認知しており、ワンダの影響によるウエストビューの現状にも詳しい。
アガサに操られてワンダの下に差し向けられると、訝しまれながらも彼女たちに入り込むことに成功。ワンダの秘密を探るためトミー&ビリーを手なずけ、彼女の行いを責めずに尊重するなどワンダを丸め込もうとするが、ヴィジョンを嘲る発言をしたことで偽者と見抜かれ失敗に終わった。
後日、ヘックスに侵入して自宅にやって来たモニカを捕縛するも、彼女に抵抗された末に本名を知られてネックレスを外され、自我を取り戻す。
タイラー・ヘイワード（Tyler Hayward）
演 - ジョシュ・スタンバーグ
日本語吹替 - 相沢まさき
登場作品 - 『ワンダヴィジョン』
S.W.O.R.D.の暫定長官。ランボー母娘とは旧知の仲だった。
普段は品格がある壮年男性のようにふるまっているが、裏ではソコヴィア協定違反である白目作戦のために、確保したヴィジョンの遺体を徹底的に分解・研究させ続けており、本部に来訪したワンダにヴィジョンを物扱いしS.W.O.R.D.に所有権があると豪語したことが“マキシモフ事変”と称されるウエストビューの事件の遠因となったにもかかわらず、このことを隠蔽するために彼女がヴィジョンの遺体を強奪したかのように偽装したり、後述の愚行や醜態の数々を演じるなど、狭量で小心な不徳義漢である。
デシメーションから復活したモニカにウエストビューへの調査を命じるも、彼女が消息を絶ったことを受け、自ら陣頭指揮に赴く。「ウエストビューの事件の原因がヴィジョンの遺体を強奪・失踪したワンダにある」と断定し、更にはワンダを攻撃するように命じるなど、徹底して強硬な姿勢で状況に対応し、遂にはワンダを排除する方向で部隊を動かすが、そこからワンダへドローンのミサイル攻撃を敢行し、逆上した彼女に威嚇として操られた部下たちに銃口を向けられるとあからさまに狼狽え、作戦に異議を唱えるモニカたちを追放した。
この後、ヘックス内部にいるヴィジョンや潜入させていたドローンを通じてウエストビューの状況をモニタリングし、内部の状況を把握した上で隠蔽していたことがダーシーによって発覚。そしてヘックスを脱出したことで苦しむヴィジョン（カオス・マジック）を助けようともせずに見下し、その直後に拡大してきたヘックスに取り込まれそうになると、慌てながら我先に逃亡。自分が助かると、薄ら笑いを浮かべながら「ツイてたな」とヘックスに取り込まれた多数の部下に目もくれない発言まで口にした。
そして逃亡先の新たな臨時基地で、“ザ・ヴィジョン”を完成させ、ワンダ抹殺に向かわせると、自らも部隊を率いて裂け目が開いたヘックスへ突入。子どもであるトミーとビリーまで直接手にかけようと人道にもとる行為に出るが、駆け付けたモニカとダーシーに阻まれ、追突された車両に閉じ込められた。
事後には、彼の協定違反と悪行を知ったウーに呼ばれて来たFBI捜査官たちに逮捕される。
ザ・ヴィジョン（The Vision）
演 - ポール・ベタニー
日本語吹替 - 加瀬康之
S.W.O.R.D.の“白目作戦”によって造られた戦闘用シンセゾイド。ヴィジョン（オリジナル）の遺体を復元させたボディに、ワンダがヘイワードに突き返したドローンに残留する彼女の力を注入することで完成した。ヘイワードによってワンダたちの排除命令を受け起動する。
L・アトウッド（L. Atwood）
演 - レベッカ・ラインズ
登場作品 - 『ファルコン&ウィンター・ソルジャー』
元ヒドラの構成員である女性議員。ヒドラ時代にバッキーが出世させた人物で、現代においても権力を乱用していた。そのため、バッキーの贖罪の告発対象となり、駐車場で乗車した自動車をバッキーによって遠隔操作されて閉じ込められ、彼に流された罪に問える情報を受けて駆け付けた警察に逮捕される。
ウィルフレッド・ネイゲル（Wilfred Nagel）
演 - オリー・ハスキヴィ
日本語吹替 - 佐藤美一
登場作品 - 『ファルコン&ウィンター・ソルジャー』
マドリプールで超人血清を再生産した、ギークらしい雰囲気を放つ科学者。元ヒドラの一員で、ウィンター・ソルジャー計画を引継ぎ、ヒドラ解体後にCIAに雇われ、血清の摘出・再現に成功した実績を持つが、自身はデシメーションで消滅し、復活後に血清の研究が凍結されていた。そこにスポンサーとして現れたシャロン/パワー・ブローカーの出資を受けて、20人分の血清を開発した。これと同時にカーリから、結核患者であるドンニャを助けるよう求められていたとも言われる。
マドリプールのコンテナヤードの一角にあるラボにいたところに乗り込んできたサムたちに尋問され、自らの血清開発を「アースキン以来の偉業」と自画自賛しながら、血清開発の出資者とカーリが血清を全て奪ったことを打ち明けるが、これ以上の血清生産阻止の目的でジモに射殺される。
エズニック（Oeznik）
演 - ニコラス・プライア
登場作品 - 『ファルコン&ウィンター・ソルジャー』
ジモに仕える老執事。再会した主のマドリプールやリガへの道中に自家用ジェットで随伴する。ジモだけでなく、彼と同行するサムとバッキーにも機内食で歓待するなど、優しく枠を外れない使用人のようだが、後にジモの密命を帯びて単身でニューヨークに赴き、逮捕されたフラッグ・スマッシャーズの残りのメンバーを、彼らが乗せ込まれた護送車ごと遠隔操作で爆破して始末する冷酷な行為を見せる。
アントン・モガート（Anton Mogart）
演 - ギャスパー・ウリエル
日本語吹替 - 北田理道
登場作品 - 『ムーンナイト』第3話
闇市場から考古品などの収集やエジプトの競技である“エル・メルマ”のレッスンを趣味とする青年富豪。かつて、活動していた場所の一つだったマドリプールでレイラと知り合っていた。歴史の保全を重要な責任と自負する好事家で、センフーの石棺を闇市から確保してカイロの所有地に置いており、エル・メルマに興じていたところに石棺を求めてやってきたレイラとマークを迎えるが、そこに現れたハロウの話術と彼が披露した杖の力の虜となり、マークたちと敵対。乗馬して槍を握り、部下の多くを倒したレイラやマークに挑むが、結局一矢報いることはできずに、マークが投げ付けたクレセントダーツが背中に命中して落馬する。
ベック（Beck）
演 - ロイック・マバンザ
登場作品 - 『ムーンナイト』第3話
モガートの元で働くボディガード。主と同様にレイラとも顔見知りであり、モガートの所有地にやってきたレイラとマークを主の下に案内するが、マークがセンフーの石棺の棺材に触れ始めると、彼に銃を向けて対峙し、マークがムーンナイトとなった際にはモガートを避難させようと忠実な姿を見せた。最期はレイラと一進一退の肉弾戦を繰り広げて、彼女のネックレスを突き刺されて倒される。
ワンダ・マキシモフ / スカーレット・ウィッチ（Wanda Maximoff / Scarlet Witch）
演 - エリザベス・オルセン、ミカエラ・ラッセル（幼少期）
日本語吹替 - 行成とあ
初登場 - 『キャプテン・アメリカ/ウィンター・ソルジャー』
ヒドラが行っていたセプター（マインド・ストーン）を用いた人体実験でテレキネシス、マインドコントロールなどの特殊能力を得た、ソコヴィア出身の強化人間。ウルトロンとの戦いの後にアベンジャーズに加入する。やがて、極度の絶望感から想像を遥かに超える魔力を有する魔女スカーレット・ウィッチに覚醒する。

### 並行世界から転移してきたヴィラン
ノーマン・オズボーン / グリーン・ゴブリン

オットー・オクタビアス / ドクター・オクトパス

フリント・マルコ / サンドマン

カーティス・"カート"・コナーズ / リザード

マックス・ディロン / エレクトロ

### 宇宙のヴィラン

#### 九つの世界
ロキ

ラウフェイ（Laufey）
演 - コルム・フィオール
日本語吹替 - 水野龍司
登場作品 - 『マイティ・ソー』
北欧神話の巨人“ラウフェイ”のモデルである、氷の巨人の王で、ヨトゥンヘイムの支配者。ロキの実父でもある。身体中には幾多の戦いの傷跡が残っている。ソーを挑発し続けて戦闘を誘発しようとするなど、陰険な性分である。
地球暦965年に群勢を率いて地球に侵攻したが、アスガルド軍との戦いで敗北し、オーディンと長年にわたり休戦協定を結んでいた。だが、オーディンに奪われた冬の小箱を取り戻そうと、ロキの手引きに乗った手下をアスガルドへ侵入させた。箱奪還に失敗後、ヨトゥンヘイムにやって来たソーたちに「アスガルドは裏切り者だらけ」と告げ、大乱戦に発展するとソーたちを追い詰めたが、そこに降臨したオーディンが割って入ったため、撤退を許してしまった。
後日、自分たちを利用しようとしていることにも気付かずにロキと交渉し、アスガルドを訪れ、無防備に眠るオーディンを手にかけようとするが、かつて捨てさった実の息子のロキに不意打ちされ、抹殺される皮肉な末路を辿る。
マレキス（Malekith）
演 - クリストファー・エクルストン
日本語吹替 - 相沢まさき
登場作品 - 『マイティ・ソー/ダーク・ワールド』
スヴァルトアールヴヘイムのダーク・エルフの支配者。地球人の白人に近い顔色で、捉え所が無く酷薄で凶暴な気質をしており、エーテルを感じ取り、体内に取り込んで操ることができる。5000年前に惑星直列とエーテルを利用して、九つの世界を暗黒に閉ざして支配しようとしたが、アスガルド軍との戦闘でエーテルを奪われて自軍も窮地に陥ったことで、多くの同胞を犠牲にして撤退し、長年の間眠りについていた。
しかし現代に於いてジェーンにエーテルが寄生したことを感じ取って目を覚まし、5000年前に成し遂げられなかった野望を完遂するために、エーテルを取り戻そうとアルグリムにアスガルドへの侵入を命じた。そして自身も、多くの手下を引き連れてアスガルドの王宮に突入し、匿われていたジェーンからエーテルを奪還しようとするが、フリッガの捨て身の行動で失敗し、撤退はしたもののソーの追撃で顔面の右半分が焼け焦げてしまった。そのため一時休眠状態に入り力を回復しようとするも、ジェーンがソーたちに連れられてアスガルドを出たと感じ取り、スヴァルトアールヴヘイムで待ち構える。
ソーとロキの作戦にかかり、ジェーンから取り出したエーテルを一度粉砕されるが、すぐさま再生したエーテルを体内に吸収し、ソーたちの始末をアルグリムらに任せて自身は一時姿を消した。そして後日、地球のイギリスに多くの手下を引き連れて現れ、ソーと対峙。エーテルの力で互角以上に渡り合い、惑星直列の影響で発生した世界の境目に翻弄されつつも、九つの世界が重なり合おうとした瞬間にエーテルを各世界へ解き放ちはじめる。だが、ソーによってグラヴィメトリック・スパイクを打ち込まれ、ジェーンの異常検知機操作でスヴァルトアールヴヘイムにワープして倒れ込むと、セルヴィグがワープさせた“アーク”の下敷きとなり、死亡する。
アルグリム / カース（Algrim / Kurse）
演 - アドウェール・アキノエ＝アグバエ
登場作品 - 『マイティ・ソー/ダーク・ワールド』
マレキスの腹心のダーク・エルフ。地球の黒人と同等の人相で、マレキスが危機に襲われると身を呈して守ろうとする本物の忠誠心を持つが、彼の策でアスガルドの牢獄に侵入し、暴動を引き起こすために囚人たちを解放した際には、ロキにだけ危険性を感じて逃がさないなど、ただの単細胞な僕でないことを感じさせる立派な慧眼の持ち主でもある。
5000年前の戦闘描写は見られなかったが、現代に目覚めるとマレキスの命を受け、最後のカース・ストーンを託され、怪物のような甲冑と兜に身を包み、マローダーズの一員に成りすまして、牢獄に収監される形でアスガルドへ潜入。隠し持っていたストーンでカースに変貌すると脱獄し、ロキ以外の囚人たちを解放して暴動を引き起こし、エナジー・シールドの動力炉を破壊して、マレキスらを王宮に侵入させ、フリッガを手にかけるなど、暴虐の限りを尽くしたが、ソーに不意打ちされたマレキスを庇い、共に撤退した。
ソーたちがスヴァルトアールヴヘイムにやって来ると、エーテルを取り戻したマレキスを守護するためにソーに応戦して圧倒。背後から串刺し攻撃を仕掛けたロキにも反撃して重傷を負わせたが、彼に腰部のグレネードを起動され、発生した小ブラックホールに分解されながら吸いこまれ絶命する。
ヘラ（Hela）
演 - ケイト・ブランシェット
日本語吹替 - 天海祐希
登場作品 - 『マイティ・ソー バトルロイヤル』
北欧神話の死者の国を支配する女神“ヘル”のモデルである、オーディンの最初の子どもで、ソーの姉にあたる死の女神。かつてオーディンと共にアスガルドを強大な帝国に造り上げるも、改心したオーディンによって追放・封印されていた。
しかし現代においてオーディンが亡くなったことによって封印が解けて復活し、アスガルドに帰還。アスガルドの民たちを恐怖で震え上がらせ、九つの世界と全宇宙へ暴虐の限りを尽くして支配しようと目論む。
スカージ（Skurge）
演 - カール・アーバン
日本語吹替 - 楠大典
ヘイムダルに代わってヘミンビョルグの番人を務めている戦士。ヘラがアスガルドに帰還した際、彼女にひれ伏してしまい、ヘラの側近的存在となってしまう。
スルト（Surtur）
声 - クランシー・ブラウン
日本語吹替 - 佐々木省三
登場作品 - 『マイティ・ソー バトルロイヤル』
北欧神話の巨人スルトのモデルである、炎の悪魔の国“ムスペルヘイム”の王。50万年前にオーディンに敗れ、自身に力を与える“永久なる炎”を奪われて弱体化し、母国の地底深くでアスガルドへの復讐のために、ラグナロクを起こそうと誓いながら来たるべき時を待っていた。
物語冒頭でムスペルヘイムに現れてわざと捕らわれたソーと戦って敗れ、残った王冠を奪われてしまうが、終盤で永久なる炎の力で巨大化しながら復活し、ラグナロクを引き起こした。アスガルドを滅ぼさせまいとヘラの反撃を喰らうも、ヘラを撃破し、滅びるアスガルドと運命を共にする。

#### 天人 / セレスティアルズ
エゴ（Ego）
演 - カート・ラッセル
日本語吹替 - 金尾哲夫
クイルの実父である初老の男性で、超常的な力を持ち、宇宙の誕生から生き続けてきた天人。その正体は惑星そのもので、宇宙全体を飲み込む“拡張”を目的とする。
アリシェム（Arishem）
声 - デビッド・ケイ
日本語吹替 - 根本泰彦
登場作品 - 『エターナルズ』
6つの特異点が生まれる前に誕生し、宇宙に最初の太陽を生み出したプライム・セレスティアル（第一天人）。体色は赤で、何億年にもわたって他のセレスティアルズの“出現”を幾多の星々で果たしており、新たなセレスティアルズを“出現”させるべく、“ワールド・フォージ”においてディヴィアンツやエターナルズを創造し、“出現”を間接的に補助させてきた。“プライム・エターナル”の称号を持つエターナルと交信して指示や忠告を下すためのテレパシーやテレポーテーションなどの超能力も持つ。
単調ながらも威厳ある男声で話す創造主たる風貌だが、全宇宙と生命の永続に必要不可欠なセレスティアルズの出現のためなら、既存の惑星やそこに生きる生命体たちの犠牲はやむを得ないと主張するほど、その思想は他の生命体たちからすれば非常に過激で残酷なものである。
地球からティアマットの出現が数日後に迫っていた2024年の現在、死亡したエイジャックによって新たなプライム・エターナルに選ばれたセルシと交信し、やがてセレスティアルズとエターナルズ、ディヴィアンツの真実を彼女に打ち明けて、ティアマットを出現させるよう伝達した。
しかしセルシたちがティアマットの出現を阻止し、地球を救った数日後、突如地球の近傍に現れてセルシ、キンゴ、ファストスを地球から宇宙空間へ連れ去り、セルシたちが自分の命令に反した理由と、人類を救うに値するかどうかを彼女たちの記憶から分析・精査し、間違っていたと判断したら地球を再訪して審判を下すと告げると、3人と共に姿を消す。

#### サノスの群勢
サノス（Thanos）
演 - ジョシュ・ブローリン
日本語吹替 - 銀河万丈
全宇宙の生命体の半分を消し去り、均衡を保つことを目標に掲げる“全宇宙最大の脅威”。次々と星々を襲撃し、その星の人口の半分を虐殺し続けてきた。
ジ・アザー（The Other）
演 - アレクシス・デニソフ
日本語吹替 - 谷昌樹
チタウリのリーダーで、サノスの忠実な側近。黒いローブを身に纏い、テレパシーの相手に一定の負荷をかけることができる様子である。チタウリに絶対の自信を持ち、尊敬するサノスのためなら、あらゆることを実行する程忠誠を誓っているが、威圧的で口喧しく、ロキやロナンからは嫌悪された。
描写
『アベンジャーズ』
本作ではロキにテッセラクト奪取を指示した張本人として初登場。ロキにセプターと古代の知識やテッセラクトで新しい世界をもたらす野望などを与えたと豪語するが、テレパシーで彼がチタウリの実力を疑った際には怒りを露わにし、アスガルドの王座を欲する野望を小さいと罵り、計画の実行を催促した。
『ガーディアンズ・オブ・ギャラクシー』
ロナンにガモーラが裏切ったことを伝え、サンクチュアリに呼び出し、サノスに不満をぶつけるロナンを咎めるが、ロナンのコスミ・ロッドの衝撃波を浴びて首が180度曲がり、死亡する。
ガモーラ

ネビュラ

#### その他の宇宙・異次元のヴィラン
ドルマムゥ（Dormammu）
演 - ベネディクト・カンバーバッチ
初登場 - 『ドクター・ストレンジ』
暗黒次元を支配している邪悪な存在で、飽くなき欲望と無限の力を持つ。その外見は、暗黒次元に浮かぶ巨人のようなエネルギー体で、顔面は縦に波打っている。使用する攻撃手段は無数の突起物状のエネルギー体、口から吐く破壊光線、光球、星々の岩石を利用する串刺しなど、非常に強力で多彩。また、文字通り直接倒す方法は現時点で存在しない。
他の次元を暗黒次元に引き込むため、地球を第一の侵略目標に定めていたものの、エンシェント・ワンと長年にわたって対立し、サンクタムを破れずにいた。ゼロッツによって暗黒次元が香港に出現した際には、眼前に現れたストレンジを徹底的に圧倒したが、彼の時間ループに閉じ込められて根負けし、ストレンジと「ゼロッツを地球からつまみだして共に別の次元に立ち去り、2度と地球に手を出さないと誓えば解放する」という取引に応じてゼロッツと共に地球から去る。
アイーシャ（Ayesha）
演 - エリザベス・デビッキ
日本語吹替 - 魏涼子
ソヴリン人の頂点に立つ女王。言動に高慢さがあり、肉体的・精神的にもソヴリンこそが至高の一族だと考えているが、雪道の上に敷かせ続けた絨毯の上を歩く姿を見せつつ、途中で絨毯が引っかかって足を止める羽目になるなどシュールな一面もある。また、クイルの出自が並大抵のものではないことも見抜いている。
描写
『ガーディアンズ・オブ・ギャラクシー リミックス』
アニュラックス電池の警護のために雇ったガーディアンズが仕事を完遂後にネビュラを引渡したが、ロケットがバッテリーを盗んだことを知ると態度が一変し、彼らを犯罪者として指名手配して艦隊を出撃させたり、ラヴェジャーズにはガーディアンズの捕縛を依頼するなど、彼らを執拗に追跡する。クライマックスでは自らオムニクラフトを遠隔操縦して率いた艦隊をエゴの星に向かわせ、ガーディアンズたちを攻撃するが、ヨンドゥとネビュラの連携で失敗に終わり、感情を爆発させた。
ガーディアンズ掃討が失敗に終わったことで女王の座が危ぶまれる中、新たなバース・ポッドで“アダム”を造ったと明かす。
『ホワット・イフ...?』シーズン1第7話
『ガーディアンズ・オブ・ギャラクシーVOLUME 3』

グランドマスター（Grandmaster）
演 - ジェフ・ゴールドブラム
日本語吹替 - 大塚芳忠
初登場 - 『ガーディアンズ・オブ・ギャラクシー リミックス』
サカールを統治する独裁者。余興でバトルロイヤルを主催し、バトルの際には自ら前口上役も務める。
トパーズ（Topaz）
演 - レイチェル・ハウス
日本語吹替 - 磯辺万沙子
登場作品 - 『マイティ・ソー バトルロイヤル』
グランドマスターの腹心。無表情で口数が少ないが、ときおり話す言葉がどれも下品でグランドマスターを呆れさせている。スクラッパーの身分でありながらグランドマスターに気に入られているヴァルキリーのことを嫌っているのか、ヴァルキリーには罵詈雑言を投げつけている。サカールからの脱出を図るソーたちを警備隊を率いて宇宙船で追撃するが、奪取された“コモドール”に搭載されている花火をブルースが打ち上げたことで視界が遮られ、ゴミの山に激突した。その後の消息は不明。
クロ（Kro）
声 - ビル・スカルスガルド
日本語吹替 - てらそままさき
登場作品 - 『エターナルズ』
現代に復活したディヴィアンツのリーダー。背中から伸ばす数本の触手を突き立てエターナルからコズミック・エネルギーを吸収し、その超能力と知性、記憶を自身のものとすることができるほか、吸収したエネルギーを他のディヴィアンツに分け与えてより強力な姿へと変貌させることもできる。
現代のアラスカに復活し、イカリスに嵌められて氷河に落とされたエイジャックに同族らと共に不意打ちし、彼女のエネルギーを吸収して殺害。エイジャックの治癒能力に加えて自我と知能を得て辿々しい会話も可能となり、セレスティアルズが自分らを創造された理由を把握すると、多くの同族を見殺しにしてきたと断じて種族の存在を賭けたエターナルズへの報復を決意し、同族らにエネルギーを与えて、活動を開始した。
その後日、夜のロンドンに単身で現れてセルシたちを狙うが、彼女たちの超能力に翻弄された挙句に駆けつけたイカリスに敗れて撤退。アマゾンでは同族らを率いてイカリスを奇襲し、エネルギーを奪おうとするが、ギルガメッシュとの戦闘に突入。劣勢になると、マアド・ウィアリーの症状に怯えて立ち尽くすセナに矛先を向け、ギルガメッシュのエネルギーを吸収することに成功。苦しみながらも完全なヒューマノイド型に変貌し、流暢な会話能力でエターナルズに｢ディヴィアンツは生き延びたかっただけ｣・「お前たちは地球の救済者ではない」・「全員殺す」と宣言して撤退した。
そしてインド洋で、エターナルズのティアマット出現を巡る争いに乱入し、彼らのエネルギーを奪おうと襲いかかるが、セナにギルガメッシュの弔い合戦を挑まれる。言葉巧みな挑発やギルガメッシュの声色と記憶を利用し、マアド・ウィアリーの症状に苦しみ出したセナの油断を誘おうとする狡猾な手を用いて遂に彼女を捕えたが、正気を取り戻したセナにエネルギーを奪う直前の隙を突かれ、頭を細切れにされて倒される。

## その他の登場人物

### 地球の住民

#### アメリカ政府関係者
マシュー・エリス（Matthew Ellis）
演 - ウィリアム・サドラー
日本語吹替 - をはり万造
登場作品 - 『アイアンマン3』
アメリカ合衆国大統領。マンダリンのテロに脅かされながらも、決して屈することも国民を見捨てることもせず、悪に立ち向かおうとする高潔な政治家。
相次ぐマンダリンのテロ活動に、アイアン・パトリオットを現場投入させることを表明。専用機で移動中に、電波ジャックの生中継映像越しにマンダリン（スラッタリー）から連絡を受け、銃口を向けられたトーマス・リチャーズを救おうとマンダリンへ電話するが、リチャーズを撃たれたことでローディにアイアン・パトリオットの出動を指示した。
だが後日、駆け付けたアイアン・パトリオットをサヴィンが装着していると知らずに専用機に同乗させ、サヴィンにパトリオットへ押し込まれ、キリアンに捕まってしまった。そしてキリアンから、ロクソン・ノルコ号の一件をネタに処刑すると告げられ、再びパトリオットに押し込まれて、宙釣りにされてしまう。しかし駆け付けたローディに解放され、パトリオットを取り戻した彼に連れられて飛び去る。
後に『エージェント・オブ・シールド』のシーズン3にも、数回登場する。
ロドリゲス（Rodriguez）
演 - ミゲル・フェラー
日本語吹替 - 長克巳
登場作品 - 『アイアンマン3』
アメリカ合衆国副大統領。ニュース映像で使われた写真にアイアン・パトリオットと写っている。フロリダ沖へ向かうトニーからの連絡を受けて、厳戒態勢を敷くと伝える。しかし実は裏でキリアンと内通しており、大統領の後任の座と、エクストリミスによる右足を欠損した孫娘の治療を望んでいたために、軍の出動要請を出さなかった。物語のラストで、その不祥事が明るみとなり連行される。
スターン（Stern）
演 - ギャリー・シャンドリング
日本語吹替 - 石住昭彦
ヒドラの構成員である上院議員。

#### S.W.O.R.D.関係者
登場作品 - 『ワンダヴィジョン』
タイラー・ヘイワード

モニカ・ランボー

モンティ（Monti）
演 - アラン・ヘクナー
S.W.O.R.D.のエージェント。臨時基地にやってきたダーシーに応対したが、彼女をドクターではなくミスと呼んだ。ヘイワードの命令には忠実だが、科学的な造詣には乏しいらしく、ダーシーの説明がきちんと理解できなかった。
後にヘックスの拡大に飲み込まれてサーカス団員の役をやらされていた。
ロドリゲス（Rodriguez）
演 - セレーナ・アンドゥーゼ
日本語吹替 - 所河ひとみ
S.W.O.R.D.のエージェント。ヘイワードの部下として行動している。
ヘックス拡大時にヘイワード同様飲み込まれることなく逃げ切り、以降も行動を共にしている。
再生されたザ・ヴィジョンの再起動に立ち会う。
フランクリン（Franklin）
演 - ザック・ヘンリー
S.W.O.R.D.のエージェント。ウエストビューの状況を調査するため、地下からの侵入を試みる。
化学防護服を着用していたが、ヘックスに入ったところで養蜂家の服装に変貌してしまった。
マンホールから外へ出てワンダとヴィジョンに遭遇したものの、直後に場面転換が起こる。以降の消息は不明。
グッドナー（Goodner）
演 - レイチェル・トンプソン
S.W.O.R.D.のエージェントで、階級は少佐。袖にS.W.O.R.D.のエンブレムが付き、右胸には“U.S.AIRFORCE”と刺繍されたアメリカ空軍の迷彩服を着用して登場する。具体的な役職は不明だが、マリア・ランボーを慕う彼女の部下だったようで、自身がヘイワードの指揮下になかったことから、モニカの依頼を受けてヘックス通過のための宇宙探査車の運搬業務に就き、モニカに託す。
ザ・ヴィジョン

#### GRC関係者
登場作品 - 『ファルコン&ウィンター・ソルジャー』
アイラ・ペレス（Ayla Perez）
演 - ジェーン・ルンバウア
GRCのフィリピン代表女性議員。1958年2月5日生まれで、1989～1993年には太尉として、1993～1997年には中佐の階級でフィリピン空軍に所属した経歴と、航空機操縦技能を持つ。
GRCの区画法令の採決では、軍隊に難民を動かさせることができると話す官僚に反対した。そこへ乱入してきたフラッグ・スマッシャーズのテロ攻撃と避難誘導による罠に嵌って、複数の議員たちと共にディエゴがパイロットに扮して待ち構えるヘリコプターに乗せられ、人質として連行されてしまった。だが駆けつけたサムからの連絡を受け、彼の指示に従いながら、ディエゴが追い出された飛行中のヘリを自ら操縦し、同乗していた議員たちを救った。
そして、カーリとの対決を終えたサムのスピーチの場にも立ち会って、彼の呼びかけに耳を傾ける。
ジョン・F・ウォーカー / キャプテン・アメリカ［2代目］ / U.S.エージェント （John F. Walker / Captain America［2nd］/ U.S. Agent）

レマー・ホスキンス / バトルスター（Lemar Hoskins / Battlestar）
演 - クレ・ベネット
日本語吹替 - 武田太一
バトルスターのコードネームを持ち、GRCに属するアメリカ陸軍の曹長。ウォーカーの親友兼相棒にして、理解者の一人でもある。支配的で主流な層から外れるとどのような問題が起きるかを認識しており、超人血清についても「血清の効果で得た力によって自分の本質が出るだけ」と確信を突いた持論を語り、「血清を自分に打てたら打つ」と告げる反面、悪党の手元から血清が全て失われたと知れば安堵するなど、黒人として一貫した意見を述べられる男で、ウォーカーとは対照的に自分たちにとって不利な状況でも平静を保ち、目端を利かせられる人物でもある。
アメリカ政府からキャプテン・アメリカ（2代目）に任命されたウォーカーの相棒を務めることが決定すると、フラッグ・スマッシャーズ鎮圧の任を託されて行動を開始。直接の敵対勢力であるフラッグ・スマッシャーズとの戦いや、途中で発生したドーラ・ミラージュとの小競り合いでは、ウォーカーほどの実戦能力を有していないことから相手に全く太刀打ちできないことが多かった一方で、捜査が進展しないことに焦りを見せるウォーカーに何度も助言して彼が抱える重圧を支え続け、自分たちを新キャプテンとその相棒と認めずに共闘を断るサムとバッキーに対しても、短慮な口ぶりのウォーカーをフォローしてサムたちに話すと共に、時にはサムの方をフォローしてウォーカーに提案を行うほど双方の仲を取り持つ姿も見せた。
だがリガにおいて、フラッグ・スマッシャーズの潜伏先を突き止めて侵入した際に一度人質として捕縛されてしまった。それでも、敵が離れた隙をついて拘束を解き、乱闘の中で刺されそうになったウォーカーを救うが、その直後にカーリに殴り飛ばされて石柱に激突し、命を落とす。

#### その他の行政機関関係者
ジェームズ・“ローディ”・ローズ / ウォーマシン

ガブリエル（Gabriel）
登場作品 - 『アイアンマン』
バグラム空軍基地に所属するアメリカ空軍の将軍。ジェリコのデモンストレーションのために来訪したトニーと挨拶を交わす。
アレン（Allen）
演 - ティム・ギニー
日本語吹替 - 木村雅史
ローディの部下である、アメリカ空軍少佐。
描写
『アイアンマン』
紛争地域上空に飛んでいたトニーを不審機と誤認し、F-22編隊に攻撃を指示してしまう。
『アイアンマン2』
エドワーズ空軍基地に“アイアンマン・アーマー マーク2”を装着して持ち帰ったローディを迎え、アーマーのアーク・リアクターを見て驚きつつ、「兵器開発に専念しろ」とローディから軽く叱咤される場面や、詩人を気取るハマーの銃火器の売り込みにローディと共に絶句する姿を見せる。
サディアス・E・“サンダーボルト”・ロス

エミル・ブロンスキー

キャスリーン・スパー（Kathleen Sparr）
演 - クリスティナ・カボット
登場作品 - 『インクレディブル・ハルク』
アメリカ陸軍少佐。副官としてペンタゴン内から実戦現場まで、ロスを補佐する。
グレイバーン大学では、ブルースの血液サンプルを培養していたスターンズを尋問するが、血液サンプルを欲するブロンスキーに背後から殴り倒される。
ジョー・グレラー（Joe Greller）
演 - ピーター・メンサー
日本語吹替 - 山野井仁
登場作品 - 『インクレディブル・ハルク』
アメリカ軍の将軍で、ロスの同僚。ブルースの潜伏先がリオデジャネイロと判明後に、ブロンスキーら精鋭たちを召喚し、特殊部隊を編成。彼らを率いて出動する直前のロスにエールを送り、後事を託す。
ギデオン・マリック（Gideon Malick）
演 - パワーズ・ブース
登場作品 - 『アベンジャーズ』
世界安全保障理事会の役員。アメリカ大統領ですら手を出すことができない地位にいる。
ヒーローたちにテッセラクトを奪還させようとするフューリーに苦言を呈し、アベンジャーズとチタウリの戦闘終結のために、冷徹にもニューヨークへ核攻撃まで指示した。事後は、姿を消したアベンジャーズに戦闘の被害の責任を追及するようにフューリーに進言するも、これらを拒否される。
マーベル・テレビジョン製作の『エージェント・オブ・シールド』シーズン3では、現代のヒドラの中心的人物の一人として登場する。
ホーリー（Hawley）
演 - ジェニー・アガター
日本語吹替 - 寺内よりえ
世界安全保障委員会の役員を務めるイギリス人。
描写
『アベンジャーズ』
本作でMCU初登場。フューリーにニューヨークへ核攻撃を拒否されると彼の指揮権を剥奪し、ヘリキャリアの核搭載機のパイロットへ直接核攻撃を命令した。
『キャプテン・アメリカ/ウィンター・ソルジャー』
物語前半のバーチャル会議には出席したが、クライマックスではナターシャがホーリーに変装してピアースの前に登場したため、彼女の去就は不明。
フェリックス・ブレイク（Felix Blake）
演 - タイタス・ウェリヴァー
登場作品 - 『アイテム47』
シットウェルやコールソンの同僚であるエージェント。自室で勤務しており、コールソンの殉職を実感しきれていない様子を見せた。
チタウリの銃砲を持つ銀行強盗を察すると、その監視カメラの映像をシットウェルに見せ、何処か不真面目さを見せる彼の態度を注意するも、「捜査するなら足を使え」と返されてシットウェルに銃砲の回収と実行犯であるクレアとベニーの制圧を依頼。シットウェルが任務を終えて帰還すると報告期限は10時間前だとぼやくも、彼がクレアとベニーをS.H.I.E.L.D.の新入職員として連れてきたことに呆れ、シットウェルから「君の知識と技能を全てクレアに伝えろ」と言われて、クレアにコーヒーを頼むが、コーヒーを淹れたことすらない彼女に拍子抜けする。
ジャック・タガート（Jack Taggart）
演 - アシュレイ・ハミルトン
日本語吹替 - 山岸治雄
登場作品 - 『アイアンマン3』
アメリカ陸軍の兵士。被験者としてエクストリミスを投与され、体調に異変を来たした結果、エクストリミスに適応してなかった身体が限界を迎えて、居合わせたハッピーやサヴィンを巻き込んで爆死する。
チャド・デイヴィス（Chad Davis）
演 - ジェームス・ラックリー
日本語吹替 - 佐藤せつじ
登場作品 - 『アイアンマン3』
アメリカ陸軍の軍曹。被験者として志願し、エクストリミスを投与されたが、身体に適応しなかったため、故郷のローズヒルで爆死事件を起こす。
ジョン・フリン（John Flynn）
演 - ブラッドリー・ウィットフォード
日本語吹替 - 河本邦弘
SSRニューヨーク支局長。ペギーに対しては彼女の本領を認知せずに事務職だけ従事させるなど、女性軽視の風潮を隠さない差別的な上司である。
描写
『エージェント・カーター』（マーベル・ワンショット）
1946年のある日、ジョンソン、ミラー、ウィルクスの3名にゾディアック確保を指示して出動させ、内勤のみに鬱屈するペギーをたしなめた。そしてその夜、ペギーだけ飲み会へ誘わずに報告書作成名目の残業を押し付けるも、このことが裏目に出て、彼女のゾディアック回収のための単独行動を許してしまい、ゾディアックが回収されたにもかかわらず、帰還したペギーを叱責・罵倒する。だが、その直後にかかってきた電話の相手であるハワードからの指示で、「伝言できて光栄です。あなたは、ワシントンD.C.に異動となりました」とペギーに渋々伝えることとなり、完全に鼻を明かされる。
『ホワット・イフ...?』第1話
本作では、アース82111におけるフリンが登場。正史の彼と同様にペギーを軽視しているが、フィリップスが撃たれたことでSSR指揮官となった。スーパーソルジャー計画時にスティーブが撃たれたことで、リアクター操作役のハワードに被験者代行を指示したり、ペギーが超人兵士になると、彼女を実戦要員として認めようとせず、“本物のスーパーソルジャー”を欲してペギーに採血ばかりを行わさせ、自軍の損耗を恐れてテッセラクト回収や107連隊救出の提案を却下したり、ペギーやスティーブが活躍しはじめると彼女たちが自分の自慢の部下であるように大統領へ報告して手柄を横取りしようとするなど、典型的な頭の悪い無能上司ぶりに終始していた。
姿が見えない男声（Disembodied Voice）
声 - シェーン・ブラック
登場作品 - 『エージェント・カーター』（マーベル・ワンショット）
SSRニューヨーク支部にかかってきた電話の主。その素性は明かされなかったが、SSRの一員もしくは協力者であるようで、ニューヨーク支部に2度連絡し、1度目はホワイトストーン橋を移動中のゾディアック確保にエージェント2名で追跡するようフリンに伝え、2度目は電話に出たペギーにゾディアックの所在地の緯度と、そこへエージェント3〜5人で行くように指示する。
ロックウェル（Rockwell）
演 - アラン・デイル
日本語吹替 - 有本欽隆
登場作品 - 『キャプテン・アメリカ/ウィンター・ソルジャー』
世界安全保障委員会の役員を務めるアメリカ人。バーチャル会議や、ピアースの陰謀を知った際には彼を強く非難したが、ピアースによって身に付けられた生体認証バッジからの放電で感電死する。
イェン（Yen）
演 - チン・ハン
日本語吹替 - 伊藤和晃
登場作品 - 『キャプテン・アメリカ/ウィンター・ソルジャー』
世界安全保障委員会の役員を務める中国人。バーチャル会議では安全が脅かされたとピアースに指摘し、クライマックスでピアースに銃を向けて牽制するが、ピアースによって身に付けられた生体認証バッジからの放電で感電死する。
スィン（Singh）
演 - バーナード・ホワイト
日本語吹替 - 小形満
登場作品 - 『キャプテン・アメリカ/ウィンター・ソルジャー』
世界安全保障委員会の役員を務めるインド人。バーチャル会議では自国の近海で発生したレムリア・スターの襲撃事件に対して聴問会を開くことを進言し、クライマックスでは自分たちを懐柔しようとするピアースの甘言にも乗らなかったが、ピアースによって身に付けられた生体認証バッジからの放電で感電死する。
ゲイル（Gale）
演 - ウッド・ハリス
日本語吹替 - 山岸治雄
登場作品 - 『アントマン』
パクストンの相棒である、サンフランシスコ警察官。ピム邸での窃盗容疑で逮捕されたスコットの脱獄から、ピム・テック本社屋での騒動まで、事態を収拾させようとパクストンと共に活動するが、スコットや彼の仲間たちに振り回されることになる。ダレンがパクストン邸に現れて現地に駆けつけた際には、スコットが拡大させてしまった1匹のアリを犬と見間違えていた。
シャロン・カーター / エージェント13

エヴェレット・K・ロス

ミリアム・シャープ（Miriam Sharpe）
演 - アルフレ・ウッダード
登場作品 - 『シビル・ウォー/キャプテン・アメリカ』
国務省の人事部門に勤務する女性。自慢の息子がソコヴィアでの戦闘に巻き込まれて死亡したことからアベンジャーズを憎み、トニーを糾弾する。この時のやりとりもトニーが協定に賛成する一因となった。
ジェームズ・“ジミー”・E・ウー（James "Jimmy" E. Woo）
演 - ランドール・パーク
日本語吹替 - 宮川大輔、松本忍
FBI捜査官。スコットやピム父娘がソコヴィア協定違反対象となった際には双方の監視・捜索を兼任し、マキシモフ事変においては、モニカやダーシーと組んで事件解決へ向けて奔走する。
スタルツ（Stoltz）
演 - ショーン・クライアー
日本語吹替 - 森宮隆
登場作品 - 『アントマン&ワスプ』
ウーの部下の一人である二枚目風のFBI捜査官。冒頭のスコットの自宅アパートやバークレー大学でウーたちと捜索活動をするが、実はバーチの内通者であり、彼からは「特別な友人」と称されている。
後にバーチから知らされたスコットたちの居場所をウーに報告し、自らはピム父娘を包囲して逮捕した。その際にモバイル研究所を持ち出そうとするも、エイヴァに倒され、研究所を彼女に奪われる。
バーリー（Burleigh）
演 - ベンジャミン・バイロン・デイヴィス
日本語吹替 - 後藤光祐
登場作品 - 『アントマン&ワスプ』
ウーの部下の一人である巨漢のFBI捜査官。ウーたちと共に捜索活動に当たり、一度逮捕されたピム父娘を留置するも、スコットの手引きにより脱走を許してしまう。ラストでは、スコットの左足からモニター装置を取り外す。
ピアソン（Pearson）
演 - スゥーヒラ・エル=アッタール
日本語吹替 - 波乃りん
登場作品 - 『アントマン&ワスプ』
ウーの部下の一人であるFBIの女性捜査官。スコットの自宅アパートやバークレー大学でウーやバーリーたちと捜索活動をするが、前者では家具を取り落としている。
ホアキン・トレス

ヴァッサン（Vassant）
演 - マイルズ・ブリュー
登場作品 - 『ファルコン&ウィンター・ソルジャー』
アメリカ空軍大尉。搭乗していた自軍機が、チュニジア領空を飛行中にLAFの手でハイジャックされたことでバトロックに捕われるが、駆けつけたサムの活躍によってリビア領空目前で救出される。
ヴァレンティーナ・アレグラ・デ・フォンテーヌ

カードル（Caudle）
演 - イヴァン・ムバコップ
日本語吹替 - 清水裕亮
登場作品 -『ホークアイ』第2、5、6話
ニューヨーク市警察刑事。口調だけで電話相手の状態に気づけるほどの洞察力を持つ。ケイトに彼女の自宅の火災について来署の連絡をいれ、クリスマス2日前には、アーマンド3世殺害容疑がかかったジャックを誤認逮捕した。そして、クリスマス・イヴの夜には、ケイトからの通報を受けてアーマンド3世殺害容疑でエレノアを逮捕・連行する。

#### エコーとその関係者
マヤ・ロペス / エコー（Maya Lopez / Echo）
演 - アラクア・コックス
トラックスーツ・マフィアの現リーダー。耳が聞こえず、義足を付けているが、戦闘能力は高くクリント達を苦戦させる。かつて父をローニンに殺されており、彼への復讐心のみに突き動かされて行動していた。カジとは幼い頃から兄妹のように育ったため信頼し合っていたが、カジの怪しい行動に懐疑心を持つようになる。5話でクリントから説得され彼が犯人では無いことを知り、最終話で父の死の真実を知ると自分達を傘下としているフィスクに向けて銃を発砲した。
ウィリアム・ロペス（William Lopez）
演 - ザーン・マクラーノン
日本語吹替 - バトリ勝悟
マヤの父であり、トラックスーツ・マフィアの最初のリーダー。マフィアの部下たちの尊敬を集め、フィスクからも信頼されており、マヤにも影絵を披露したり、彼女を「小さなドラゴン」と呼ぶほど笑顔と思いやりを絶やすことなく接していたなど、人望が厚い組織の長としての顔と優しい父親としての顔を併せ持つ壮年男性だった。インクルーシブ教育を重んじ、マヤには「2つの世界を行き来できる子になってほしい」と願っていたことから、彼女から「自分は耳が聞こえない子たちの学校に通わないの」と問われても「必要ない」と返答して、幼少期のマヤを普通学校に通わせていた。
だが、ザ・ブリップの頃にローニン（クリント）に刺されて致命傷を負い、駆け付けたマヤに手話で「遠くへ飛びされ、小さなドラゴンよ」と伝え、手のひらの血の手形を彼女の頬に残して命を引き取る。
描写
『ホークアイ』第3話
回想シーンで、ニューヨークでの幼少期のマヤとの交流の一旦から、その最期までが描写される。
『エコー』

#### その他
クリスティン・エヴァーハート（Christine Everhart）
演 - レスリー・ビブ
日本語吹替 - 北西純子、魏涼子
雑誌“ヴァニティ・フェア”の女性記者。ブラウン大学卒でテロを何よりも憎んでおり、仕事ぶりも立派そのもの。その反面、辛辣に批評をぶつけるほどあまり好印象は持っていなかったトニーに「ミス・ブラウン」と口説かれると、初対面ながら彼と一夜を共に過ごしてしまう軽薄さも持つ。
描写
『アイアンマン』
本作で初登場。トニーへのインタビューのほか、スターク社とテン・リングスの不正取引を突き止めて、慈善イベントの際にトニーへ詰め寄った。物語ラストのトニーの記者会見にも参加する。
『アイアンマン2』
本作ではモナコ・グランプリ会場にのみ登場。ハマーに密着取材を行うも、トニーが来場した途端、彼に目を奪われてしまう。このことから今でもトニーへの関心を強く持っているとうかがえる。
タフガイリーダー（Tough Guy Leader）
演 - ペドロ・サリバン
日本語吹替 - 駒谷昌男
登場作品 - 『インクレディブル・ハルク』
“ポルト・ヴェルデ”で働く中年グループのリーダー。ポルトガル語を上手く話せないブルースに日常的に嫌がらせを行なっており、ブルースが特殊部隊に追われていた時も取り巻きらと共に彼へ暴力を加えるが、ハルクに片足を握り潰されて投げつけられる。
レナード・サムソン（Leonard Samson）
演 - タイ・バーレル
日本語吹替 - 藤原啓治
登場作品 - 『インクレディブル・ハルク』
心理学者で、ブルース失踪後のベティが交際を始めた新しい恋人。スタンリーからも「良い奴」と評されるほど快活で誠実な性格であり、ベティとは良好な関係を築いていたが、彼女がブルースと再会するとロスら陸軍に通報してしまう。
しかし、ハルクとベティが特殊部隊の追撃から互いを助け合おうとする姿を見て、通報したことを後悔し、最後はベティを危険に晒したロスを批難する。
ジャック・マクギー（Jack McGee）
演 - ニコラス・ローズ
登場作品 - 『インクレディブル・ハルク』
カルバー大学の学生で、校内新聞の記者。大学のキャンパス内で繰り広げられたハルクと特殊部隊の戦闘を携帯電話で撮り、その動画をニュースに提供する。
ジム・ウィルソン（Jim Wilson）
演 - P・J・ケル
登場作品 - 『インクレディブル・ハルク』
カルバー大学の学生。友人のジャックと共にハルクと特殊部隊の戦闘を目撃し、後のニュースのインタビューにブルースが変身した大男について「すごくデカい廃船（ハルク）みたいに巨大だった」と答える。
タクシードライバー
演 - リック・コーデイロ
日本語吹替 - 落合弘治
登場作品 - 『インクレディブル・ハルク』
ニューヨークでブルースとベティを自身のタクシー乗せた運転手。荒々しい運転でベティを大激怒させた。
チェス・ロバーツ（Chess Roberts）
演 - オリヴィア・マン
登場作品 - 『アイアンマン2』
物語冒頭でスターク・エキスポ会場をレポートするリポーター。
アントン・ヴァンコ（Anton Vanko）
演 - エフゲニー・ラザレフ
登場作品 - 『アイアンマン2』
ソ連の物理学者で、イワン・ヴァンコの実父。生年月日は1943年2月15日。1963年にアメリカに亡命し、ハワードと共にアーク・リアクターの研究開発に携わったが、金儲け優先の考え方をスパイ容疑と見做され、1967年にソ連へ強制送還された。収穫無しでの帰還だったためシベリアに送られ、20年間酒浸りの日々をおくり、その経緯からスターク家を恨み、息子であるイワンへ言い聞かせてきた。
現代の時点で、貧困生活へ追いやられて衰弱状態となり、トニーのアイアンマンの正体公表とほぼ同時期にイワンへ詫びの言葉を遺して息をひきとる。
マーベル・テレビジョン製作のドラマ『エージェント・カーター』シーズン1の第1話には、同姓同名の男性が登場する。
イサベラ・アルヴァレス（Isabela Alvarez）
演 - アドリアナ・バラッザ
登場作品 - 『マイティ・ソー』
プエンテ・アンティグオのダイナーの女主人。ジェーンとは面識があるようで、彼女たちと入店したソーが食事中にコップを割ったことに驚き、謝られる。
タワー・キーパー（Church Keeper）
演 - デイビッド・ブラッドリー
日本語吹替 - 浦山迅
登場作品 - 『キャプテン・アメリカ/ザ・ファースト・アベンジャー』
ノルウェーのトンスベルグの塔の番人を務める老人。塔内に隠したテッセラクトを守っていたが、1942年3月にシュミットらに塔へ攻め込まれ、奪われてしまう。そのパワーに焼かれるぞと警告するが、シュミットによって無惨にも射殺される。
コニー（Connie）
演 - ジェナ・ルイーズ・コールマン
日本語吹替 - 山根舞
登場作品 - 『キャプテン・アメリカ/ザ・ファースト・アベンジャー』
バッキーのガールフレンド。万国博覧会で、バッキーと2人でハワードの重力展開技術披露を観覧するなど、デートを楽しむ。
店員
演 - ジェシカ・マニュエル
登場作品 - 『ハンマー墜落現場へ向かう途中での出来事』
夜中のロクソン・ガソリンスタンドで一人働く女性。コールソンが入店した直後に現れた強盗2人組にショットガンを向けられ、怯えながら挙手するが、コールソンが強盗を容易く倒したことで難を逃れた。呆然する中、そのまま「釣りは要らない」と会計する去り際のコールソンにこの顛末を警察にどう説明するか尋ねると、「“DVDで鍛えた”と伝えれば良い」と返答される。
ハインリヒ・シェーファー（Heinrich Schäfer）
演 - ディーター・リーズレ
登場作品 - 『アベンジャーズ』
“シェーファー警備会社”のオーナーである原子核物理学者。ドイツのパーティーでスピーチしていたところ、“イリジウム”を欲するロキに襲われ、無理矢理片目の虹彩パターンをスキャンされる。
廃墟の警備員
演 - ハリー・ディーン・スタントン
日本語吹替 - 松岡文雄
登場作品 - 『アベンジャーズ』
ハルクが落下して激突する廃墟の老警備員。変身が解けたブルースに声をかけ、彼にオートバイを貸与する。
デイヴィス夫人（Mrs. Davis）
演 - デイル・ディッキー
日本語吹替 - 北條文栄
登場作品 - 『アイアンマン3』
テネシー州のローズヒルに住む、壮年の女性。息子のチャドをエクストリミスで失っており、息子が所持していた機密ファイルを保有していたが、ブラントに呼び出されて酒場に向かい、現れたトニーを連絡して来たブラントと思い込み機密ファイルを託す。
トーマス・リチャーズ（Thomas Richards）
演 - トム・ヴァーチュー
登場作品 - 『アイアンマン3』
ロクソン・オイル社の会計士。マンダリン/スラッタリー曰く善良な人物らしいが、マンダリンに捕まり、銃口を向けられ、その様子を電波ジャックで生中継されてしまい、マンダリンに撃たれる。
ゲイリー（Gary）
演 - アダム・パリー
日本語吹替 - 丸山壮史
登場作品 - 『アイアンマン3』
ミスコン会場で働いていたカメラ・オペレーター。自作した“トニー人形”の顔をモデルにしたタトゥーを腕に施し、自身の顔付きや髪型までトニーのイメージに近づけようとするほどトニーの大ファン。
仕事の合間に自らの中継車両に忍び込んだトニーに挨拶すると、彼から無線LANを使用するために協力してほしいと頼まれ、引き受ける。
ウー（Wu）
演 - ワン・シュエチー
日本語吹替 - 星野充昭
登場作品 - 『アイアンマン3』
心臓外科専門の中国人医師。1999年のベルンの技術会議でインセンがトニーに紹介し、酒に酔ったトニーの振る舞いに幻滅したが、本作のラストでトニーの心臓からミサイルの破片を取り除く。
リチャード（Richard）
演 -  クリス・オダウド
日本語吹替 - 山岸治雄
登場作品 - 『マイティ・ソー/ダーク・ワールド』
ジェーンの求婚者であるサラリーマン。朗らかな好人物で、物語の冒頭でジェーンとランチに出掛けるが、彼女が別の男性のことを考えていると見抜き、すぐさまランチを中止して一旦別れた。
後にジェーンがスヴァルトアールヴヘイムの洞窟に隠れた際に彼女へ電話し、ジェーンたちが地球への世界の境目を見つけるきっかけを作る。
レナータ（Renata）
演 - ブランカ・カティック
日本語吹替 - ちふゆ
登場作品 - 『キャプテン・アメリカ/ウィンター・ソルジャー』
ピアースの邸宅で使用人として働く女性。主のピアースがウィンター・ソルジャーと密談する場面を目撃してしまい、ピアースによって射殺されてしまう。
キャメロン・クライン（Cameron Klein）
演 - アーロン・ヒムルスタイン
元S.H.I.E.L.D.の職員で、パーマがかかった髪型と気弱な性格が特徴。
描写
『キャプテン・アメリカ/ウィンター・ソルジャー』
本作でMCU初登場。インサイト計画実行時にインサイト・ヘリキャリアの管制官を務め、本性を現したラムロウにヘリキャリアの発進を強要されるが、スティーブの意志を尊重し、怯えながらも最後まで屈しなかった。その後の乱戦の最中にラムロウに殺されそうになるが、シャロンに救われたことで事なきを得る。
『アベンジャーズ/エイジ・オブ・ウルトロン』
本作ではヘリキャリアのオペレーターとして、フューリーやマリアたちと共に乗艦して登場。ウルトロン・セントリーの1体がヘリキャリアのブリッジに特攻して来た際には、怯える様子を見せた。
デイル（Dale）
演 - グレッグ・ターキントン
日本語吹替 - 小形満
登場作品 - 『アントマン』
サーティワンアイスクリームの一店舗のマネージャー。自身が受け持つ店舗で、アルバイトを始めて間もないスコットが前科者だと知り、彼に解雇を言い渡してしまう。
ジョナサン・パングボーン（Jonathan Pangborn）
演 - ベンジャミン・ブラット
日本語吹替 - 根本泰彦
登場作品 - 『ドクター・ストレンジ』
工場の事故で下半身不随に陥ったものの、エンシェント・ワンの下で魔術を身につけ、歩けるようになった男性。現在は鉄工所で働き、バスケットボールを楽しめる程にまで回復した。
かつてストレンジに治療を求めたこともあったが、彼が自分の名声が傷つくのを恐れ、手術を不可能だと告げたため、門前払いを食らった。そこで医術を諦めて、世界中の寺院や聖堂を渡り歩いた末にカマー・タージに行きつき、半年間エンシェント・ワンの下で魔術を学ぶ。その際にモルドとも顔馴染みとなるとともに、マスターズ・オブ・ミスティック・アーツ入りを辞退した代わりに、魔力を得てまともに動ける肉体となった経緯を持つ。
前述の件もあって初対面時にはストレンジへ辛辣な態度を取るが、彼が自分と同じ境遇に陥っているのを見て、カマー・タージに行くよう助言する。だが物語のラストで、職場で仕事中に現れたモルドに虚を突かれて身体から魔力を奪われ、再び下半身不随となってしまう。
ソル・ラマ（Sol Rama）
演 - ウミット・ウルゲン
登場作品 - 『ドクター・ストレンジ』
ロンドンのサンクタム・サンクトラムの主を務めていた魔術師。3ヶ所のサンクタム・サンクトラムに繋がる扉の間でエンシェント・ワンや他の主たちと共にアンティチェンバーを囲うシーンと、ゼロッツがロンドンのサンクタム・サンクトラムを破壊するシーンに登場。後者のシーンでカマー・タージに駆け込もうとするも、カエシリウスの攻撃を受けて倒れる。
ティナ・ミノル（Tina Minoru）
演 - リンダ・ルイーズ・デュアン
登場作品 - 『ドクター・ストレンジ』
香港のサンクタム・サンクトラムの主を務める魔術師。3ヶ所のサンクタム・サンクトラムに繋がる扉の間でエンシェント・ワンや他の主たちと共にアンティチェンバーを囲うシーンと、ウォンたちと共に香港のサンクタム・サンクトラムでゼロッツ襲撃に備えるシーンに登場するが、その後の去就は不明。
ダニエル・ドラム（Daniel Drumm）
演 - マーク・アンソニー・ブライトン
登場作品 - 『ドクター・ストレンジ』
ニューヨークのサンクタム・サンクトラムの主を務めていた魔術師。3ヶ所のサンクタム・サンクトラムに繋がる扉の間でエンシェント・ワンや他の主たちと共にアンティチェンバーを囲うシーンと、ゼロッツがニューヨークのサンクタム・サンクトラムを襲撃するシーンに登場。ゼロッツに応戦するが、カエシリウスに刺されて倒れる。
デビッド・ハッセルホフ（David Hasselhoff）
演 - デビッド・ハッセルホフ（本人役）
日本語吹替 - ささきいさお
登場作品 - 『ガーディアンズ・オブ・ギャラクシー:リミックス』
父の存在を知らなかったクイルが理想の父親として掲げていた地球の歌手で、クイルは『ナイトライダー』でマイケル・ナイトを演じていた頃の雑誌の切り抜きを持ち歩いていた。終盤でエゴが一瞬だけ、マイケル・ナイトの服装をした現在のハッセルホフに化ける形で登場する。
アーロン・デイヴィス（Aaron Davis）
演 - ドナルド・グローヴァー
日本語吹替 - 渡邉隼人
登場作品 - 『スパイダーマン:ホームカミング』
バルチャーの一味と武器の取引を行った、窃盗の前科を持つ男性で、誕生日は1984年4月15日。ピーターを女子みたいな声と揶揄ったり、武器売買に関わっていたが、脅しのための普通の武器で良いと殺傷力の高い武器に難色を示すなど根っからの悪人ではない。結果的にピーターに命を救われたことに心を動かされ、行きつけのサンドイッチ店の話で盛り上がったことから、ピーターに拡張尋問モードで尋問を受けた際にトゥームスと取引に関する情報を提供する。
クレヴ（Klev）
演 - ザック・チェリー
日本語吹替 - かぬか光明
寸胴体系にパンチパーマ、むさ苦しい髭面が特徴の男。超人ヒーローや強豪に出会すと、現状や居合わせた人物の意に介さず、動画撮影と実況配信に没頭する俗物気質のろくでなしである。
描写
『スパイダーマン ホームカミング』
クイーンズの道路で、ワゴンカーで食品を販売していたところ、自警活動中のピーター/スパイダーマンを見つけ、彼にねだったバク宙の披露を見て感謝する。
『シャン・チー/テン・リングスの伝説』
サンフランシスコで乗り合わせたバスの車内で始まったシャン・チーとレーザー・フィストらの戦いを、「昔格闘技をかじっていたとこの喧嘩は格付けする」と称して動画配信しはじめ、当事者のシャン・チーたちを煽ったり、バスが暴走しても「何度も怒られてっから」と述べて問題に対処しないどころか実況配信を継続するデリカシーの無さも見せた。この配信によりシャン・チーは“バス・ボーイ”として有名になってしまう。
ドリス・トゥームス（Doris Toomes）
演 - ガーセル・ボヴェイ
日本語吹替 - 水神のりこ
登場作品 - 『スパイダーマン:ホームカミング』
エイドリアン・トゥームスの妻でリズの実母。娘と同様に夫の悪事については何も知らず、リズが招待したピーターを明るく出迎え、娘とのツーショット写真を撮る。
ウンジョブ（N'Jobu）
演 - スターリング・K・ブラウン
日本語吹替 - 遠藤大智
ティ・チャカの弟で、ウンジャダカの父親。ティ・チャラやシュリの叔父でもある。
トーマス（Thomas）
演 - フランシスカ・ファリダニー
登場作品 - 『ブラックパンサー』
グレートブリテン博物館の支配人の女性で、工芸品の専門家でもある。客に扮して博物館に来訪したウンジャダカに展示物の解説をしながらも彼の態度に困り果てるが、飲み物に入っていた毒で体調を崩して倒れ、現れたクロウに射殺されてしまう。
ソフィア（Sophia）
演 - アレクシス・リー
日本語吹替 - 木村涼香
登場作品 - 『ブラックパンサー』
釜山にあるチャガルチ市場で露店を営む、現地の中年女性。ナキアと顔馴染みであり、ティ・チャラとオコエを伴ってやって来た彼女を拒絶するような言動をとりつつも、カジノの玄関を開ける。また、その後に現れたクロウの一味は快くカジノに入場させている。
ローズ（Rose）
演 - ダルシー・シーン
登場作品 - 『アントマン&ワスプ』
冒頭の回想シーンに登場したキッズシッター。S.H.I.E.L.D.の任務に出張する若き日のピム夫妻から、ホープの子守を任されていた。
エライアス・スター（Elihas Starr）
演 - マイケル・セルヴェリス
日本語吹替 - 金光宣明
登場作品 - 『アントマン&ワスプ』
エイヴァの父親で元S.H.I.E.L.D.の科学者。かつてピムの部下として量子研究所に所属していたが、研究にのめり込んで量子トンネルの設計図をピムから盗んだことによりS.H.I.E.L.D.を解雇された。だが名誉のために、研究を成功させようとする野心に取り憑かれて、独自に量子トンネルを開発し実験したものの、失敗してトンネルが大爆発を起こし、自身は妻と共に死亡。同時にエイヴァの体質を量子フェージング状態に変えてしまった。
キャサリン・スター（Catherine Starr）
演 - リアン・スティール
日本語吹替 - 恒松あゆみ
登場作品 - 『アントマン&ワスプ』
エライアスの妻でエイヴァの母。エイヴァが6歳の頃、エライアスの研究施設にエイヴァといた日に、エライアスに促されて量子トンネルの暴発から母娘で避難しようとしたが、父を心配して戻ってしまったエイヴァを追ったところでトンネルの大爆発に巻き込まれ、エライアスと共に息を引き取った。
ダニエル・グーブラー（Daniel Gooobler）
演 - ティム・ハイデッカー
登場作品 - 『アントマン&ワスプ』
サンフランシスコ沖を航行する遊覧船のキャプテン。運航している遊覧船でホエールウォッチングをする観光客たちへツアーガイドをする最中に、ドルフィンキックを披露したジャイアントマンを鯨と間違える。
『アントマン&ワスプ』のブルーレイの未公開映像では、ツアー中に人種がオランダ系アイルランド人で、駆け付けた警官たちには「働き詰めと知るまで警察に憧れていた」と話すなど、ある程度のプロフィールが明かされている。
ドン（Don）
演 - ロバート・カジンスキー
日本語吹替 - 赤坂柾之
登場作品 - 『キャプテン・マーベル』
SIP N SURFにやって来たバイカー。店の前にいたヴァースに容喙するが、彼女にオートバイを盗まれる。
嘆く男
演 - ジョー・ルッソ
日本語吹替 - 宮崎敦吉
登場作品 - 『アベンジャーズ/エンドゲーム』
ゲイの男性。グループセラピーで、恋人（家族）との話をスティーブに語る。
ディミトリ・スメルダコフ（Dimitri・Smerdyakov）
演 - ヌーマン・アチャル
日本語吹替 - 中田譲治
登場作品 - 『スパイダーマン:ファー・フロム・ホーム』
フューリー（擬態）のチームの一員である男性エージェント。ハリントンからの問いに表情一つ変えずに答えないほど強面で滅多に口を開かない。ピーターとはじめて出会ったヴェネツィアの作戦室では銃器の整備を行っていた。フューリー（擬態）の協力依頼を断ったピーターを送り返した翌日に、バス運転手に扮してピーターたち科学史ツアー一行をバスに乗せ、道中のオーストリアでピーターのドローン誤召喚によるトラブルで事故を起こしかけながらも、ツアー一行をプラハに送迎した。その後、プラハに火のエレメンタルが出現した際にもフューリー（擬態）に同行している。
裁縫師（Seamstress）
演 - トニ・ガーン
登場作品 - 『スパイダーマン:ファー・フロム・ホーム』
フューリー（擬態）のチームの一員である女性エージェント。せっかちで愛想がない。フューリー（擬態）の指示を受けて、ディミトリが科学史ツアー一行を一時休憩させたオーストリアの村で、手配したステルス・スーツをピーターに託してすぐに試着するように求める。
フーリガン
演 - イェルン・ファン・コーニンスブルッヘ
登場作品 - 『スパイダーマン:ファー・フロム・ホーム』
ピーターが留置された牢屋にいた男性4人組の一人。顔と上半身にサッカーオランダ代表のペインティングを施しており、ステルス・スーツを没収されて薄着になったピーターに自身のレプリカユニフォームを着せる親切心を見せた。ピーターが脱出した直後、自分たちの牢屋のドアを元通りにする。
J・ジョナ・ジェイムソン（J. Jonah Jameson）
演 - J・K・シモンズ
日本語吹替 - 立川三貴
“デイリー・ビューグル”の主催者兼ニュースキャスター。正体を長らく明かさずに自警活動を行ってきたピーター/スパイダーマンを目の敵にしており、彼への猛バッシングを公然と連発する。
ウエストビューの住人
登場作品 - 『ワンダヴィジョン』
アグネス［アガサ・ハークネス］（Agnes［Agatha Harkness］）

ジェラルディン［モニカ・ランボー］（Geraldine［Monica Rambeau］）

ピエトロ・マキシモフ/ ニセトロ

アーサー・ハート［トッド・デイヴィス］（Arthur Hart［Todd Davis］）
演 - フレッド・メラメッド
日本語吹替 - 高岡瓶々
“計算サービス社”に務めるヴィジョンの上司。「共産主義は嫌いだ」と発言し、部下達に高圧的な態度を取る。
8月23日水曜日に半ば強引にワンダとヴィジョンの家に招かせる。歓待を受ける中で食事中に食べ物が喉に詰まり、危うく死に掛けるが、ヴィジョンの透過能力で助けられ、感謝の意を示す。
ハート夫人［シャロン・デイヴィス］（Mrs. Hart［Sharon Davis］）
演 - デブラ・ジョー・ラップ
日本語吹替 - 定岡小百合
アーサーの伴侶。夫と共にワンダとヴィジョンの家に招かれる。
不満を漏らす夫を宥め窘めつつ歓待を受けるが、苦しむ夫を前に笑い出し、夫が助かった後は何事もなかったかのように帰ろうとする等、不自然な行動を取る。
ハーブ［ジョン・コリンズ］（Herb［John Collins］）
演 - デヴィッド・ペイトン
日本語吹替 - 武田太一
ワンダとヴィジョンの隣人。ヴィジョンとは町内会の集まりで出会う。
自宅の塀をヘッジトリマーで割るという異常な行動を取る。ヴィジョンにジェラルディンの素性について話をし掛けたものの、アグネスに遮られて口を噤む。
ノーム［アビラス・タンドン］（Norm［Abilash Tandon］）
演 - アシフ・アリ
日本語吹替 - 藤田大助
ヴィジョンの会社の同僚で、隣の机に座って仕事をしている。ワンダとヴィジョンの隣人の一人でもある。
ヴィジョンの仕事の速さを称賛するが、自分達の仕事について訊ねられても正確に答えず、はぐらかす。
後にシットコムの年代が変わった際に違和感を覚えたヴィジョンが一時的に洗脳を解除し、取り乱した様子で「彼女を止めてくれ」と懇願する。
フィル・ジョーンズ［ハロルド・プロプター］（Phil Jones［Harold Proctor］）
演 - デヴィッド・レンゲル
日本語吹替 - 越後屋コースケ
ヴィジョンの会社の同僚で、ワンダとヴィジョンの隣人の一人でもある。
ハートの歓待に失敗して会社を解雇されたことが示されるも、次の話では何事もなかったかのように同じ職場で働いている。
ドッティ・ジョーンズ［サラ・プロクター］（Dottie Jones ［Sarah Proctor］）
演 - エマ・コールフィールド・フォード
日本語吹替 - 山田みほ
ワンダとヴィジョンの隣人の一人。フィルの妻。
婦人会を主催し、会の新人であるワンダに対して高飛車に振る舞うが、マジックショーで活躍する2人を見て称賛する。
一方で不可解な状況に居合わせても強引に状況を終わらせるという異常さを示した。
S.W.O.R.D.の調査では何故か名前が出ていない。
ベヴァリー［イザベル・マツエダ］（Beverly［Isabel Matsueda］）
演 - ジョリーン・パーディ
日本語吹替 - れいみ
ワンダとヴィジョンの家の近所に住む婦人。
婦人会の司会を務めるが、ドッティからは嫌味を言われる等の不当なな扱いを受けている。
デニス（Dennis）
演 - エイモス・グリック
日本語吹替 - 山岸治雄
道端を通りすがってはおどけて見せる配達員。シリーズ前半では郵便屋の、後半では“PRESTO”という民間企業の配達員として登場する。
スタン・ニールセン（Stan Nielson）
演 - ランディー・オーグルズビー
街の産婦人科医。突如妊娠したワンダを診察する。
バミューダ諸島へのバカンスを計画していたが、車が故障するトラブルに見舞われ、そのまま旅行まで諦めてしまう。
ニールセン夫人（Mrs. Nielson）
演 - ローズ・ビアンコ
ニールセン医師の伴侶。
エヴァノラ・ハークネス（Evanora Harkness）
演 - ケイト・フォーブス
日本語吹替 - 磯西真喜
登場作品 - 『ワンダヴィジョン』
アガサの母親であった魔女。1693年のセイラムで、掟を破ったアガサを処刑しようとしたが、逆に自分たちの命を吸収されてしまい、ミイラ化した。ワンダがアガサに見せた幻覚にもミイラの姿で登場し、ワンダにも襲い掛かったが振り払われる。
オリヴィア・ウォーカー（Olivia Walker）
演 - ガブリエル・ビンドロス
日本語吹替 - 平野夏那子
登場作品 - 『ファルコン&ウィンター・ソルジャー』
ジョン・ウォーカーの妻。夫がキャプテン・アメリカを継いだことを誇りに思い、彼がレマーを失って不名誉除隊にまで追い込まれた時には誰よりも心配して、レマーの遺族の下へ出向くことも提案するなど良き妻である。その後のヴァルの接触に戸惑いを見せるも、夫が新しい肩書きを得た際には彼と2人で喜び合う。
ルディ（Rudy）
演 - ニール・コディンスキー
日本語吹替 - 山岸治雄
登場作品 - 『ファルコン&ウィンター・ソルジャー』
フラッグ・スマッシャーズの支持者の一人である、ミュンヘンに住む男性。ネットカフェにやって来たカーリらを食事やベッドで歓待し、宿泊させた。
後日GRCとGSG-9の立ち入り捜査を受けた際に、強引に詰め寄るウォーカーに「アメリカ人は凶暴だ」とぶつけ、彼の顔に唾を吐くほどの喧嘩腰な態度を見せながら口を割らなかった。このため、GRCに逮捕される。
セルビー（Selby）
演  - イメルダ・コーコラン
登場作品 - 『ファルコン&ウィンター・ソルジャー』
マドリプールにある“ブラスモンキー・サルーン”のオーナーを務める故買屋。超人血清に関する情報を求めてやって来たジモたちを迎え、ウィンター・ソルジャーを譲ることを約束されると、血清がマドリプールにあり、パワー・ブローカーがネイゲルに作らせたことを伝えた。だがそこにかかってきたサラからの着信に出させたサムがスマイリング・タイガーではないと電話の内容で知るや、彼らと乱闘になるが、シャロンの狙撃を受けて死亡する。
ドンニャ・マダーニ（Donya Madani）
演 - ベロニカ・ファルコン
登場作品 - 『ファルコン&ウィンター・ソルジャー』
デシメーションを免れた代わりに難民となった人々のコミュニティの中心だったと述べられる人物。彼女に救われたカーリを含む多くの難民から“ママ・ドンニャ”と呼び慕われていた。物語本編の時点ではすでに故人となり、その訃報はカーリに悲しみを与え、リガで難民たちによって彼女をとむらう弔問も行われる。
オクサナ（Oksana）
演 - ミッチェル・リー
日本語吹替 - 村田遥
登場作品 - 『ブラック・ウィドウ』
レッドルームの元ウィドウ。メリーナと同世代。モロッコのタンジェでレッドダストが入ったケースをある男性から受け取った直後、レッドダスト回収と自身の暗殺任務にあたっていたエレーナの奇襲を受けることになり応戦するも、ナイフで斬られて致命傷を負った。だが、最後の力を振り絞ってエレーナにレッドダストを浴びせて彼女の洗脳を解き、ウィドウたちの解放を託す。
ヘレン（Helen）
演 - ジェイド・ウー
レッドルームでエレーナと同世代の元ウィドウであった、頭部の大きなシニヨンが特徴のアジア系女性。
描写
『ブラック・ウィドウ』
本作では現世代のウィドウの一人として登場。崩壊をはじめたレッドルーム本部内で、他のウィドウたちと共にナターシャに挑み、彼女を袋叩きにしたが、エレーナが散布したレッドダストを浴びて洗脳が解け、攻撃をやめると、エレーナの案内で皆と共に本部から脱出。レッドルーム壊滅後は、脱出に成功したウィドウズやエレーナたちと輸送機に搭乗して飛び去る。
『シャン・チー/テン・リングスの伝説』
本作では、ゴールデン・ダガーズ・クラブの闘技場で戦う戦士として登場。エクストリミス・ソルジャーの男性を相手に善戦し、試合後には彼の手当てをウォンとブロンスキーが交流しつつ立ち去る傍らで行なっていた。
ウルサ・メジャー（Ursa Major）
演 - オリヴィエ・リヒタース
登場作品 - 『ブラック・ウィドウ』
アレクセイと同じ刑務所の囚人。アレクセイと腕相撲をした際、「1983年か84年にキャプテン・アメリカと戦った」と武勇伝を語る彼に対し、「その頃は氷漬けだった」と指摘してアレクセイの機嫌を損ねてしまい、腕を痛めつけられる。
マーティン（Martin）
演 - ジョシュ・ファーデム
日本語吹替 - 清水裕亮
登場作品 - 『ロキ』
TVA本部に連行された変異体の男性。大企業の役員を父親に持つ自分を連行するのは理不尽としてTVAを買収してやると強弁したり、ミニットメンの一人を「バケツ頭」と罵しり、チケットを持っていないにもかかわらず持っていると嘘をつき続けた結果、ミニットマンに剪定される。
ランディ（Randy）
演 - オースティン・フリーマン
声 - 露崎亘
登場作品 - 『ロキ』
2050年の“ロックスカート”の男性店員。ほぼ無人となった店内の一角でロキと話すハンターB-15を接客するが、シルヴィの魔法にかかり、ロキと対話する媒介として操られてしまう。
レベッカ・トルミネット（Rebecca Tourminet）
演 - ググ・バサ＝ロー
登場作品 - 『ロキ』
2018年の“F・D・ルーズヴェルト高校”で校長を務める女性教師で、ラヴォーナと変異体の関係にあると思しき人物。
ジョン・ジョン（Jon Jon）
演 - ロニー・チェン
日本語吹替 - 櫻井トオル
登場作品：『シャン・チー/テン・リングスの伝説』
シャーリンの右腕。中国語だけでなく英語も達者で、ゴールデン・ダガーズ・クラブ内の裏闘技場でリングアナウンサーも務める。ノリが良くフランクに見えるが、来訪したシャン・チーに彼の妹のシャーリンを探すことを手伝うと嘯きながら、闘技場の注目を集めるため両者を戦わせるなど倫理観が欠如した人物である。
シャン・チーとシャーリンの試合の後、クラブにテン・リングスの構成員らが侵入してきた際には、シャン・チーたちをあっさり見捨ててシャーリンと共にその場から逃走した。
物語のポストクレジット・シーンでは、シャーリンが長に就いたテン・リングス（組織）に編入する。
MIT副総長補佐
演 - ポーラ・ニューサム
日本語吹替 - 百々麻子
登場作品：『スパイダーマン:ノー・ウェイ・ホーム』
マサチューセッツ工科大学の副総長補佐を務める壮年女性。フラッシュが撮ったMIT入学試験の合格記念のツーショット写真の相手でもある。2024年の秋頃のある日、自動車で空港に向かう最中に、アレクサンダー・ハミルトン橋で道路渋滞に遭ったところ、その様な状況に身体一つで直接駆け付けたピーターに呆れつつ、彼からMJとネッドのMIT入試再受験の検討を嘆願されて困惑するが、そこに現れたドクター・オクトパスとピーターの戦いに巻き込まれた。運転手が逃げた自動車に閉じ込められたまま橋から転落する直前に追い込まれたものの、自分を救ってくれたピーターに「あなたはヒーロー」と認め、彼とMJたちのMIT入試再受験を検討すると約束し、オクトパスに文句をぶつけて徒歩で立ち去る。
ネッドの祖母（Ned’s lola）
演 - メアリー・リベラ
日本語吹替 - 谷育子
登場作品：『スパイダーマン:ノー・ウェイ・ホーム』
ネッド・リーズと同居している、彼の祖母。英語も話せるが、ほとんどタガログ語で話す。口調は弱々しいものの、ネッドが開いたゲートウェイから自宅にやって来たピーター3が、MJたちの「天井を這って」のリクエストに応えようとしない様子を見て、彼に「天井に張られているクモの巣を取って」と頼み、天井を這わせる機転を見せた。そしてピーター3が同じくゲートウェイから現れたピーター2と家中をウェブだらけにしてしまったことから、彼らに後片付けをするよう英語で伝えて就寝する。
アーマンド・デュケイン3世（Armand Duquesne III）
演 - サイモン・キャロウ
日本語吹替 - 秋元羊介
登場作品 -『ホークアイ』第1話
ジャック・デュケインの叔父の老名士。ケイトに対しては彼女がブランチでよく訪れていた縁から礼儀正しく友好的だが、ジャックとエレノアに対しては「秘密主義の蜜月カップル」と酷評し、裏では力がある友人がいると豪語するなど、本質はいかがわしく、ジャックとの婚約がデュケインの名前に深刻な影響を及ぼすと恐れ、エレノアを脅迫した。闇オークションではジャックとローニンの刀剣を巡って張り合って競り落とした直後にトラックスーツ・マフィアの襲撃に出会し、ケイトの活躍で難を逃れたが、この一件後、自宅でエレノアによって刺殺され、ケイトが邸宅に侵入した際に死体として発見される。
アーマンド・デュケイン7世（Armand Duquesne VII）
演 - ジョナサン・バーグマン
日本語吹替 - 福原綾香
登場作品 -『ホークアイ』第1、6話
アーマンド3世やジャックの親戚である少年。初対面のケイトへのぎこちない挨拶から、恥ずかしがり屋のように見える一方で、非常に尊大で動揺しやすく反抗的な態度を隠さない男児である。チャリティー競売会場にアーマンド3世と同伴していたものの、「帰りたい退屈だ」と訴えていた。クリスマス・イヴには、釈放されてコムキャスト・ビルのパーティー会場にやってきたジャックに彼のワインコレクションを継承できないことなどに対して嫌味の応酬を繰り広げ、会場が混乱した際には、避難誘導のために自分を担ぎ上げていたグリルスに激しく文句をぶつける。
ゲアリー（Gary）
演 - ブライアン・トロックスウェル
日本語吹替 - 綿貫竜之介
登場作品 -『ホークアイ』第1、6話
闇オークション会場の警備主任。闇オークションのスタッフになりすまして会場に潜り込んだケイトを詰問するが、あっさりと立ち去られてしまった。
クリスマス・イブには、コムキャスト・ビルでのパーティー会場でも働いており、スタッフになりすましていたウェンディに偉そうに振る舞う。
スティーヴン・グラント（Steven Grant）
演 - ジョセフ・ミルソン
登場作品 - 『ムーンナイト』第4話
『トゥーム・バスター』の主人公である考古学者の壮年男性。『トゥーム・バスター』の劇中で、指導するロッサーと共にジャングルを冒険し、コヨルシャウキの像に出会した。幼い頃のマークは、彼に扮してランドールとよく探検ごっこをしていた。
ロッサー（Rosser）
演 - ビル・ベケレ
登場作品 - 『ムーンナイト』第4話
『トゥーム・バスター』の登場人物にして、グラントの弟子である考古学者見習いの黒人少年。グラントからは勇気があると評されており、ジャングルの冒険中に罠に引っかかって死亡したとされる“モンタルバン”の骸骨を下ろした。マークと探検ごっこをしていたランドールは、彼に扮していた。

### 宇宙の住民

#### ノバ軍警察
登場作品 - 『ガーディアンズ・オブ・ギャラクシー』
イラニ・ラエル（Irani Rael）
演 - グレン・クローズ
日本語吹替 - 一柳みる
ノバ軍警察の“ノバ・プライム”（リーダー）。銀河の平和と秩序を憂い、市民の安全を第一としながら、どんな時でも威厳を失わず、果敢な決断力を発揮し、的確な統率をとれる女傑であり、ザンダー星のみならず、銀河全体の平和を願う。
ノバ軍の基地施設を次々と攻撃するロナンに対して、クリー帝国の大臣に対処を要請し、非難声明を出すと警告するも、取り合われることなく通信を中断されて、強い憤りを見せる。
後にロナンらの侵攻を伝えるメッセージが来たことをローマンから知らされ、送り主であるクイルたちを信じるかどうか悩んだが、現れたロナンから市民を守るためにノバ軍の編隊を出動させた。
最後はクイルへ、彼の父親が古代の宇宙人であることが判明し、ガーディアンズの面々の犯罪歴を抹消する手続きをとったと伝え、ザンダーを救ったことへの感謝の言葉を送る。
ローマン・デイ（Rhomann Dey）
演 - ジョン・C・ライリー
日本語吹替 - 大滝寛
ノバ軍警察の将校。前科持ちであるクイルとは顔馴じみで、彼を「100%クソ野郎」と評するが、逮捕の度に軽口を叩くほど、ある程度信頼し合っている人格者。和風の木造建築製の自宅にクリロリア人の妻と娘の3人で暮らしている。
ザンダーで小競り合いを起こしたクイルたちを逮捕し、身体検査を行った後にキルンへ連行。物語の後半では、ロナンらの侵攻を伝えるメッセージをクイルやラヴェジャーズから受信し、ラエルに伝えた。本作のラストでは、修復したミラノ号をガーディアンズに送り、クイルたちにもう悪事を働かないようにと声をかけると、皆をきちんと見守るとの誓いを返されて、彼らの旅立ちを見送った。その後帰宅し、ロケットに命を救われた妻子との再会を喜び合う。
ガーサン・サアル（Garthan Saal）
演 - ピーター・セラフィノウィッツ
日本語吹替 - 仲野裕
ノバ軍警察の軍人。有事の際にはノバ軍の編隊を率いるパイロットとして出動する。堅物な人柄で、お尋ね者であるクイルたちを当初は見下し、本作の後半にラヴェジャーズからのロナン侵攻の連絡を罠だとラエルに進言するが、ザンダーにダーク・アスターが出現したことで危機に気づき、応戦していたガーディアンズたちに「信用できないから信用させてみせろ」と伝えつつ編隊を率いてガーディアンズ&ラヴェジャーズとの共闘を決意した。自軍の参戦でガーディアンズを敵艦内部へと侵入させ、圧倒的な敵の侵攻にも懸命に奮戦したが、ロナンの反撃により、自機の爆発に巻き込まれて戦死し、自軍の編隊も全滅。彼の最期にロケットも動揺を見せた。

#### ラヴェジャーズ（ヨンドゥの部隊）
ヨンドゥ・ウドンタ

クラグリン・オブフォンテリ

テイザーフェイス（Taserface）
演 - クリス・サリヴァン
日本語吹替 - 廣田行生
ラヴェジャーズの一員で、ヨンドゥの部下。クイルに甘いヨンドゥに不満を募らせており、自分の厳つい外観と名前で周囲を恐れさせられると思い込み、おだてに弱く逆らう者はすぐに処刑するなど、短絡的で自己顕示欲に満ちた下劣漢であり、そんな本質のため他メンバーからの人望は大してなく、その名を叫んで誇示しても失笑される始末である。
描写
『ガーディアンズ・オブ・ギャラクシー リミックス』
ベアハートでミラノ号を包囲してロケットを追い詰めた際に、クーデターを起こすと、ネビュラの介入もあって結果的に隊のリーダーとなる。ヨンドゥとロケットを投獄するが、やり方に不満を抱いていたクラグリンが寝返ったことで、ヨンドゥたちに残ったメンバー共々あっという間に粛清された。その直後にソヴリンへヨンドゥたちの位置情報を送信しつつ自分の名を伝えるも、送信相手のソヴリン人女性に大笑いされ、気落ちしながらエクレクター号の大爆発に呑まれる。
『ホワット・イフ...?』シーズン1第2話
アース21818におけるテイザーフェイスが登場。正史の彼のようにヨンドゥへ反旗を翻すこと無くラヴェジャーズの一員として働くものの、1988年にヨンドゥからクイルの拉致を命じられた際には、相棒のクラグリンと共に間違えてティ・チャラを回収し、「人間は皆同じに見える」と発言するほどの盆暗ぶりを露呈させただけでなく、現代においては、コラスの質問攻めの際や、揉め始めたティ・チャラとヨンドゥを見た際、ネビュラから早く走るよう注意された際などに困惑する気弱な姿も見せた。
コントラクシアに赴き、アイアン・ロータスでこれまでの活躍などの話題で盛り上がったほか、ティヴァンから“エンバーズ・オブ・ジェネシス”を盗むためにノーウェアで作戦に従ってサノスやコラス、クラグリンと乱闘騒ぎを起こす囮役を務めてプロキシマ・ミッドナイトに投獄された後にネビュラに救われ、ノーウェアからの脱出に成功した。
物語のラストでは、ティ・チャラたちと共に地球のワカンダを再訪する。
タルク（Tullk）
演 - トミー・フラナガン
日本語吹替 - 隈本吉成
登場作品 - 『ガーディアンズ・オブ・ギャラクシー:リミックス』
ヨンドゥの片腕であるラヴェジャーズのベテランメンバーで、テイザーフェイスの反乱に加わらずヨンドゥに忠誠を尽くした。しかしその後、テイザーフェイスに寝返ったラヴェジャーズのメンバーたちの罵声を浴びながら、宇宙空間に放逐され絶命してしまう。
レッチ（Retch）
演 - エヴァン・ジョーンズ
日本語吹替 - 小川剛生
登場作品 - 『ガーディアンズ・オブ・ギャラクシー:リミックス』
ラヴェジャーズのヨンドゥの部隊の一員。テイザーフェイスのクーデターに乗じて捉えたベビー・グルートを弄ぶが、彼とヨンドゥたち脱出の際に、ベビー・グルートに仕返しされ、奈落へと投げ落とされる。
オブロ（Oblo）
演 - ジョー・フリア
日本語吹替 - 堀総士郎
登場作品 - 『ガーディアンズ・オブ・ギャラクシー:リミックス』
ラヴェジャーズのヨンドゥの部隊の一員で、赤い肌が特徴。ヨンドゥを支持していたメンバーの一人で、コントラクシアでは彼へ共に遊ぼうと誘った。しかしテイザーフェイスの反乱時に命乞いするも、タルクたちと同様にエアロックから宇宙へ放り出され、命を落とす。
ナーブリク（Narblik）
演 - テレンス・ローズモア
登場作品 - 『ガーディアンズ・オブ・ギャラクシー:リミックス』
ラヴェジャーズのヨンドゥの部隊の一員で、黒人と同様の外見が特徴。タルクが宇宙空間に放り出された際に、その様子を卑しく面白がっていたが、最期はヨンドゥのヤカの矢に貫かれる。
ハーフナット（Halfnut）
演 - ジミー・ユーリーン
日本語吹替 - 烏丸祐一
登場作品 - 『ガーディアンズ・オブ・ギャラクシー:リミックス』
ラヴェジャーズのヨンドゥの部隊の一員。ベアハートでミラノ号を包囲した際、木を這っていた蜘蛛を捕食していた。タルクたちを始末する際も楽しんでいたが、ヨンドゥのヤカの矢に貫かれる。
ブラル（Brahl）
演 - ステファン・ブラックハート
日本語吹替 - 荒井勇樹
登場作品 - 『ガーディアンズ・オブ・ギャラクシー:リミックス』
ラヴェジャーズのヨンドゥの部隊の一員で、傷だらけの顔つきが特徴。ベアハートでロケットを挑発した挙句に同士討ちしてしまい、エクレクター号でもヨンドゥのヤカの矢に貫かれる。
ギフ（Gef）
演 - スティーヴ・アジー
日本語吹替 - 田中英樹
登場作品 - 『ガーディアンズ・オブ・ギャラクシー:リミックス』
ラヴェジャーズのヨンドゥの部隊の一員で、数字の計算ができない肥満の男。ロケットがテイザーフェイスを嘲ると、思い切り吹きだしていた。ヨンドゥのヤカの矢を受けて貫かれずに吹っ飛ぶ。

#### ラヴェジャーズ（本隊）
登場作品 - 『ガーディアンズ・オブ・ギャラクシー:リミックス』
スタカー・オゴルド（Stakar Ogord）
演 - シルヴェスター・スタローン
日本語吹替 - ささきいさお
ラヴェジャーズの全隊の伝説的リーダー。ヨンドゥにとっては奴隷から引き抜いてくれた恩人でもあり、彼を含めたラヴェジャーズの全部隊から絶大な尊敬を集めている。
エゴに加担して人身売買に手を染めたヨンドゥを本隊から追放した過去があり、コントラクシアで再会した際もわだかまりの残った会話を交わす。
だがヨンドゥがクイルを救って死んだことを知らされ、昔の仲間たちとラヴェジャーズ流の葬儀を執り行ってその死を悼んだほか、再結集した仲間たちと初代ラヴェジャーズ再結成を決める。
チャーリー27（Charlie-27）
演 - ヴィング・レイムス
日本語吹替 - 藤井隼
自らの部隊を持つ巨漢。物語ラストのヨンドゥの葬儀に部下たちと駆けつけ、「安らかに眠れ、古き友よ」という言葉を送る。
アリータ・オゴルド（Aleta Ogord）
演 - ミシェル・ヨー
日本語吹替 - きそひろこ
自らの部隊を持つスタカーの伴侶。物語ラストのヨンドゥの葬儀に部下たちと駆けつけ、「星を見てあんたを思い出す」という言葉を送る。
マルティネックス（Martinex）
演 - マイケル・ローゼンバウム
日本語吹替 - 椙本滋
スタカーの片腕。結晶化した身体が特徴で、コントラクシアからヨンドゥの葬儀まで、スタカーを補佐する。
メインフレーム（Mainframe）
声 - マイリー・サイラス
頭部だけのロボット。初代ラヴェジャーズ再結成の際に登場し、「会えてよかった」とスタカーに声をかける。
クルーガー（Krugarr）
赤い半魚人のような外見の宇宙人。初代ラヴェジャーズ再結成の際に登場し、地球のマスターズ・オブ・ミスティック・アーツが発動する“エルドリッチ・ライト”によく似たオレンジ色の魔法陣で意思表示をする。

#### その他の宇宙の住民
タニリーア・ティヴァン / コレクター（Taneleer Tivan / The Collector）
演 - ベニチオ・デル・トロ
日本語吹替 - 石住昭彦
ノーウェアを拠点に、強迫観念から銀河中から珍しい遺物や様々な生物を長年収集・保管しする非人道的な不老不死の宇宙人。グランドマスターの弟である。
カリーナ（Carina）
演 - オフィリア・ラヴィボンド
日本語吹替 - 合田絵利
ティヴァンの使用人として無理矢理働かされていた奴隷のクリロリア人女性。
描写
『マイティ・ソー/ダーク・ワールド』
本作のエンドロール後に初登場。エーテルを持ってきたヴォルスタッグとシフを出迎え、ティヴァンを紹介する。
『ガーディアンズ・オブ・ギャラクシー』
オーブの取引にやってきたクイルたちを出迎え、ティヴァンを紹介するも、オーブの中身のストーンの力を知り、「もう奴隷は嫌！」と叫んでストーンを掴んでティヴァンを倒そうとしたが、ストーンを制御できずに爆死する。
『ホワット・イフ...?』シーズン1第2話
本作では、アース21818におけるカリーナが登場。正史の彼女と同様に、ノーウェアでティヴァン/コレクターの使用人（奴隷）として無理矢理働かされている。
ティ・チャラとネビュラを出迎えた後に、囚われたティ・チャラの言葉に感銘を受けて反旗を翻すことを決意し、彼を襲うエボニー・マウを射殺してティ・チャラを救い、彼とヨンドゥがティヴァンに挑むと、託されたティヴァンのコントローラーを操作して多数の奴隷をカプセルから解放し、彼らを主導してティヴァンを取り囲ませる。
ベリート（Bereet）
演 - メリア・クライリング
日本語吹替 - 東條加那子
登場作品 - 『ガーディアンズ・オブ・ギャラクシー』
クイルの遊び相手のクリロリア人女性。モラグではクイルからミラノ号に乗っていたことを忘れられており、ザンダーではロケットが端末でクイルを発見したシーンに登場し、クイルと仲睦まじくしていたが、その後は登場せず、彼女の去就は不明。
ブローカー（Broker）
演 - クリストファー・フェアバンク
日本語吹替 - 伊藤和晃
登場作品 - 『ガーディアンズ・オブ・ギャラクシー』
ザンダーで故買屋を営む、特徴的な髪と眉毛、髭をした老商人。クイルからオーブの買取を依頼されるが、彼からロナンもオーブに関与していると聞かされると、血相を変えて一方的に取引を打ち切り、クイルを追い出した。後にクイルとオーブを追うヨンドゥに脅されて、オーブの秘密とその買い手を白状する。クライマックスの戦闘でダーク・アスターが墜落した場所にも顔を出す。
モロカ・ダル（Moloka Dar）
演 - アレクシス・ロドニー
日本語吹替 - 伊丸岡篤
登場作品 - 『ガーディアンズ・オブ・ギャラクシー』
キルン刑務所の囚人の一人である、赤い瞳と両頬のヒューマノイド型種族。収監されてきたガモーラを襲い、ナイフを突きつけるが、彼女の首を狙って現れたドラックスに恐れをなしてその場を譲り、彼にナイフまで奪われてしまう。
ロボット娼婦（Love Bots）
演 - シーラ・ラブ
コントラクシアの“アイアン・ロータス”で客をもてなす、黄色いボディのアンドロイド。
ハワード・ザ・ダック（Howard the Duck）
声 - セス・グリーン
日本語吹替 - 伊丸岡篤
アヒル型の頭部を持つ宇宙人。
ソー・ラー（Soh-Larr）
演 - チュク・モデュー
登場作品 - 『キャプテン・マーベル』
クリーの諜報員。スクラルへの奇襲のためにトルファで潜入活動を行っていたが、スクラルの返り討ちに遭い、タロスに擬態されて行方不明となる。そのため、本物の彼はホログラムのみの登場である。
ハドソン（Hudson）
演 - ベン・ヴァンダーマイ
声 - 露崎亘
登場作品 - 『ロキ』
“ラメンティス1号星”の列車の警備兵で、階級は上等兵。列車に乗り込もうとしたロキとシルヴィに切符を要求したが、シルヴィに操られて切符をチェックせずに乗車を許してしまう。
ヒックス（Hicks）
演 - ジョン・コリン・バークレイ
声 - 綿貫竜之介
登場作品 - 『ロキ』
ラメンティス1号星の列車の警備兵で、階級は伍長。シルヴィに操られたハドソンの言を聞き入れ、彼女とロキの列車への乗車を見送るが、後に乗客の一人の呼び出しで車内のバーカウンターに他の警備員を連れて駆けつけると、変装を解いて酔っていたロキにチケットの提示を求めるも、それを出せなかった彼を不審者と見做し、乱闘を起こす。
ソロッグ（Throg）
声 - クリス・ヘムズワース
ソーがカエルになった姿。

## スタン・リーが演じた人物
マーベル・コミックの共同原作者スタン・リーは、MCUでもさまざまな役で出演する。
日本語吹替 - 間宮康弘、広瀬正志、高桑満
スタン・リー（Stan Lee）
描写
『アイアンマン』
消防士家族基金の慈善イベント会場であるウォルト・ディズニー・コンサートホールに登場。ホールの入り口前で美女に囲まれている最中にトニーから「やぁ、ヒュー・ヘフナー」と声をかけられて振り返るが、トニーに気づかなかった。
『アベンジャーズ』
映画終盤のニュースのインタビューに登場。街頭でチェスをしていたところに、インタビューに答える。
『アベンジャーズ/エイジ・オブ・ウルトロン』
アベンジャーズ・タワーでのパーティーに登場。ソーにねだった酒で酔い潰れてしまい、「さらなる高みへ」と呟きながら介抱される。
『キャプテン・マーベル』
ヴァースが電車内で出会う乗客として登場。読んでいるのはスタン・リー自身がカメオ出演した1995年公開の映画『モール・ラッツ』の台本である。
ミルウォーキーの男
登場作品 - 『インクレディブル・ハルク』
ミルウォーキーに住む老人。リオデジャネイロから出荷されたブルースの血液が混入したガラナ・ソーダを飲んでしまい、身体に悪影響を及ぼす。この一件が、物語の発端となる。
ラリー・キング（Larry King）
登場作品 - 『アイアンマン2』
スターク・エキスポ会場に登場。オープニングセレモニーを終えて退場する途中のトニーに一礼する。
ニューメキシコ州の老人
登場作品 - 『マイティ・ソー』
地面に落着したムジョルニアを持ち上げようとする男たちの一人。愛車の4WDの荷台とロープで縛り付けてムジョルニアを引こうとするが、叶わずに4WDの荷台が外れて笑われる。
将軍
登場作品 - 『キャプテン・アメリカ/ザ・ファースト・アベンジャー』
スティーブの叙勲式に出席していた老将。キャプテンが登場しないと伝えに顔を出したブラントの付き人をキャプテンと勘違いし、「意外と小柄だ」と誤評した。
審査員
登場作品 - 『アイアンマン3』
トニーが立ち寄ったミスコン会場で、コンテストの審査員を務めていた老人。笑みを浮かべて満点の札を揚げる。
精神病棟の患者
登場作品 - 『マイティ・ソー/ダーク・ワールド』
セルヴィグが入院した病院の患者の一人である老人。自身の靴を勝手に使って研究発表を行うセルヴィグに、靴を返せと声をかける。
警備員
登場作品 - 『キャプテン・アメリカ/ウィンター・ソルジャー』
スミソニアン博物館の老警備員で、キャプテン・アメリカのユニフォームがなくなっているのを見つけて「わしの首が飛ぶ！」と嘆く。
老人
登場作品 - 『ガーディアンズ・オブ・ギャラクシー』
ザンダーの老人男性。街中で若い女性を口説いており、その様子を観察していたロケットに影から毒づかれる。
バーテンダー
登場作品 - 『アントマン』
本作ラストでルイスの説明の中に、ワンカットのみ登場した老バーテンダー。イグナシオの問いかけに答えていた。
配送員
登場作品 - 『シビル・ウォー/キャプテン・アメリカ』
フェデックスの老配送員。物語のラストで、アベンジャーズ・コンパウンドを訪ね、トニーの名を「トニー・スタンク」と呼び間違えながらスティーブからの小包を手渡す。
バスの乗客
登場作品 - 『ドクター・ストレンジ』
バスの車内で腰掛けていた老人。オルダス・ハクスリーの『知覚の扉』を読んで笑っていたところ、横の窓にストレンジが激突してきた。
宇宙飛行士
登場作品 - 『ガーディアンズ・オブ・ギャラクシー:リミックス』
本編中盤とエンドクレジット後に登場する、老宇宙飛行士。MCU全体の出来事を監視しているウォッチャー相手に、これまでのカメオ出演の苦労話を一方的に聞かせる。
ゲーリー（Gary）
登場作品 - 『スパイダーマン:ホームカミング』
クイーンズに住む老人。序盤でピーターが車泥棒と勘違いして捕らえた男の近隣住民として登場する。
理髪師
登場作品 - 『マイティ・ソー バトルロイヤル』
サカールの理髪師である怪しげな老人。右腕の珍妙な機械で、バトルロイヤルに出場する直前のソーの髪の毛を切ってしまう。
ギャンブラー
登場作品 - 『ブラックパンサー』
韓国の釜山にあるカジノで遊んでいた老人。ティ・チャラとの再会を済ませたエヴェレットに話しかける。
スクールバスの運転手
登場作品 - 『アベンジャーズ/インフィニティ・ウォー』
ミッドタウン高校の学生たちが乗るスクールバスの運転手を務める老人。バスに乗車していた学生たちに、「小僧ども、宇宙船を見るのは初めてか？」と尋ねる。
縮小した車の持ち主
登場作品 - 『アントマン&ワスプ』
サンフランシスコの車道にいた老人。クライマックスでホープが発射して流れ弾となったピム粒子ディスクにより、愛車を目の前で縮小化されてしまい、「60年代にラリっていたツケが来た」とぼやく。
ヒッピー
登場作品 - 『アベンジャーズ/エンドゲーム』
トニーとスティーブがタイムトラベルした1970年世界の長髪の中年男性。助手席に美女を乗せたステッカー付きの自動車を走らせながら、キャンプ・リーハイに向かって「おい、戦争するより愛し合おうぜ！」と叫ぶ。
リーは本作の撮影後に永逝したため、この役での登場が最後のMCU出演となった。

## 並行世界の住人
ウアトゥ・ザ・ウォッチャー（Uatu the Watcher）
声 - ジェフリー・ライト
日本語吹替 - 井上和彦
登場作品 - 『ガーディアンズ・オブ・ザ・ギャラクシー:リミックス』
マルチバースを観察する地球外生命体ウォッチャーの一人。

### アース21818
ティ・チャラ / スター・ロード
ヨンドゥ・ウドンタ
ヘイスト・ネビュラ
コラス・ザ・パーサー
ティ・チャカ
サノス
タニリーア・ティヴァン / コレクター
エゴ
クラグリン・オブフォンテリ
テイザーフェイス
ハワード・ザ・ダック
オコエ
カリーナ
プロキシマ・ミッドナイト
エボニー・マウ
ドラックス
コーヴァス・グレイヴ
ピーター・クイル

### アース82111
ペギー・カーター / キャプテン・カーター
スキニー・スティーブ・ロジャース
エイブラハム・アースキン
ハワード・スターク
ヨハン・シュミット / レッドスカル （Johann Schmidt / Red Skull）
声 - ロス・マーカンド
日本語吹替 - 山路和弘
テッセラクトの力で“ヒドラの英雄”を地球に召喚し、世界征服しようとしている。
ジョン・フリン
ティモシー・“ダム・ダム”・デューガン
ジェームズ・ブキャナン・“バッキー”・バーンズ
アーニム・ゾラ
ニック・フューリー
クリント・バートン / ホークアイ

### アース96283
登場作品 -『スパイダーマン:ノー・ウェイ・ホーム』
ピーター・ベンジャミン・パーカー / スパイダーマン （ピーター2）（Peter Benjamin Parker / Spider-Man［Peter 2］）
演 - トビー・マグワイア
日本語吹替 - 猪野学
“アース96283”のピーター/スパイダーマン。他のピーター/スパイダーマンとの区別として、ピーター2の愛称で呼ばれるようになる。戦いで親友のハリー・オズボーンを喪った後も長く自警活動を継続していたが、その最中にアース616に転移させられ、失意に落ちていたピーター1をピーター3と共に励まし、彼らと力を合わせて、アース616に転移させられたヴィラン一同を救うための戦いに挑む。
オットー・オクタビアス / ドクター・オクトパス（Otto Octavius / Doctor Octopus）
演 - アルフレッド・モリーナ
日本語吹替 - 銀河万丈
凹凸が特徴の人工アームを備えた天才科学者。かつては妻と共に核融合実験の一環で人工の太陽を生成していたが、装置が暴走してしまい事故によって妻を喪い、自身は実験で装備していたアームが脊椎と融合してしまった。以降は人工知能が備わったアームの言いなりのヴィランドクター・オクトパスとなって装置を復元するために強盗を働いていたが、ピーター2との戦いで制御することに成功し、再び暴走を起こした装置を止めるべく自らの命と引き換えに水中へ装置を落とした。
しかし死の直前にアース616へ転移させられたことで再びヴィランに堕ちてしまい、この世界のピーター（ピーター1）と激闘を繰り広げることになる。
ノーマン・オズボーン / グリーン・ゴブリン（Norman Osborn / Green Goblin）
演 - ウィレム・デフォー
日本語吹替 - 山路和弘
登場作品 -『スパイダーマン:ノーウェイホーム』
軍事企業“オズコープ”の元CEOである科学者。かつてはライバル企業を出し抜くために兵器の生産を急ぎ、そんな最中に特殊なパワー増強剤を開発していたものの、会社の重役達から増強剤のデータが得られなければ解雇すると脅されてしまい、自分自身に増強剤を投与したが、副作用で芽生えたもうひとつの人格グリーン・ゴブリンに苦しめられるようになってしまった。そしてニューヨークを恐怖に陥れるが、ピーター2との戦いで死亡する寸前にアース616に転移してしまい、自社やハリーが存在していないことに絶望していた最中にこの世界のメイとピーター（ピーター1）に出会うことになった。しかし、後に再び表出したゴブリンの人格がピーター1すらも苦しめていく。
フリント・マルコ / サンドマン（Flint Marko / Sandman）
演 - トーマス・ヘイデン・チャーチ
日本語吹替 - 石田圭祐
病気の愛娘の治療費を入手するために多くの強盗事件を働いていた強盗犯。ピーター2の叔父ベン・パーカーを殺害してしまった仇でもあり、刑務所に収監されていたが脱獄し、逃走中に迷い込んだ研究所の素粒子分解装置の実験に巻き込まれてしまい、全身を砂に変える能力を駆使できるサンドマンと化した。そしてその力を利用し強盗を行っていたが、ピーター2との連戦の末に敗北すると、ベンの死の真相を全て打ち明け、ピーター2からの許しを受けて、娘に会いにそのまま去っていった。
しかし、アース616へ転移させられると、突然変異で全身が常時砂の状態になってしまった。そこでマックス/エレクトロと戦っているアース616のピーター（ピーター1）に遭遇し、彼のサポートを行うも、彼もまた、ピーター1と対立することになる。

### アース120703
登場作品 -『スパイダーマン:ノー・ウェイ・ホーム』
ピーター・ベンジャミン・パーカー / スパイダーマン （ピーター3）（Peter Benjamin Parker / Spider-Man［Peter 3］）
演 - アンドリュー・ガーフィールド
日本語吹替 - 前野智昭
“アース120703”のピーター/スパイダーマン。他のピーター/スパイダーマンとの区別として、ピーター3の愛称で呼ばれる。恋人であったグウェン・ステイシーを失った5ヶ月後に自警活動を再開して暫くした後、アース616へ転移させられ、失意に落ちていたピーター1をピーター2と共に励まし、彼らと力を合わせて、アース616に転移させられたヴィラン一同を救うための戦いに挑む。
カーティス・"カート"・コナーズ / リザード（Curt Connors / Lizard）
演 - リス・エヴァンス
日本語吹替 - 内田直哉
トカゲと同等の身体に変貌してしまった科学者。オズコープで生物の身体の欠損した部分を再生する血清の製作をピーター3と共同で行なっていたところ、重役から結果の報告を急かされて自身に打った副作用でリザードになってしまう。さらに、人類の更なる進化が必要だと考え、ニューヨーク中の市民を自身と同じ姿にするためにテロ行為を働くも、ピーター3に敗北し解毒剤で元の姿に戻った。
しかし、スパイダーマン＝ピーターであることを知り、バイオテロを引き起こす直前の時間軸からアース616へ転移させられ、やがて邂逅したその他のヴィラン一同と共に、ピーター/スパイダーマンたちに挑む。
マックス・ディロン / エレクトロ（Max Dillon / Electro）
演 - ジェイミー・フォックス
日本語吹替 - 中村獅童
電気ウナギが飼育される水槽に落下する事故により、電力を操る力を得た元オズコープ社の電気技師。かつてはニューヨーク全土に電力を送るための特殊な発電所の設計をする等腕は確かだったが、気弱な外見やおどおどした性格のために友達は少なく、周囲からは見下され鬱屈した毎日を送っていたところ、ある日ピーター3に命を救われた時に「君が必要だ」と言われた事でスパイダーマンの大ファンとなる。 しかし残業で前述の事故に遭い、肉体が変質。タイムズスクエアに姿を現した際に自身の変化に戸惑い、ピーター3に助けを求めるが、アクシデントからピーター3に利用されたと誤解し、エレクトロと名乗るヴィランとなってピーター3と対立してしまう。
その後、自身が設計した発電所を占拠し、ニューヨーク全土の電力をストップさせ混乱させるも、ピーター3との発電所の戦いで体に過剰に充電をされたことで爆死した。
だが爆死する直前の時間軸からアース616へ転移させられ、フリントの加勢を受けたピーター1の機転でこれまでと異なる容姿の人間の姿になり、やがて邂逅したその他のヴィラン一同と共に、ピーター/スパイダーマンたちに挑む。

### アースTRN404（アース10005）
登場作品 -『デッドプール&ウルヴァリン』